# Bas-Poitou
Le Bas-Poitou est l'ancienne division du comté de Poitiers puis de la province du Poitou, correspondant à sa partie occidentale. Ses habitants étaient les Bas-Poitevins.
Sous l'Ancien Régime, le Bas-Poitou, dirigé depuis Fontenay-le-Comte, correspondait approximativement à l'ensemble de la Vendée ainsi qu'à la partie nord-ouest de l'actuel département des Deux-Sèvres, délimitée par les rivières de l'Autize et du Thouet jusqu'à Airvault, à l'Est. Le Bas-Poitou incluait donc le Bocage bressuirais ainsi qu'une partie de la Gâtine, plateau granitique sur lequel la Vendée (rivière) prend sa source.
Probablement peuplée dans l'Antiquité par le peuple celte des Ambilatres, cette partie du plateau armoricain située au sud de la Loire, longtemps séparée du bassin aquitain, au sud par un important golfe maritime, fut rattachée à la cité des Pictons et à la province romaine d'Aquitaine, à la suite de la défaite de la guerre des Vénètes.
Marche naturelle et paysagère entre l'Aquitaine et l'Armorique, ce territoire essentiellement granitique et schisteux, légèrement vallonné, bocageux et marécageux, s'étendait à l'origine jusqu'à la Loire au Nord et incluait le Pays de Retz et les Mauges. Longtemps resté en marge des grands centres de commandement Aquitains et Poitevins, le Bas-Poitou format, au Haut Moyen Âge, un comté indépendant : l'Herbauges. Affaibli par les raids Normands, l'Herbauges fut d'abord annexé par le duc de Bretagne en 942 avant d'être conquis par le Comte de Poitiers-Duc d'Aquitaine, Guillaume le Grand au début du XIe siècle,. Le duc de Bretagne conserva toutefois les Pays de Retz et du Vignoble Nantais tandis que le comte d'Anjou, Foulques Nerra s'empara des Mauges.
Afin d'intégrer cette nouvelle conquête au reste du duché, les comtes de Poitiers-duc d'Aquitaine menèrent une importante politique d'aménagement du territoire au sud du Bas-Poitou construisant le château de Talmont ainsi que les abbayes de Maillezais et de Nieul-sur-l'Autise. Après l'intégration du Poitou au domaine royal français une plus grande autonomie fut donnée au Bas-Poitou vis-à-vis du reste de la province. Aussi contrairement au Haut-Poitou, mais comme la Bretagne, ce territoire était exempté de gabelle.
Très marqué par la guerre de Cent Ans du fait de sa situation stratégique, aux confins des possessions des rois de France, des ducs de Bretagne et ducs d'Aquitaine, le Bas-Poitou connut ensuite une période de prospérité lors de la Renaissance. Ainsi au XVIe siècle, la Réforme se diffusa largement en Bas-Poitou notamment depuis Fontenay-le-Comte. Coincé entre la Rochelle, bastion protestant, et la Bretagne, bastion de la Ligue catholique, le Bas-Poitou, fut déchiré par les guerres de Religion au XVIe et XVIIe siècles.
Largement reconverti au catholicisme à la fin du XVIIe siècle, par des prêtres originaires de Bretagne, le territoire de l'ancien Bas-Poitou, devenu le département de la Vendée, fut affecté, comme d'autres territoires du massif armoricain par un important soulèvement contre la Convention, à la fin du XVIIIe siècle. Au sud de la Loire, cet épisode a pris la forme d'une véritable guerre, connu sous le nom de guerre de Vendée, qui marqua durablement la mémoire régionale, si bien que le nom de Vendée pour désigner cette partie de la France se substitua progressivement à celui de Bas-Poitou dans l'imaginaire collectif.

## Définition

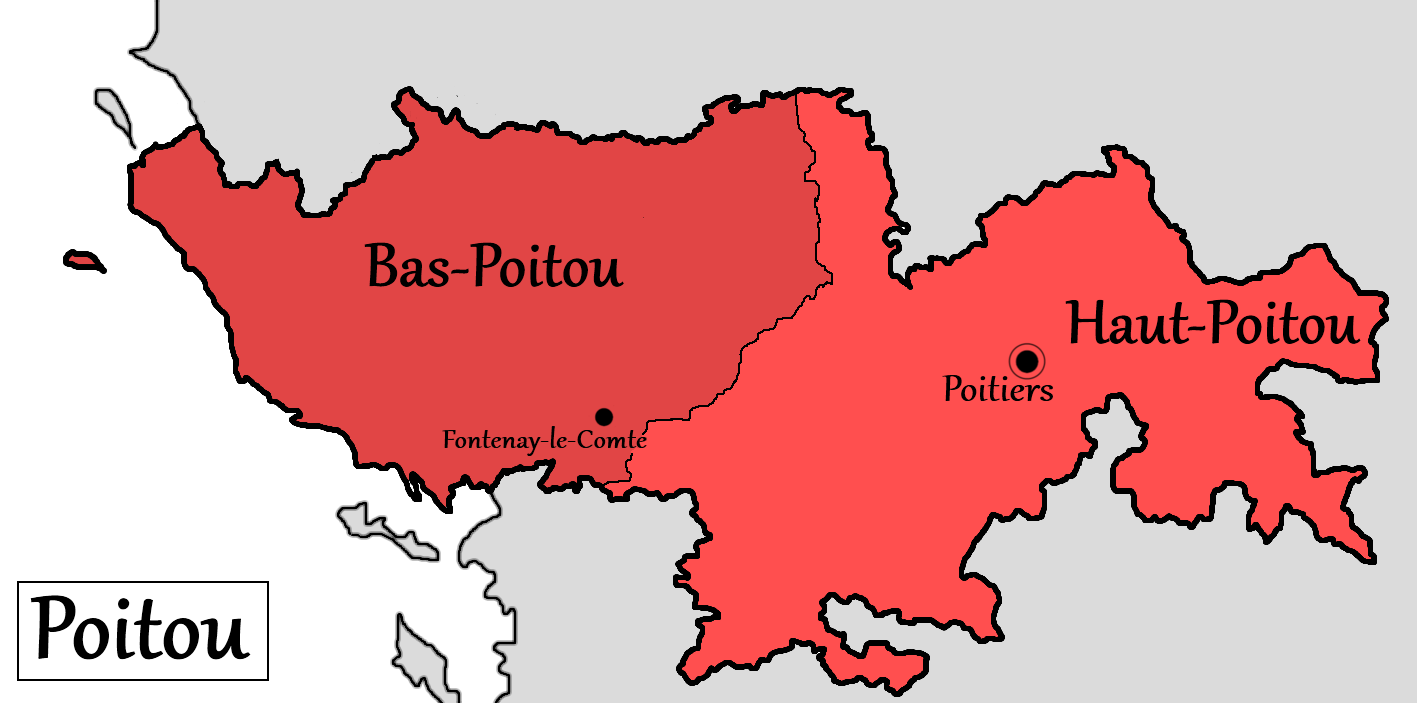
Situation du Bas-Poitou dans le Poitou. Sous l'Ancien Régime, les deux régions étaient délimitées par les cours d'eau de l'Autize et du Thouet.

Sur le plan politique et administratif, le Bas-Poitou est une partie du gouvernement militaire du Poitou créée par un arrêt du Conseil du 26 avril 1670. Par opposition au Haut-Poitou, il est défini à l'ouest d'une ligne de démarcation établie entre Coulonges et Saint-Martin-de-Sanzay suivant le cours de l'Autize et du Thouet. Sa capitale, située à Fontenay-le-Comte, accueille l'un des deux lieutenants généraux du gouvernement, l’autre étant à Poitiers.
Un autre arrêt, daté du 6 juillet 1670 exclut du Bas-Poitou les faubourgs de Thouars, de Parthenay et de Saint-Loup.
Toutefois, la singularité du Bas-Poitou apparaît dès le milieu du Moyen Âge et témoigne de son éloignement vis-à-vis du reste du Poitou. Cette singularité tient à la fois aux caractéristiques naturelles (marais, collines) du Bas-Poitou, fort différentes des plaines céréalières du Haut-Poitou, mais aussi à la situation géographique de cet espace soumis aux attaques maritimes et aux invasions bretonnes et angevines.
Aussi, le Bas-Poitou était plus qu'une simple circonscription administrative, puisque dans les années 1780, ses habitants, ou du moins certains d'entre eux, possédaient une conscience d'appartenance à ce même territoire que formait le Bas-Poitou et se considéraient comme « Bas-Poitevins ».

## Toponymie

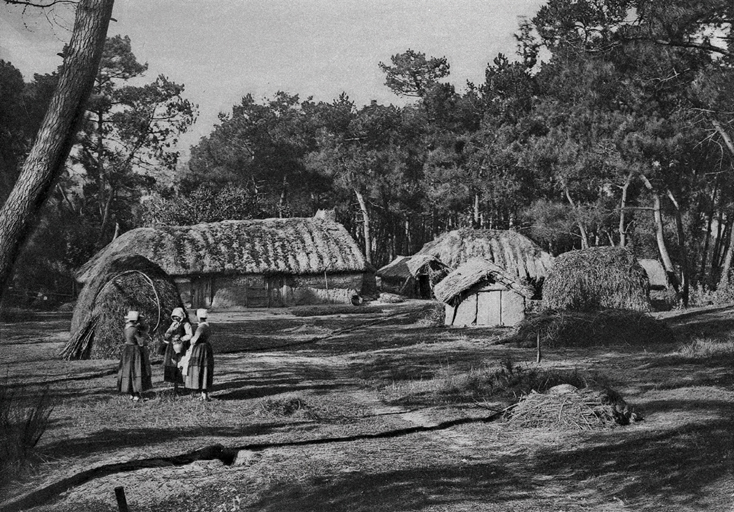
Paysans vendéens au XIXe siècle.

Le Poitou, et Poitiers, dérivent tous deux de Picton, passant par Poictou, comme il apparait sur les cartes anciennes, donnant Poitou.
Le terme de « Bas », pour désigner cette partie du Poitou, n'a pas de rapport avec l’altitude mais avec la richesse et désignait le territoire de la province considéré par les élites poitevines comme plus pauvre et de moindre valeur que celui de la partie considérée comme « Haute »,.
En effet, comme le Bas-Maine, ou la Basse-Normandie, le Bas-Poitou était majoritairement une région granitique, de bocages armoricains, peu propice à la céréaliculture et marquée par l’élevage. À l’inverse le Haut-Poitou comprenait essentiellement les plaines fertiles du bassin parisien (à l'instar du Haut-Maine et de la Haute-Normandie) et était donc plus urbanisé. La faible présence des toponymes occitans et des édifices d'art roman poitevin, en Vendée, en comparaison avec le reste de l'espace poitevin-saintongeais, traduit d'ailleurs cet l'éloignement du Bas-Poitou vis-à-vis des grands centres urbains aquitano-poitevins.

## Géographie

### Une marche géographique et culturelle entre l'Aquitaine et l'Armorique
La Vendée, territoire correspondant peu ou prou à l'ancien Bas-Poitou, constitue, à de nombreux égards, une région de marche entre l'Aquitaine et l'Armorique,.

#### Une marche naturelle et paysagère

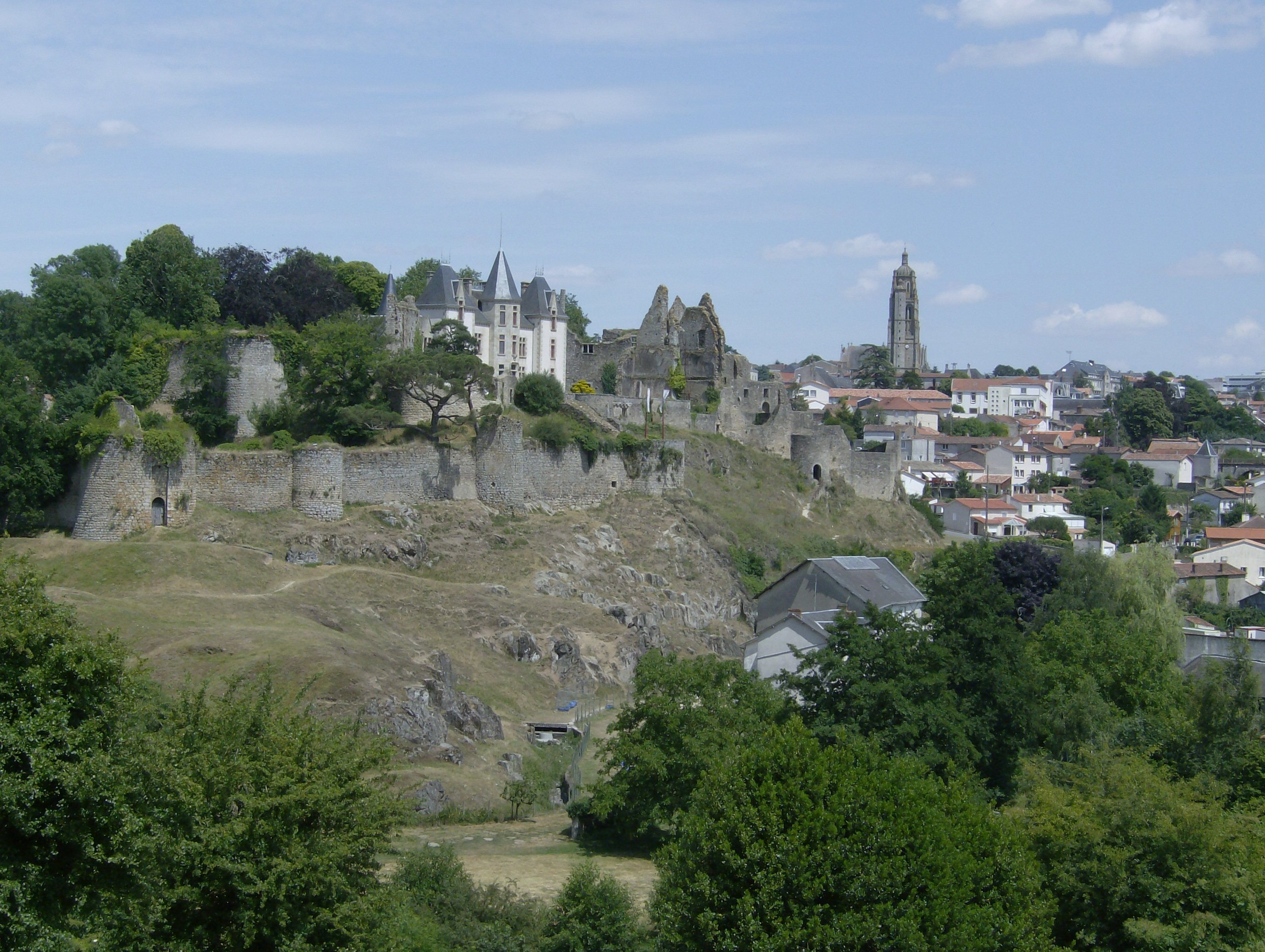
Le bocage bressuirais, territoire historiquement bas-poitevin, fait partie intégrante du massif armoricain.

Sur le plan géologique, la majeure partie de la région appartient au Massif armoricain et comporte des sols granitiques et schisteux. Toutefois, les sols du bassin de Chantonnay, de la plaine et les îles du marais, sont quant à eux calcaires et plus sec, ce qui n'est pas sans rappeler le bassin aquitain.
Cette double appartenance géologique s'observe sur le littoral vendéen. Les côtes du plateau armoricain sont souvent rocheuses et marquées par les falaises granitiques (ex : Corniche des Sables-d'Olonne et de Saint-Gilles-Croix-de-Vie, falaises de l'île d'Yeu). Les côtes du bassin aquitain et notamment du marais poitevin, sont, quant à elles, plus sablonneuses (ex. : pointe d'Arçay, plages des Conches).
Sur le plan paysagé, le territoire se divise entre un bocage couvrant la majeure partie du territoire et une région de culture et de champs ouverts. Cette région constitue aussi une marge paysagère entre les forêts humides, que l’on retrouve aussi dans les territoires celtiques, et les forêts sèches qui se rapprochent davantage des forêts méditerranéennes.

#### Une marche culturelle

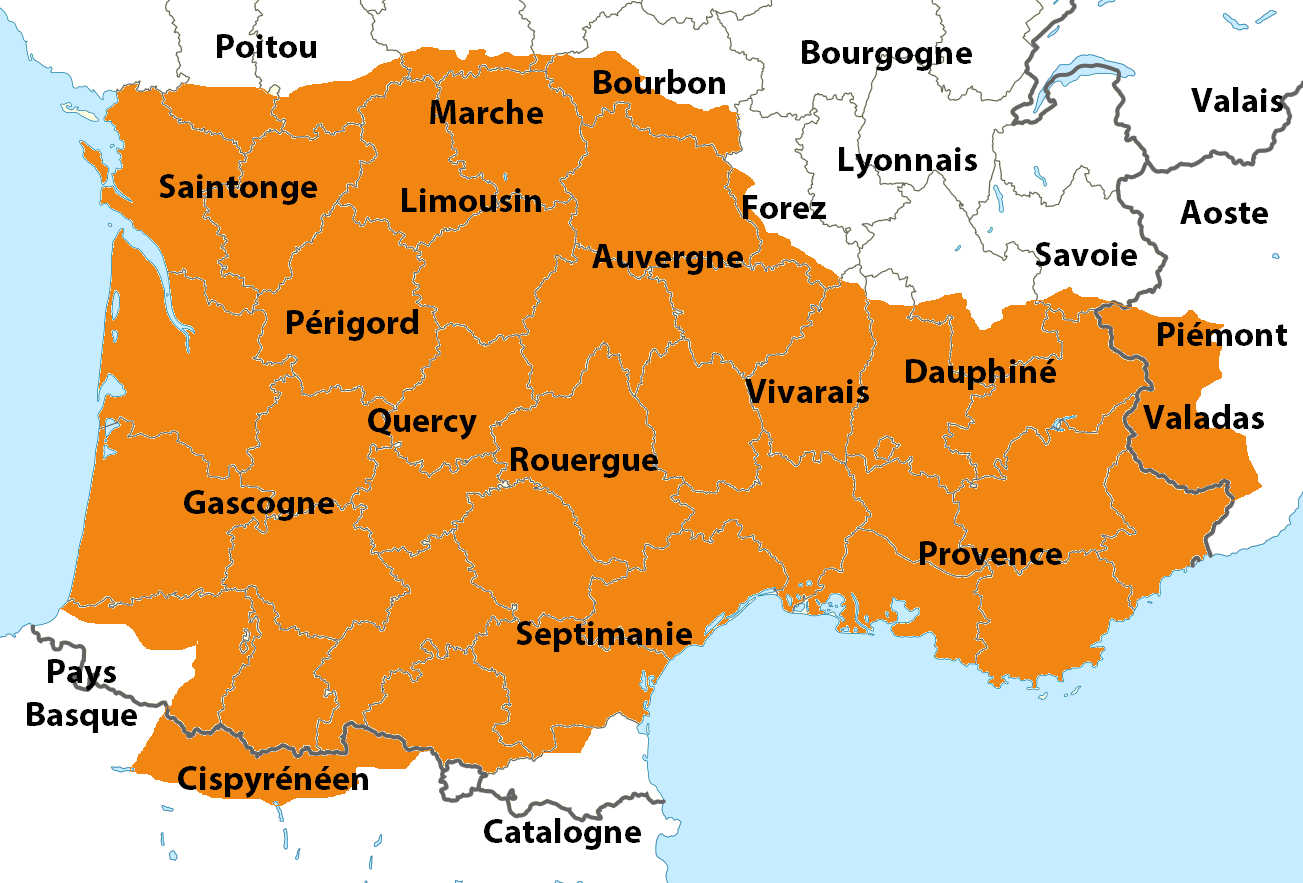
La langue occitane au milieu du Moyen Âge. La Vendée est au nord-ouest de la carte.

Dès le Moyen Âge la Vendée se situait dans l'aire linguistique de la langue d’oïl (ancien français). Toutefois, le patois vendéen (poitevin) est aussi soumis à des influences des langues celtes et de la langue d'oc.
La double influence nord-sud s’observe par ailleurs dans l’architecture locale. Les maisons traditionnelles vendéennes (borderies et bourrines) possèdent des traits hérités à la fois de l’architecture bretonne, telles que les encadrements en granite, mais aussi des caractéristiques architecturales issues de l’influence méridionale, telles que les toits de tuiles romanes. La Renaissance et la réforme protestante, qui ont profondément marqué le Bas-Poitou ainsi que son architecture, notamment par la construction de manoirs aux formes fantaisistes et de temples relativement sobres, sont arrivées du monde aquitain. Par ailleurs, de nombreuses croix et statues ont été érigées par Louis-Marie Grignion de Montfort, clerc catholique, originaire d’un territoire de tradition celte, la Bretagne, lors de ses missions visant à reconvertir au catholicisme les habitants du Bas-Poitou. Si bien que sur le plan politique la Vendée a longtemps été divisée entre un Sud plutôt progressiste : « la Vendée bleue », et un Nord plutôt conservateur : « la Vendée blanche ».

#### Un territoire historiquement aquitain, sous influence nantaise

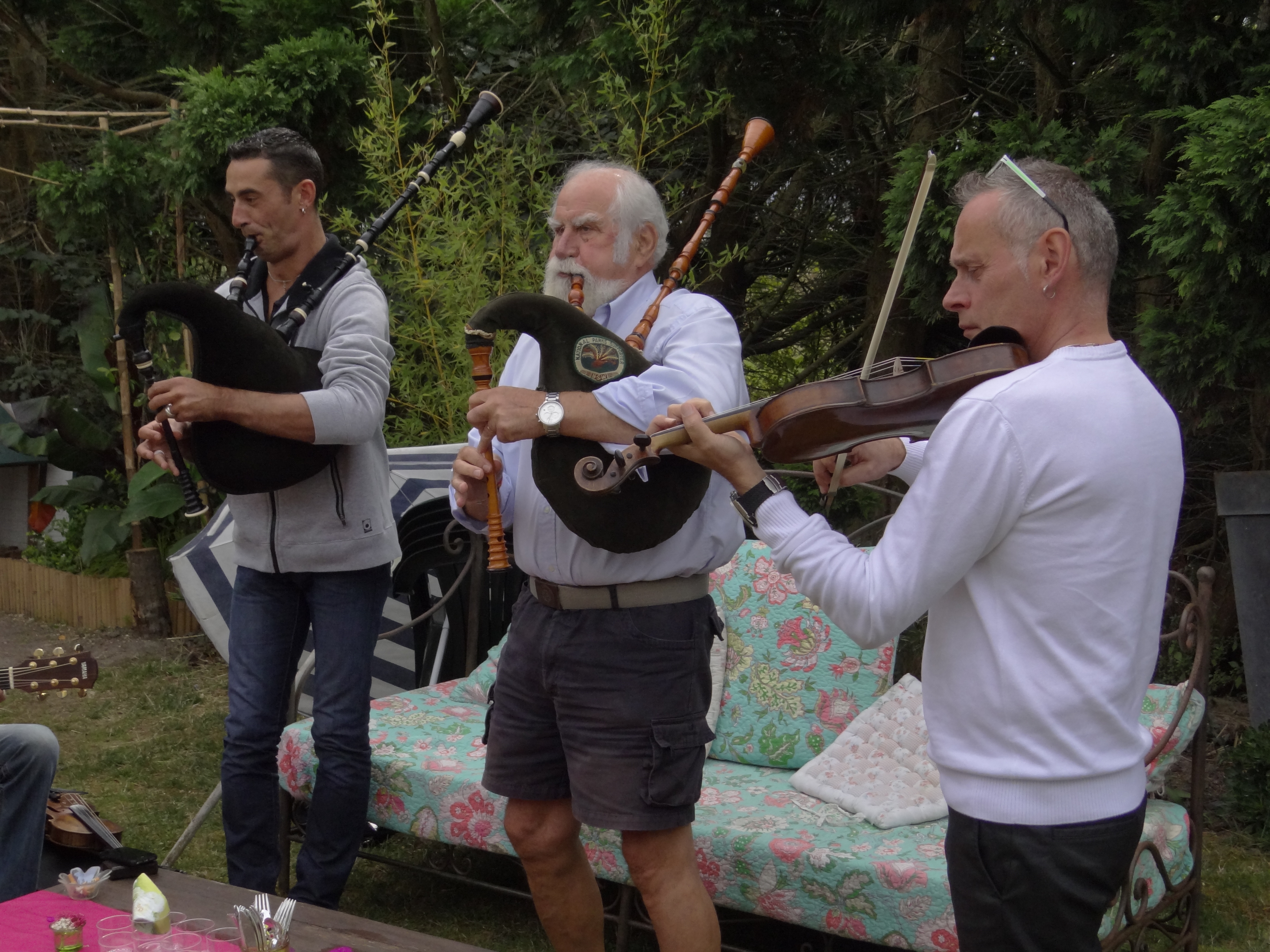
La veuze, cornemuse traditionnelle du Pays nantais, est aussi présente en Vendée.

Le Bas-Poitou est aux confins des aires d'influence de Poitiers et de Nantes. Si ce territoire appartenait administrativement au Poitou sous l'ancien régime, il est davantage dans l'aire d'influence de Nantes que dans celle de la capitale poitevine.
L'influence de Nantes sur ce territoire est ancienne et s'observait déjà sur le comté d'Herbauges au Haut Moyen Âge. Ainsi, ce territoire fût longtemps disputé entre les comtes de Poitiers (Duché d'Aquitaine) et les comtes de Nantes (Duché de Bretagne). Après le traité signé en 942 entre Alain Barbetorte, duc de Bretagne et Guillaume Tête d'Etoupes, duc d'Aquitaine (également comte de Poitiers), les pays de Tiffauges, des Mauges et d'Herbauges, correspondant au nord-ouest et à l'ouest du Poitou furent rattachés au comté de Nantes au sein du duché de Bretagne.
Ainsi entre le Xe siècle et la stabilisation des frontières entre la Bretagne, le Poitou et l'Anjou, le comté de Nantes, dirigé par les princes Bretons Hoël puis Guérech, s'étendait jusqu'au Lay au sud et au Layon à l'est, comprenant ainsi la majeure partie de l'actuel département de la Vendée.

### Géologie
Sur le plan géologique, le territoire Bas-Poitevin comprenait essentiellement la partie du Massif armoricain située au sud de la Loire. Ce vaste plateau granitique qui s'étend, d'est en ouest, de la vallée du Thouet au littoral Atlantique, culmine au niveau des hauteurs des monts et puys de Vendée, qui s'élèvent jusqu'à 290 mètres à Saint-Michel-Mont-Mercure, à 269 mètres au puy Crapaud et, dans la Gâtine, à 271 mètres au Terrier de Saint-Martin-du-Fouilloux. L'Absie, à 256 mètres d'altitude, est le plus haut bourg des Deux-Sèvres. Comme le reste du massif armoricain, du fait de son vallonnement et de la présence de gros blocs de granite, ce plateau n'a jamais pu être remembré et est, aujourd'hui encore, couvert par un paysage de bocage (Bas et Haut Bocage, Bocage bressuirais, Gâtine), qui forme la vaste sylvoécorégion du Bocage vendéen.

Carte géologique du nord-ouest de la France. Situé en sud-Loire, le Bas-Poitou forme les contreforts méridionaux du massif armoricain.

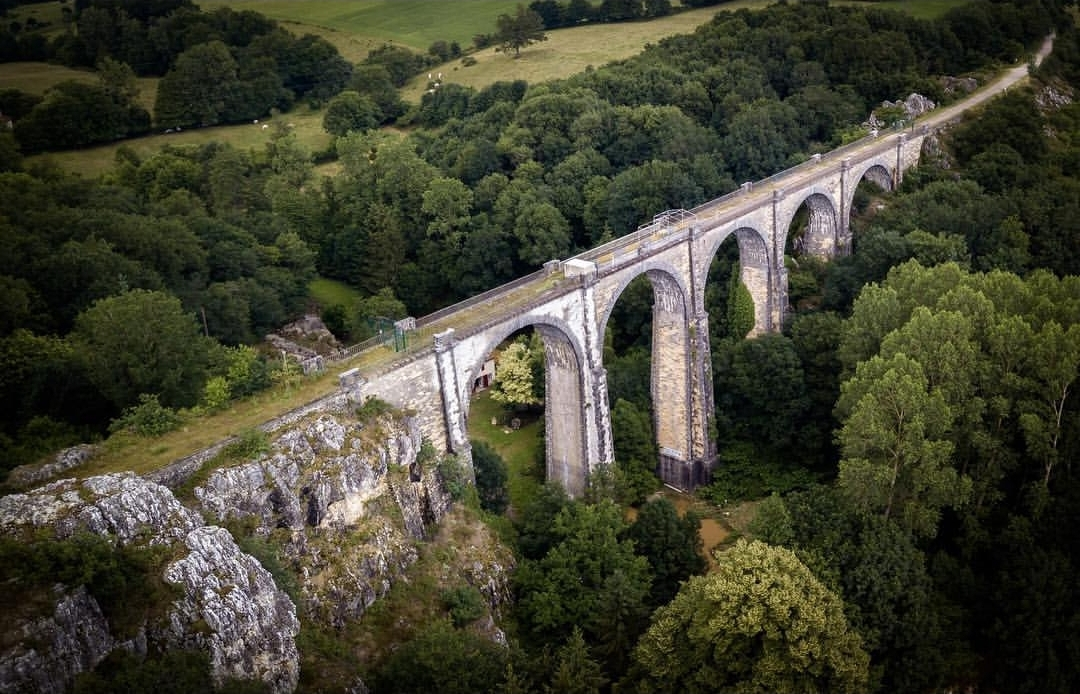
Affleurements rocheux au viaduc de Coquilleau.
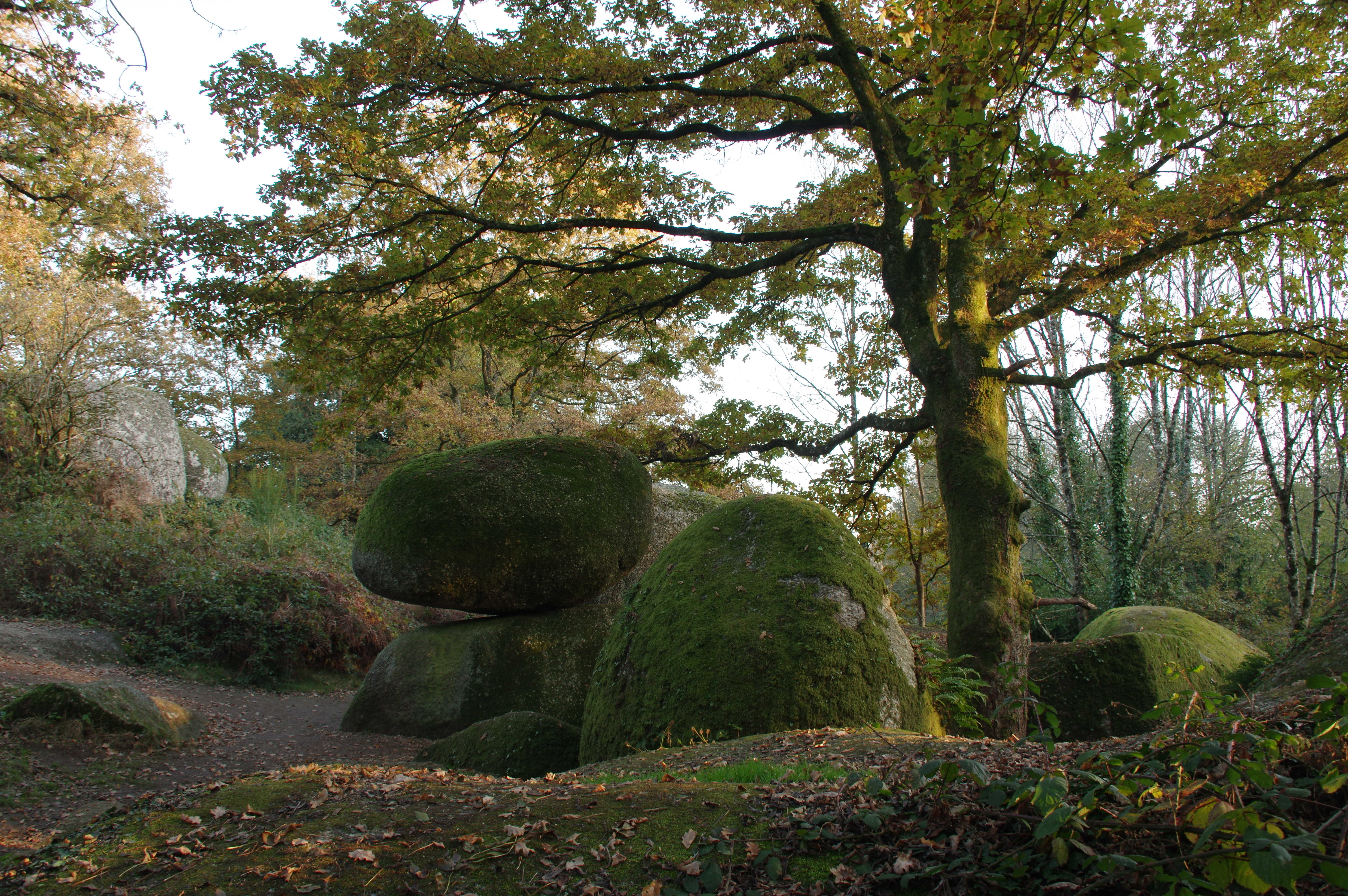
Chiron de la Morelière (Chaos granitique dans le Bressuirais).
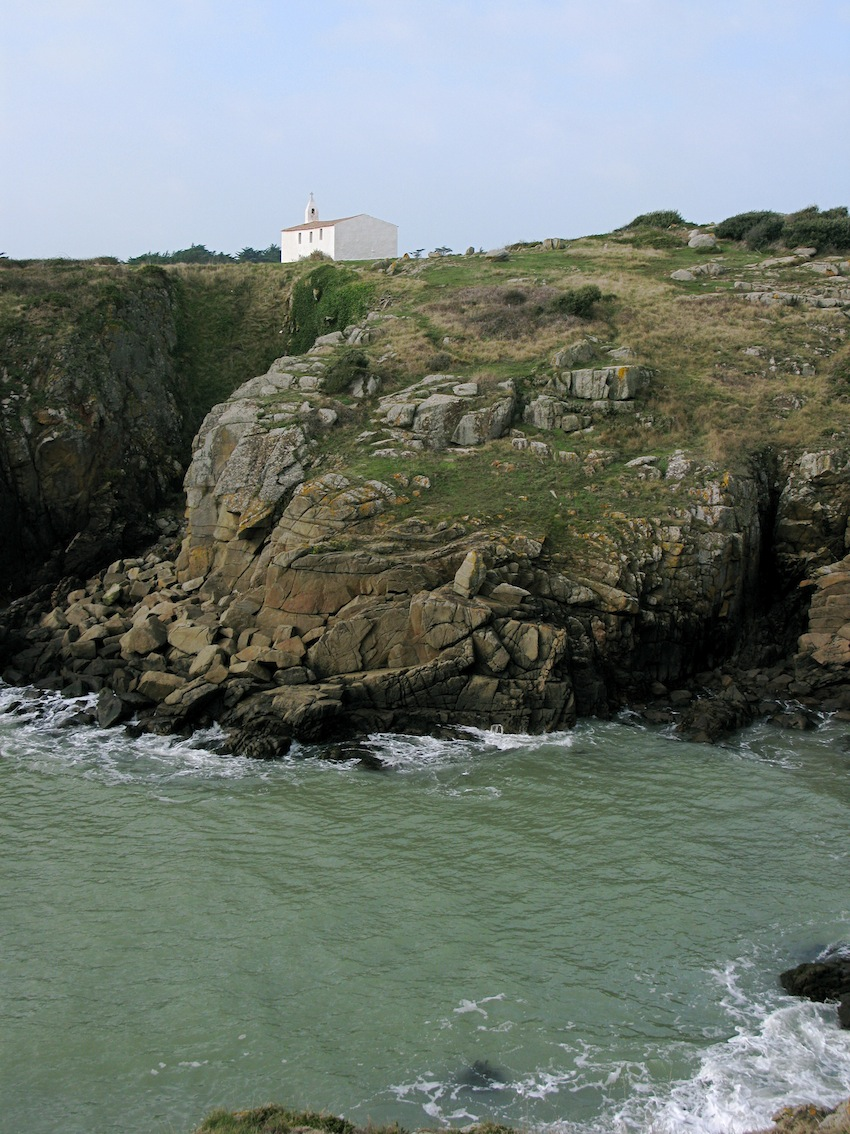
Falaise en contrebas de la chapelle de la Meule sur l'île d'Yeu.
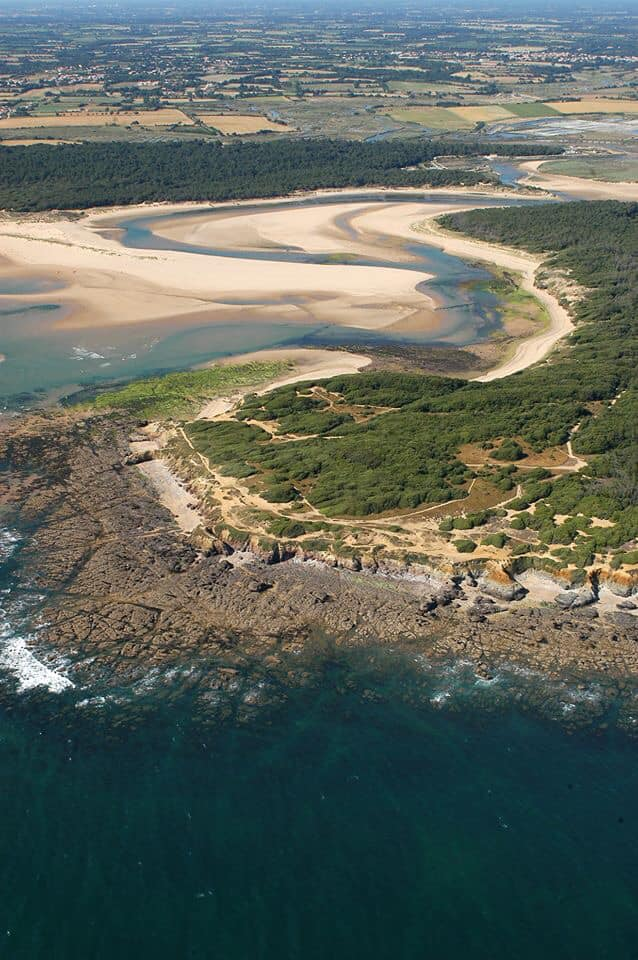
Zone de contact entre le plateau armoricain et la plaine calcaire à la pointe du Payré, dans le pays talmondais.

#### Micro-région sismique

Zonage sismique.

Les importantes failles qui traversent le plateau sud armoricain sur lequel se situe le Bas-Poitou, connaissent régulièrement des mouvements, à l'origine de séismes. Bien que ces séismes soient souvent de faible intensité, certain d'entre eux, ont parfois dépassé la magnitude 5 sur l'échelle de Richter, à l'instar de celui survenu dans la baie de Bourgneuf en 1799. La fréquence élevée de ces tremblements de terre, fait de la Vendée la principale région sismique de métropole après les massifs alpin, pyrénéen et vosgien.

### Hydrographie

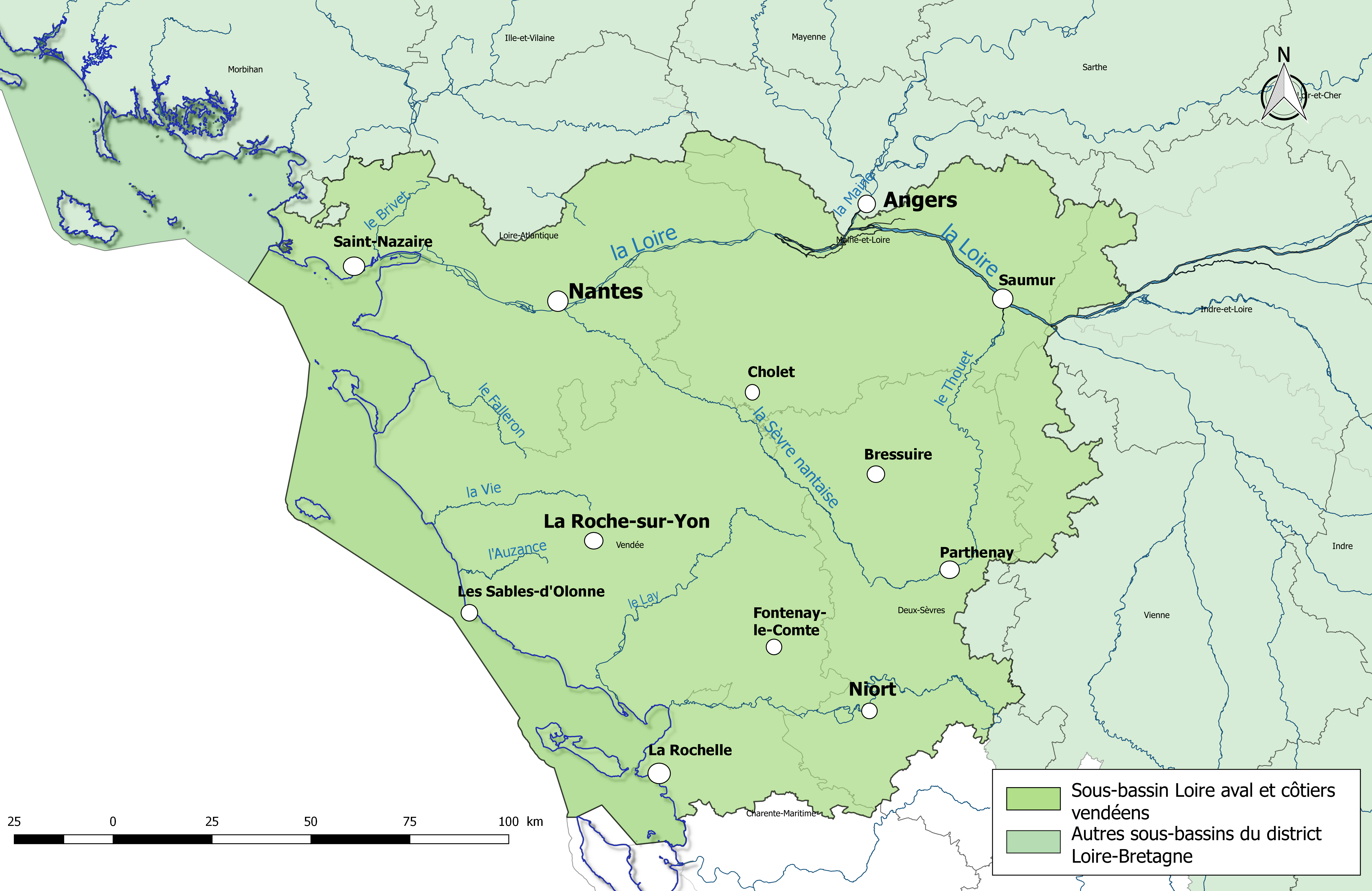
La Vendée est incluse en totalité dans le sous-bassin versant « Loire aval et côtiers vendéens », qui s'étend aussi sur une partie des départements voisins.

La Vendée est comprise entièrement dans le bassin versant Loire-Bretagne et plus spécifiquement dans le sous-bassin versant "Loire aval et côtiers vendéens" qui comprend aussi le sud de la Loire-Atlantique et du Maine et Loire, l'ouest des Deux-Sèvres et l'Aunis. Dans ce bassin versant, les précipitations venant de l'Atlantique accrochent les hauteurs de l'est du Bas-Poitou (collines vendéennes) et se déversent en direction du littoral, via les vallons traversant les bocages et les plaines. Le réseau hydrographique distribue cette eau de pluie, à l'ouest, vers la Boulogne, la Vie, le Lay, la Vendée et la Sèvre niortaise jusque dans les marais et l'océan Atlantique, et au nord vers la Maine et la Sèvre nantaise et le Thouet qui se jettent dans la Loire, puis dans l'océan Atlantique.

### Climat

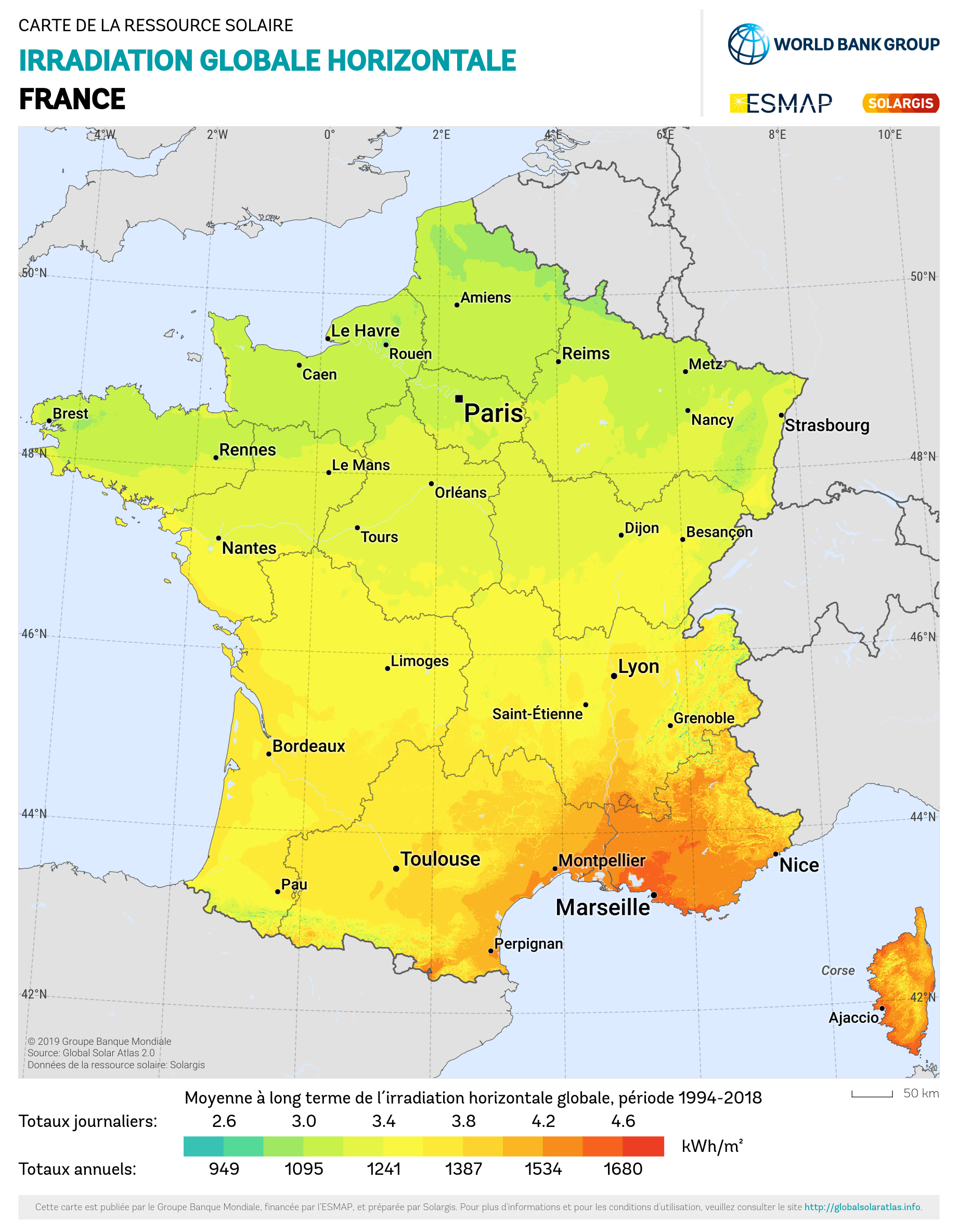
L'ensoleillement en France - 2011. Du fait de sa situation en sud Loire, le Bas-Poitou bénéficie d'un fort ensoleillement.

Le climat y est de type tempéré et océanique, influencé par l'océan Atlantique, le Gulf Stream et la Dérive nord atlantique. La Vendée se situe aux confins des deux grandes zones climatiques de la façade atlantique française : la zone de climat océanique Nord-Ouest qui s'étend sur la péninsule armoricaine et la zone de climat océanique aquitain qui s'étend sur le bassin aquitain. Sa situation lui permet d'être abritée, à la fois, des flux de nord-ouest, par la péninsule bretonne, mais aussi des perturbations orageuses remontant depuis la Gascogne, au sud.
Ainsi les littoraux vendéen et aunisien bénéficient d'un microclimat qui leur procure le meilleur ensoleillement de la côte atlantique française,.
Le bocage est toutefois plus arrosé que le littoral. Entre la Loire, véritable frontière climatique naturelle au nord, et les zones humides que représentent les Marais poitevin au sud et breton-vendéens plus au nord et le long du littoral, les flux océaniques et les nuages, chargés en eau, s'engouffrent vers les plaines de Vendée, poussés par les vents. A l'est du territoire, ils s'accrochent aux hauteurs granitiques, provoquant régulièrement la formation de brumes matinales et de brouillards, typiques et passagers.

### Paysage
- L'essentiel du territoire est couvert par le bocage qui s'étire depuis l'océan jusqu'au Thouet, à l'Est et s'élève au centre sur les massifs granitiques, du haut-bocage vendéen. Ce paysage constitué d'une succession de petits champs entourés de haies, est surtout consacré à l'élevage.

- Au sud le marais poitevin, qui résulte du lent assèchement de l'ancien golfe des Pictons au travers de l'ouverture de canaux, bordés de peupliers, se déploie d'Ouest en Est depuis la baie de l'Aiguillon jusqu'à Niort.

- Entre ces deux écosystèmes, la plaine vendéenne présente, un paysage de grande culture céréalière.

- Enfin à l'ouest, le littoral, ses ports et villes côtières, bordés de marais aménagés du nord au sud.

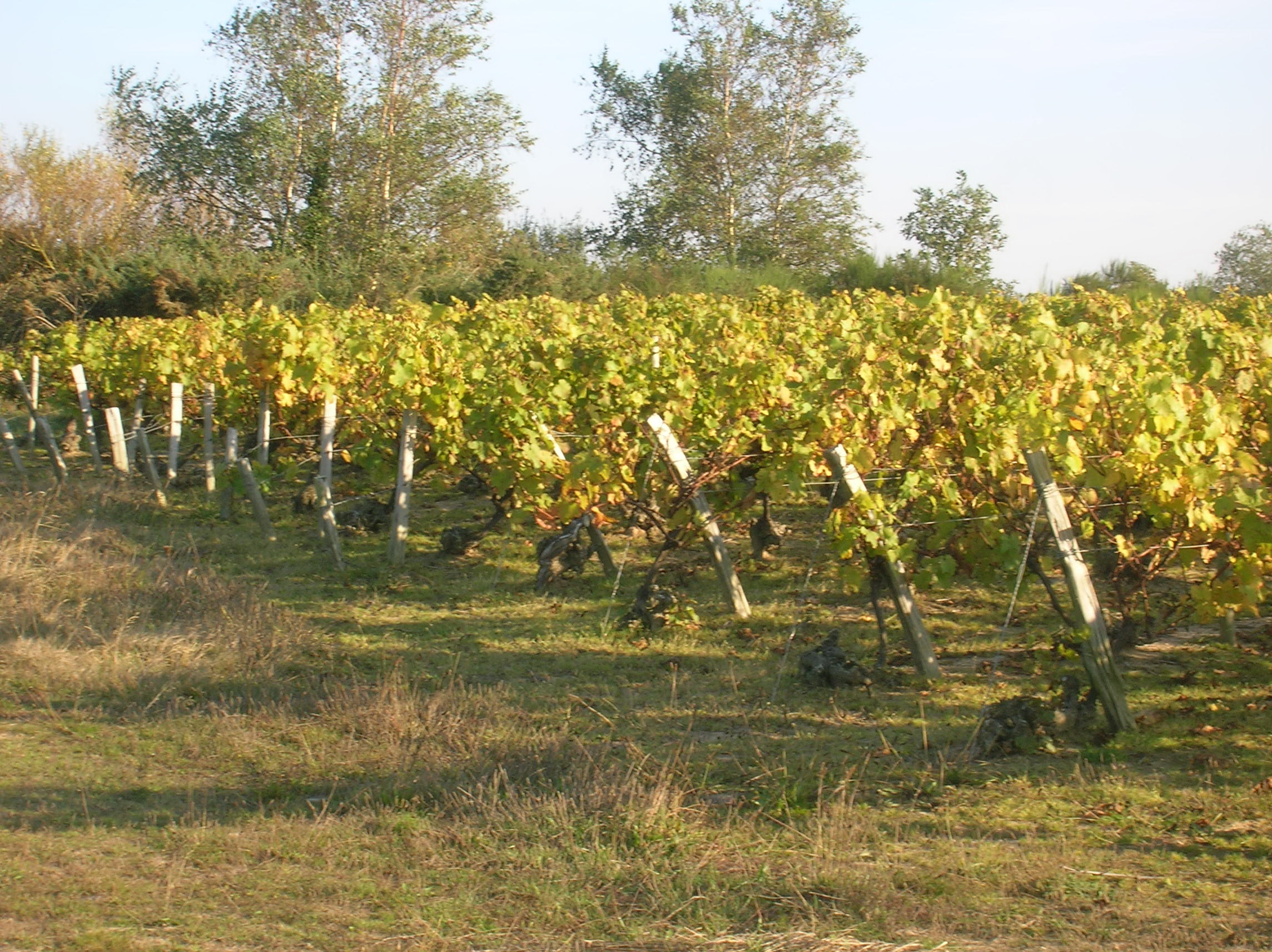
Vignoble en Vendée.
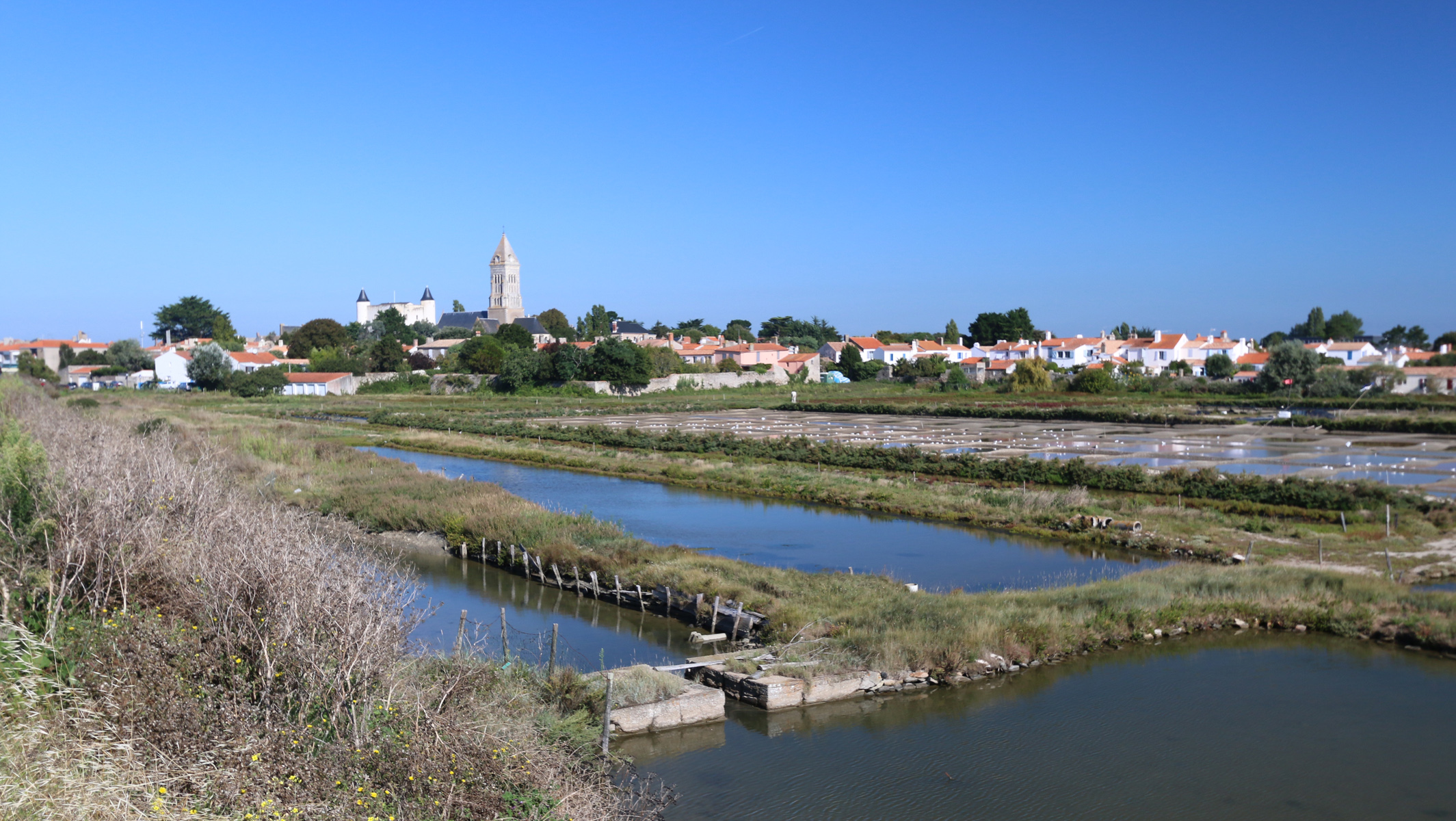
Marais salants sur l'île de Noirmoutier.
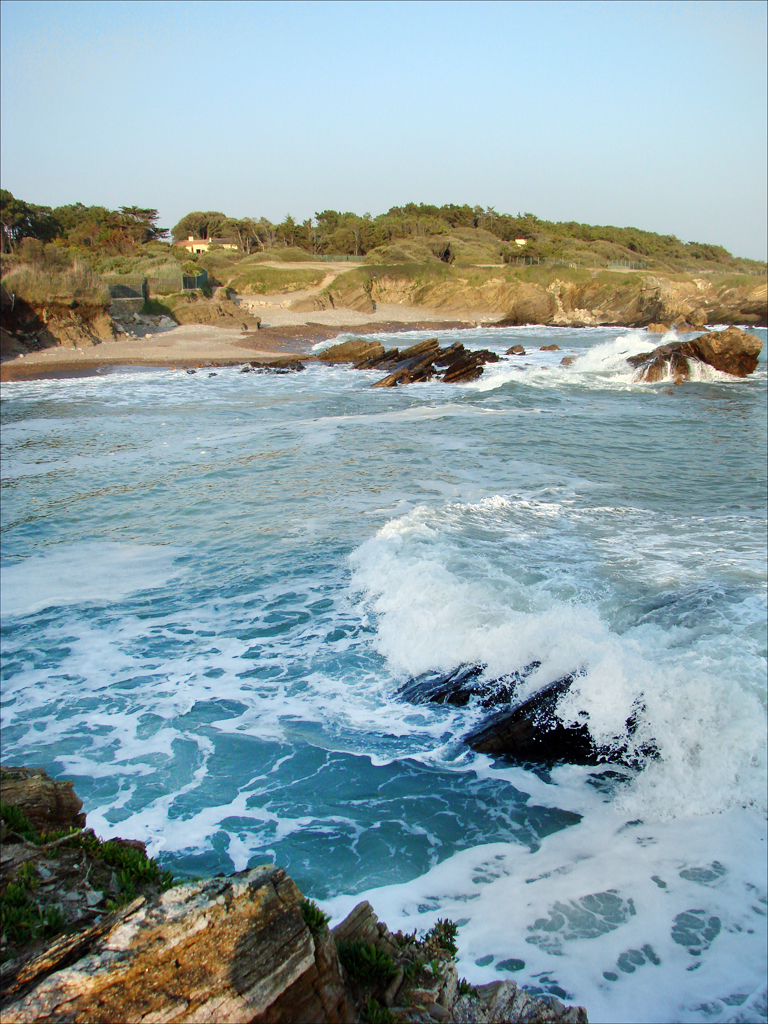
La baie de Cayola aux Sables d'Olonne
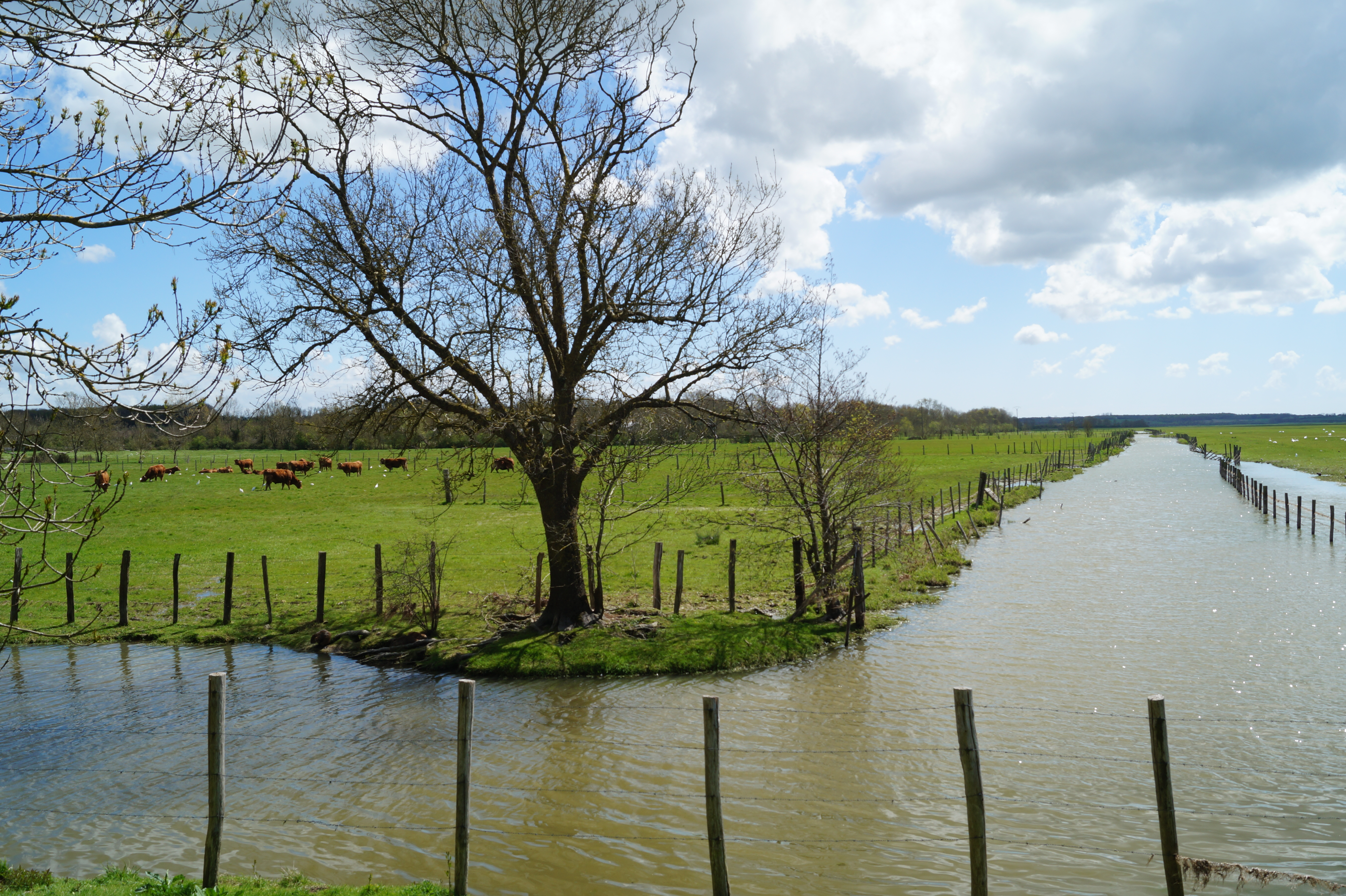
Marais Poitevin à Lairoux.
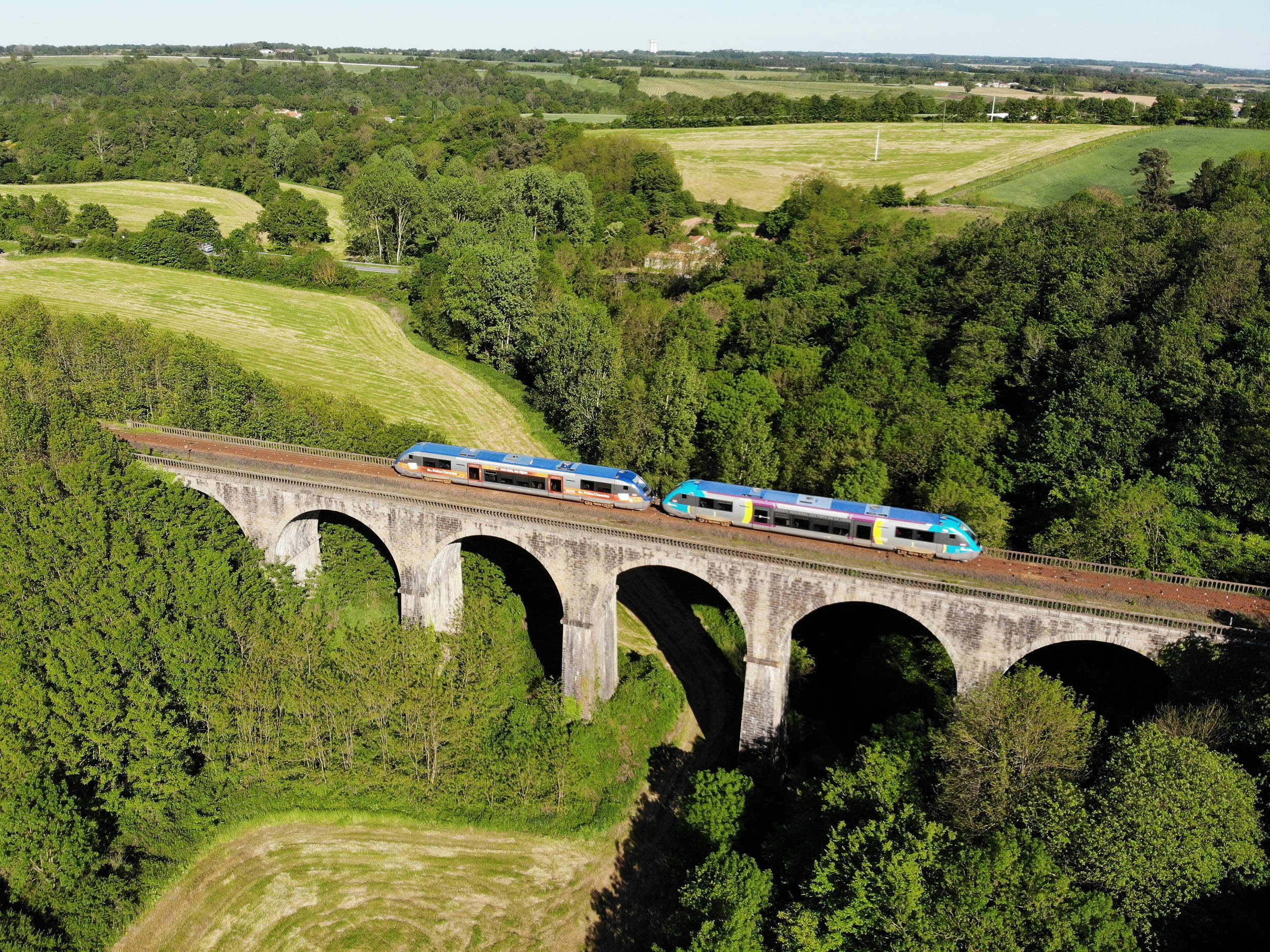
Le bocage vendéen.
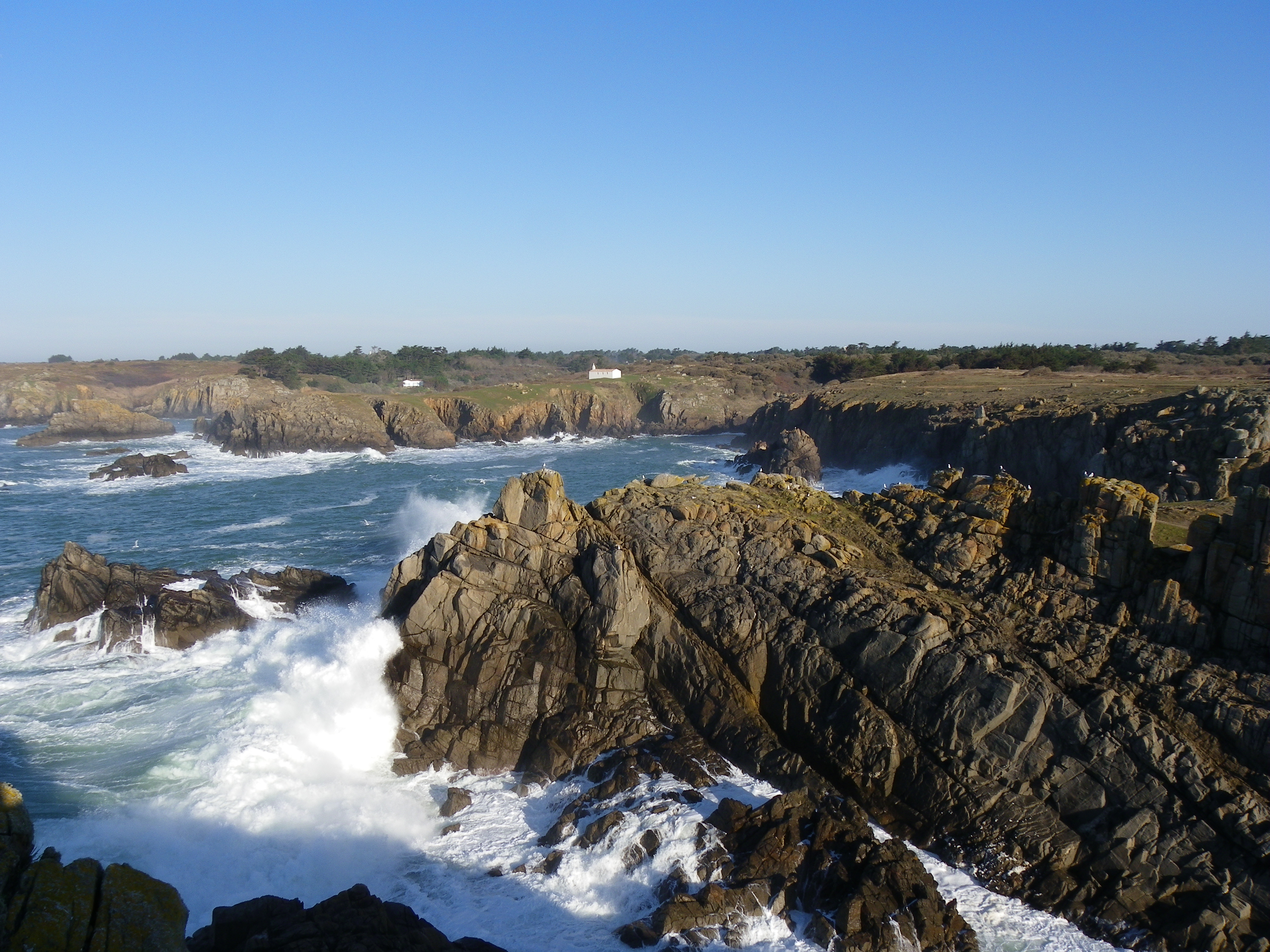
La côte sauvage de l'île d'Yeu.
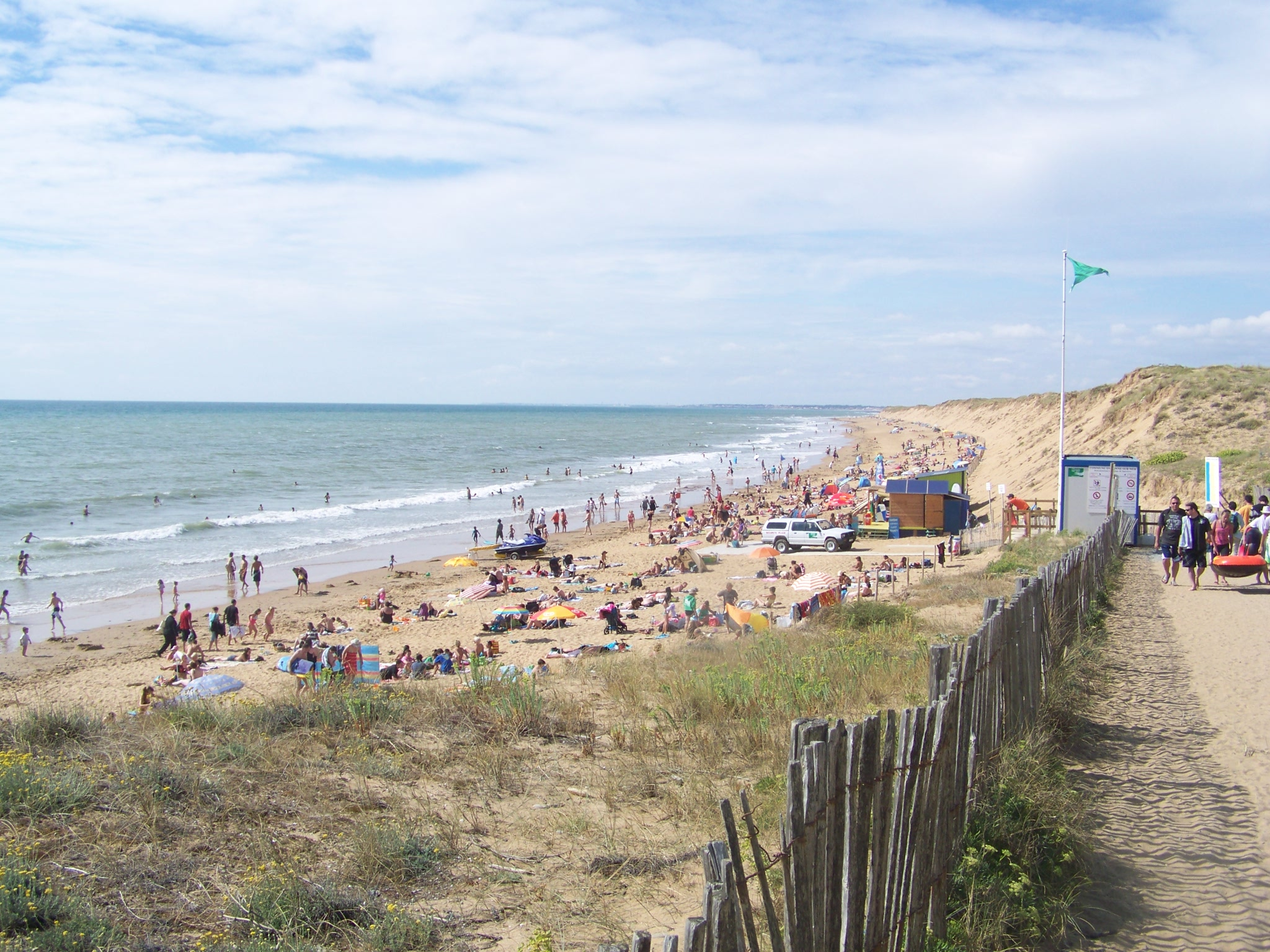
La plage de Sauveterre.
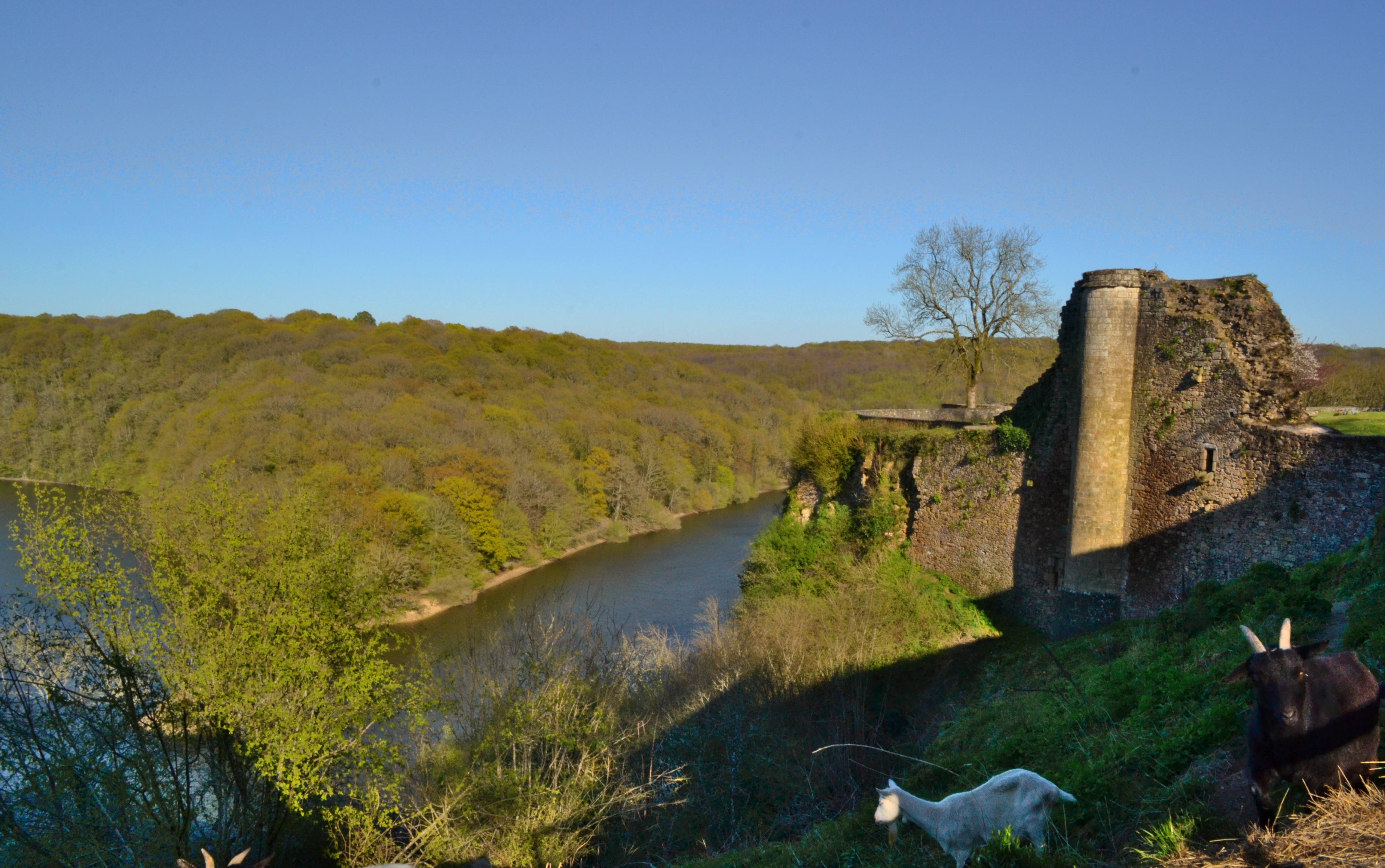
La forêt de Mervent

## Administration

### Circonscriptions
Au haut Moyen Âge le territoire se divisait en plusieurs circonscriptions administratives que l'on qualifiait de pagi.
Parmi ceux présents en Bas-Poitou, trois ont été clairement identifiés.
- Le Pagus d'Herbauges (comprenant le territoire s'étirant entre l'embouchure de la Loire, la baie de l'Aiguillon et la Moine).
- Le Pagus de Tiffauges (comprenant Tiffauges et Saint-Georges de Montaigu).
- Le Pagus des Mauges (comprenant le territoire entre la Moine, la Loire et le Layon).

Deux autres circonscriptions ont été identifiées avec une moindre certitude :
- Le Pagus de Thiré ;
- Le Pagus de Mervent (aux alentours de Sainte-Hermine).

### Chef-lieu

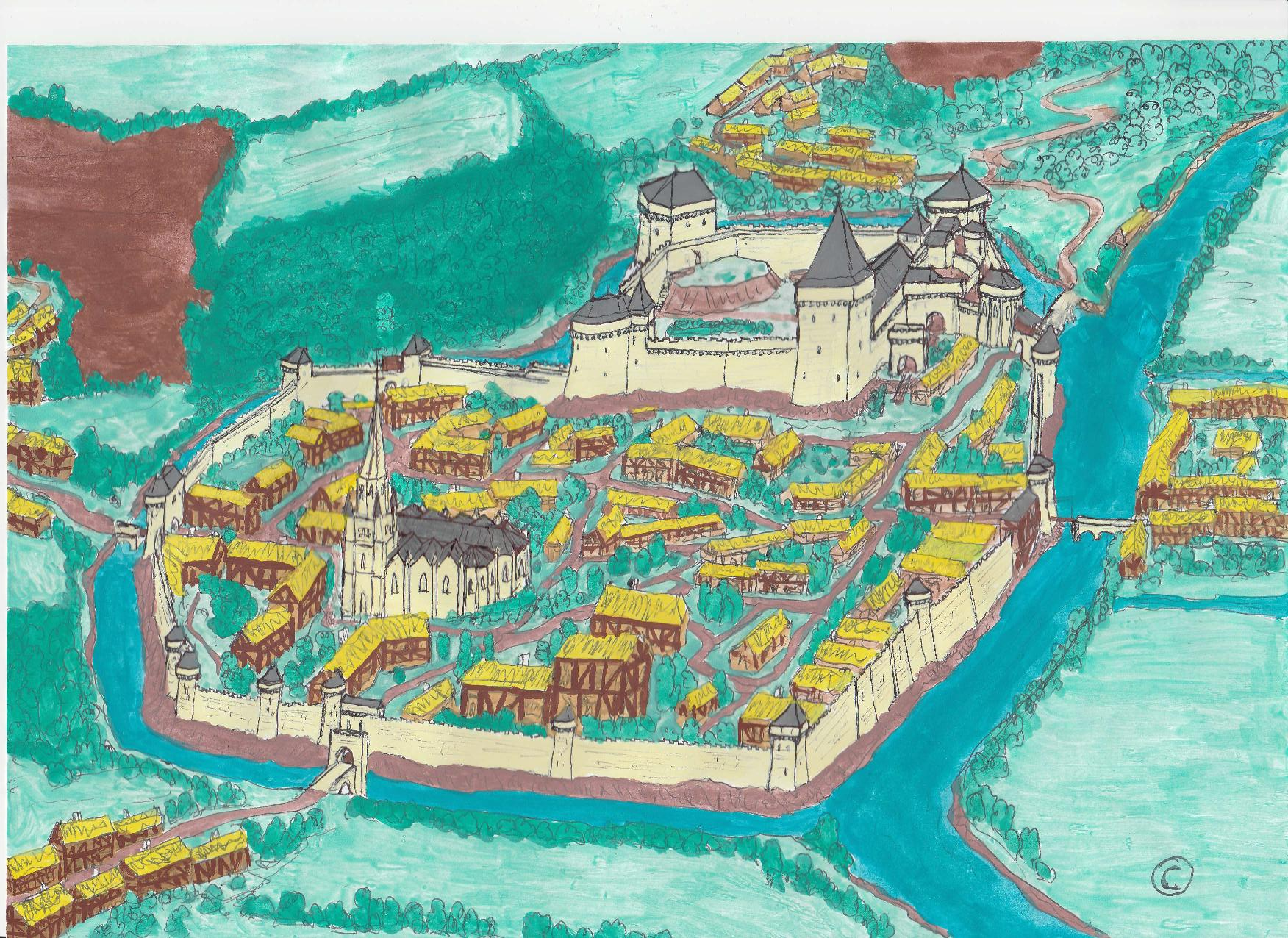
Le Bas-Poitou fut longtemps dirigé depuis le château fort du parc Baron, surplombant la Vendée à Fontenay-le-Comte.

Sur le plan politique, Fontenay-le-Comte devient la capitale du Bas-Poitou en 1242, sous l'autorité d'Alphonse de Poitiers. En 1804, après les guerres de Vendée, Napoléon décide de déplacer la capitale au centre du territoire, devenu pour l'essentiel le département de la Vendée : La Roche-sur-Yon.

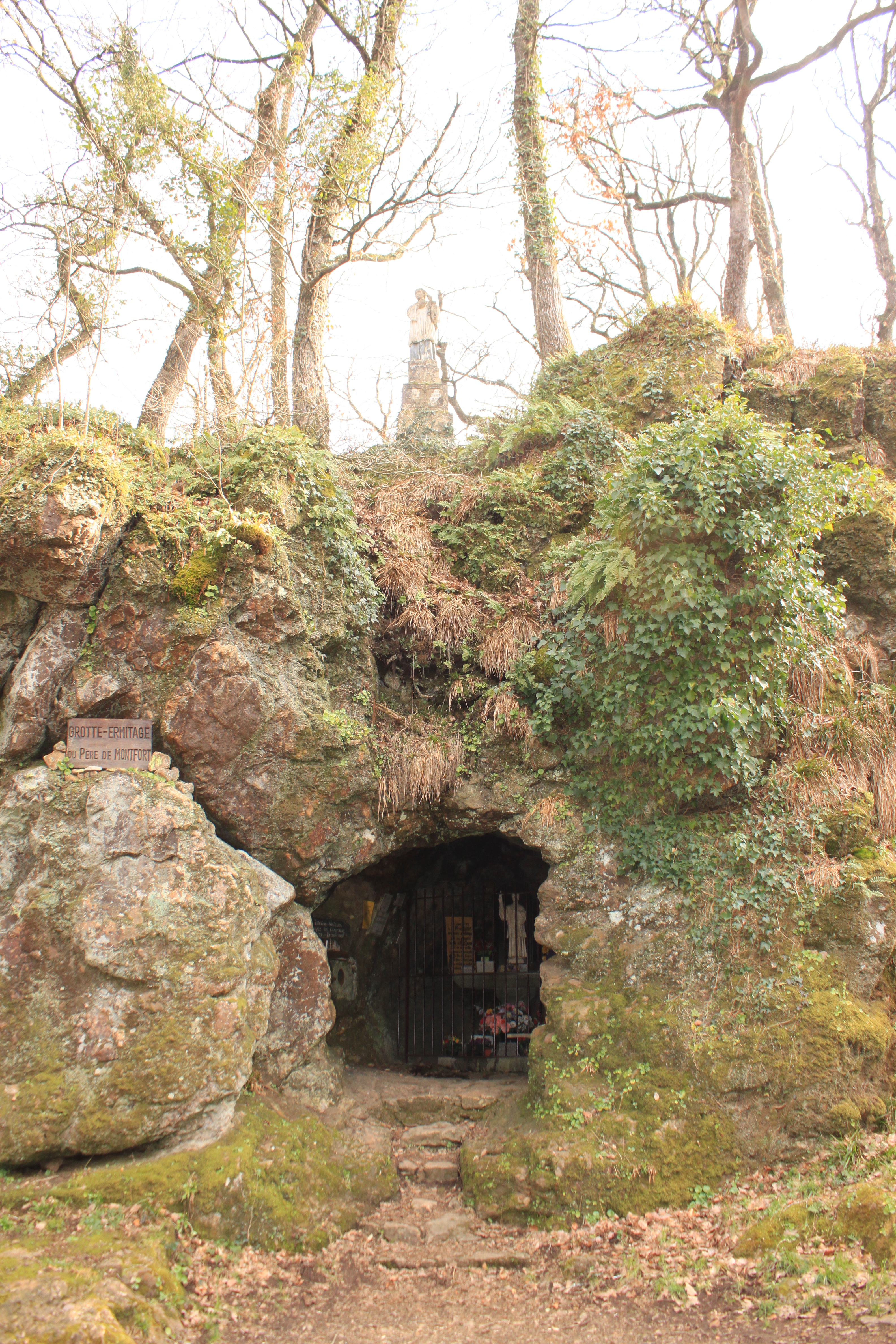
La grotte-ermitage du père de Monfort dans la forêt de Mervent.

Sur le plan religieux, contrairement au reste du Poitou, le Bas-Poitou ne dépendait pas de l'archidiocèse de Poitiers, mais possédait ses propres diocèses : le diocèse de Luçon et le diocèse de Maillezais (qui incluait aussi le sud des Mauges). Après les guerres de Religion, en 1648, l'Aunis fut rattachée au territoire du diocèse de Maillezais et formèrent ensemble le vaste diocèse de la Rochelle qui s'étendait, au nord, jusqu'à Cholet et Vihiers.
En 1317, Luçon, évêché par la volonté du pape Jean XXII, est devenue capitale ecclésiastique du Bas-Poitou.

## Histoire

### Préhistoire

#### Mésolithique
La Culture du Retzien se développa particulièrement dans la région notamment dans l'essentiel de la Vendée ainsi que dans l'estuaire de la Loire. Cette culture originale est née de la rencontre d'éléments culturels issus du Téviecien, une culture mésolithique présente dans la péninsule Bretonne, avec d'autres éléments issus des cultures néolithiques en provenance du bassin méditerranéen.

#### Néolithique

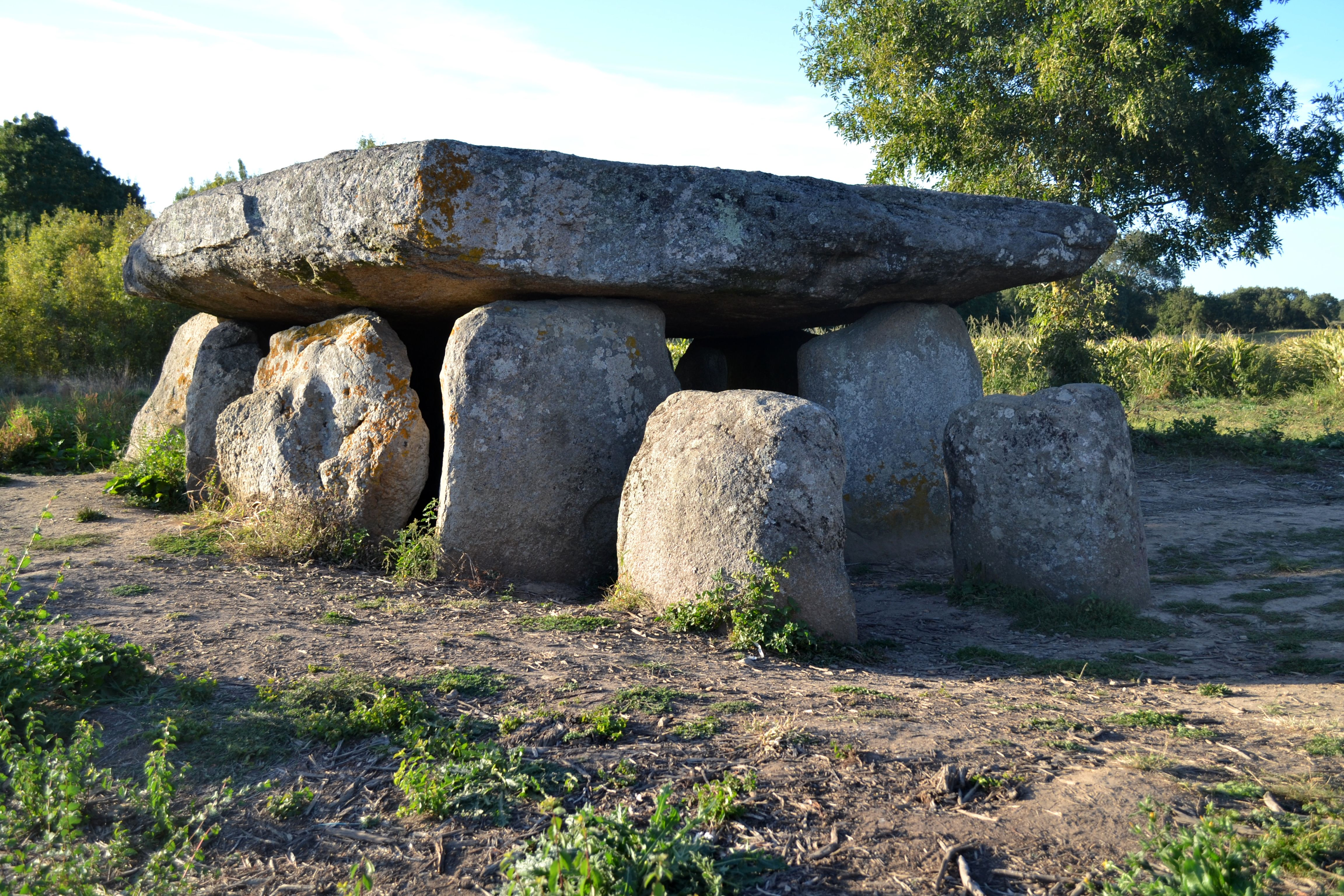
Le dolmen de la Frébouchère.

Le mouvement culturel du mégalithisme s'est probablement diffusé sur la façade atlantique européenne depuis l'Armorique et peut être, plus précisément depuis la péninsule bretonne. Après les départements bretons, la Vendée est l'un des départements de l'Ouest français comportant le plus grand nombre de mégalithes. La région du Talmondais, au sud-ouest de la Vendée, où se trouve notamment le site du Bernard, a parfois été qualifiée de « Carnac vendéen » en raison de la forte densité de mégalithes que l'on peut y observer.

### L'Antiquité
Formée dès l'Empire romain, en Gaule vers 52 av. J.-C., cette région agglomère les peuples gaulois des Ambilatres et des Pictons.

#### Le territoire des Ambilatres avant la conquête romaine

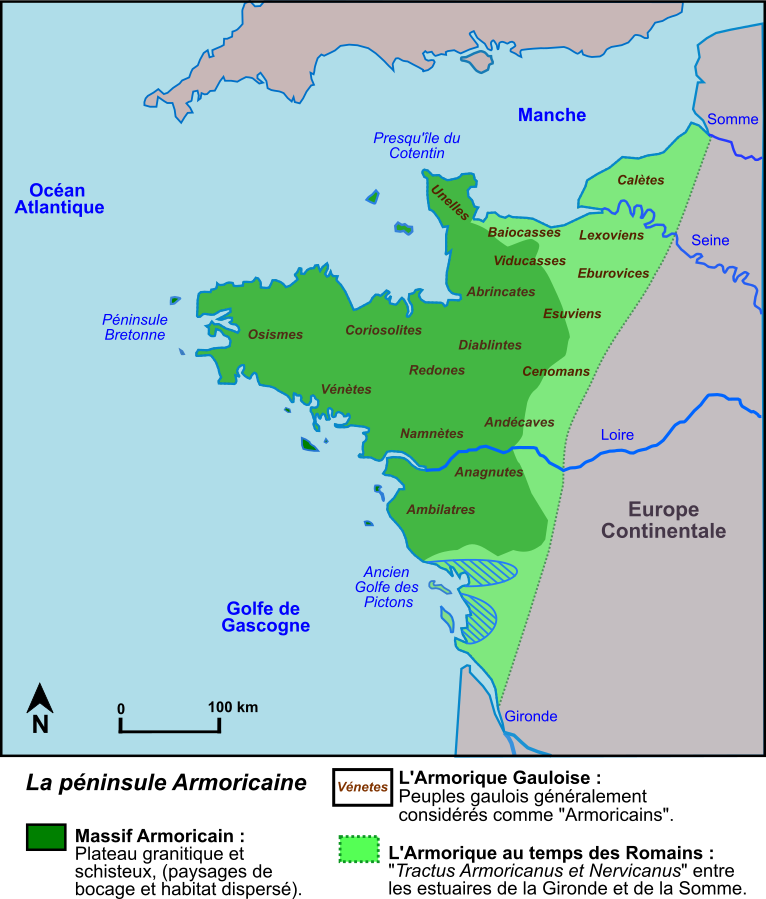
Les Ambilatres étaient probablement le peuple le plus méridional de la confédération armoricaine.

Avant la conquête romaine en 56 av. J.-C., cette partie du massif armoricain située au sud de la Loire, comprenant l'actuelle Vendée ainsi que le Pays de Retz et les Mauges, était habitée par le peuple gaulois armoricain des Ambilatres. Ce peuple était probablement établi de part et d'autre de la Sèvre Nantaise comme l'indiquerait l'étymologie de son nom. Il occupait un territoire correspondant peu ou prou à ce qui devint progressivement le Pagus Arbatilicus (Pays d'Herbauges), un pagus gallo-romain cité pour la première fois par Grégoire de Tours et dont les frontières seront à peu près celles du Bas-Poitou. Le territoire des Ambilatres, tourné vers la mer, entretenait des relations avec les Vénètes, puissant peuple, situé sur l'autre rive de la Loire, qui contrôlait le commerce dans l'embouchure de ce fleuve et sur la côte atlantique notamment via le port de Corbilo.

#### Le rattachement à la cité des Pictons
À la même époque, le peuple des Pictons, situés plus à l'est et au sud contrôlaient les espaces stratégiques du seuil du Poitou et du golfe qui prit par la suite le nom de ce peuple. En Vendée, les Pictons étaient déjà présent dans le Sud-Est du territoire, dans la plaine, où ils bâtirent une ville sur le site des Chirons (Le Poiré-sur-Velluire) leur permettant probablement l'accès au golfe des Pictons.
À la suite de la guerre des Vénètes, le territoire des Ambilatres fut rattaché à la cité des Pictons en récompense de l'aide apporté par les Pictons aux Romains dans leur guerre contre les Vénètes en -56.

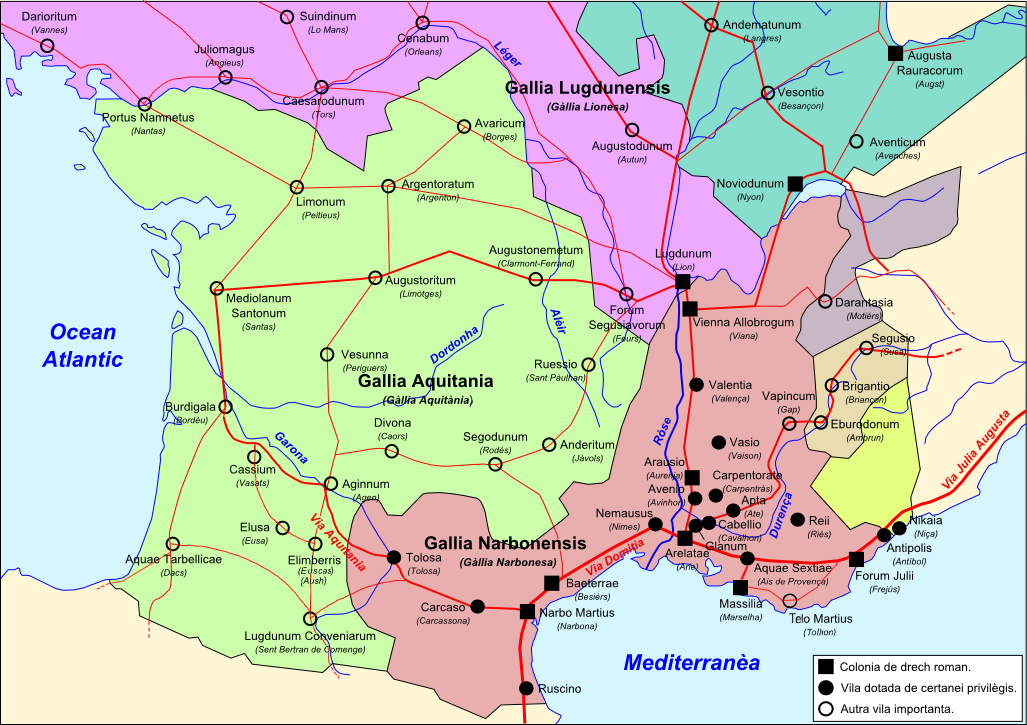
La Province romaine d'Aquitaine s'étendait au nord jusqu'à la Loire et comprenait le port de Rezé.

La Cité des Pictons connut ainsi une importante expansion territoriale puisqu'elle s'étendit désormais sur l'ensemble de l'actuel département de la Vendée ainsi que sur les Mauges et sur la partie de l'actuelle Loire-Atlantique située au sud de la Loire. Sur cette dernière, les Pictons fondèrent le port de Ratiatum sur la Loire qui devint par la suite la ville de Rezé.
Afin d'éviter tout nouveau soulèvement, l'Armorique fut divisée administrativement par les romains, et sa partie située au sud de la Loire, passée sous contrôle picton, fut rattachée à la province romaine d'Aquitaine.
Toutefois, ce n'est véritablement qu'aux alentours de l'an Mil que ce territoire armoricain entra véritablement dans la sphère d'influence Poitevine et Aquitaine,. En effet, durant près d'un millénaire, la partie occidentale du Poitou, très rurale et mal contrôlée, fut disputée par les Angevins et les Bretons et format même un comté indépendant du Poitou au IXe siècle.

#### Les Grandes Invasions
À l'époque de la division de l'Empire romain, les Taïfales, peuple originaire du monde germanique, étaient présents en Bas-Poitou et se battaient au service des Romains. Des terres leur furent concédées par la suite sur les bords de la Sèvre Nantaise, territoire qui devait être relativement sauvage à l'époque. Ce peuple donna son nom à cette région du Bas-Poitou qui devint le Pagus Thaiphalgicus, le pays de Tiffauges. Ce pagus (« pays ») vint s'ajouter aux deux autres déjà présents dans la région : le pays d'Herbauges sur le littoral et le pays des Mauges à l'intérieur des terres.

Carte de la division politique de la Gaule au VIe siècle.

Après le passage des Vandales et des Alains, les Wisigoths, issus des Goths, entrent dans l'Empire romain lors des grandes  invasions vers le Ve siècle. Ils créent le royaume wisigoth, qui durera en Poitou jusqu'en 507, où Clovis défait Alaric II et les wisigoths durant la bataille de Vouillé près de Poitiers, lui ouvrant la conquête du Sud de la France jusqu'aux Pyrénées, dès 508. La province romaine d'Aquitaine se transforma progressivement en duché, rattaché successivement au royaume wisigoth puis franc avant de devenir un royaume indépendant en 584.
Les Francs saliens forment alors un groupe occidental qui s'est en partie fondu dans les territoires gallo-romains au parler roman, devenant ainsi la langue d'oïl. Ils s'installent de façon certaine en Deux-Sèvres dès l'époque des Mérovingiens et jusqu'à l'île de Noirmoutier, puis, au tout début de l'époque carolingienne. Ils exploitent les mines de Melle de 602 jusqu'aux environs de 995. Ces mines fournissent la part la plus importante de l'argent produit dans l'Empire. Après l'ère du plomb sous Dagobert Ier et la fin des Mérovingiens avec Childéric III, les Francs utilisent l'argent pour leur monnaie : deux types de monnaies d'argent y sont frappés, sous Pépin le Bref, Charlemagne, Louis le Pieux et Charles le Chauve. Toutefois ce commerce se concentrait le long de l'axe majeur de circulation que constituait le seuil du Poitou et le territoire Bas-Poitevin situé dans une enclave à l'ouest, restait quant à lui en marge de cet arc de développement.
Le nom de « Gâtine », superficie d'à peu près le tiers central du Poitou, est directement issu de la présence des Francs saliens à cette époque, d'où l'influence du vieux bas francique sur la toponymie et l'étymologie des noms de familles toujours présentes, aux racines d'origine germanique, encore traduisible de nos jours, tantôt en néerlandais, tantôt en allemand.

### Haut Moyen Âge: un espace disputé entre Aquitains et Bretons (Ve–XIesiècles)

#### Évangélisation et monachisme

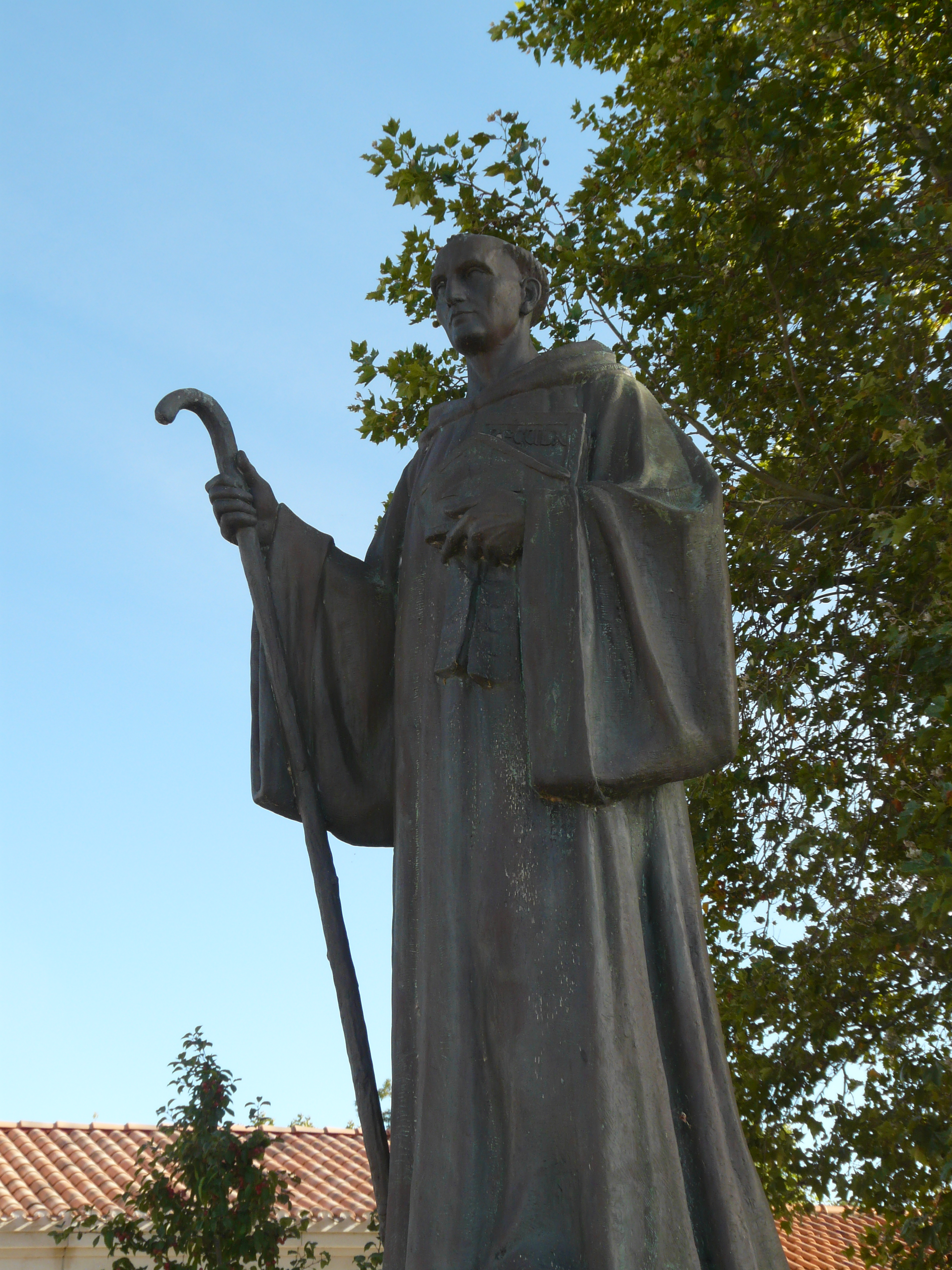
Statue de saint Philibert à Beauvoir-sur-Mer.

Bien que quelques précurseurs à l’instar de saint Domnin, martyrisé au IIIe siècle à Avrillé, puis de l'ermite saint Martin de Vertou, aient tenté d'évangéliser la région, ce n'est qu'à partir du VIIe siècle qu'un premier réseau monastique apparaît en Herbauges, créé sous l'action de Philbert de Jumièges. Ce moine, formé à la doctrine de saint Colomban, à Jumiège (actuelle Normandie), fonda une Abbaye sur l’île d’Her (Noirmoutier) en 674 . À partir de cette abbaye, lui et ses moines créèrent le monastère de Luçon vers 675, le prieuré de Déas (Saint-Philbert-de-Grand-Lieu) en 675 et le monastère de Beauvoir (Beauvoir-sur-Mer) en 677, l'abbaye de Saint-Michel-en-l’Herm, en 682, ainsi que l'abbaye Sainte-Marie de Pornic (Pornic) à la fin du VIIe siècle.
À la même époque, des moines irlandais venus de l’abbaye de Bangor, s’installèrent sur l’île d’Yeu et y fondèrent un important monastère, disparu quelques siècles plus tard, sous les assauts des vikings . Ces communautés monastiques débutèrent la mise en valeur les terres et notamment celle des marais salants.

#### Un territoire en périphérie du Poitou et du royaume d'Aquitaine

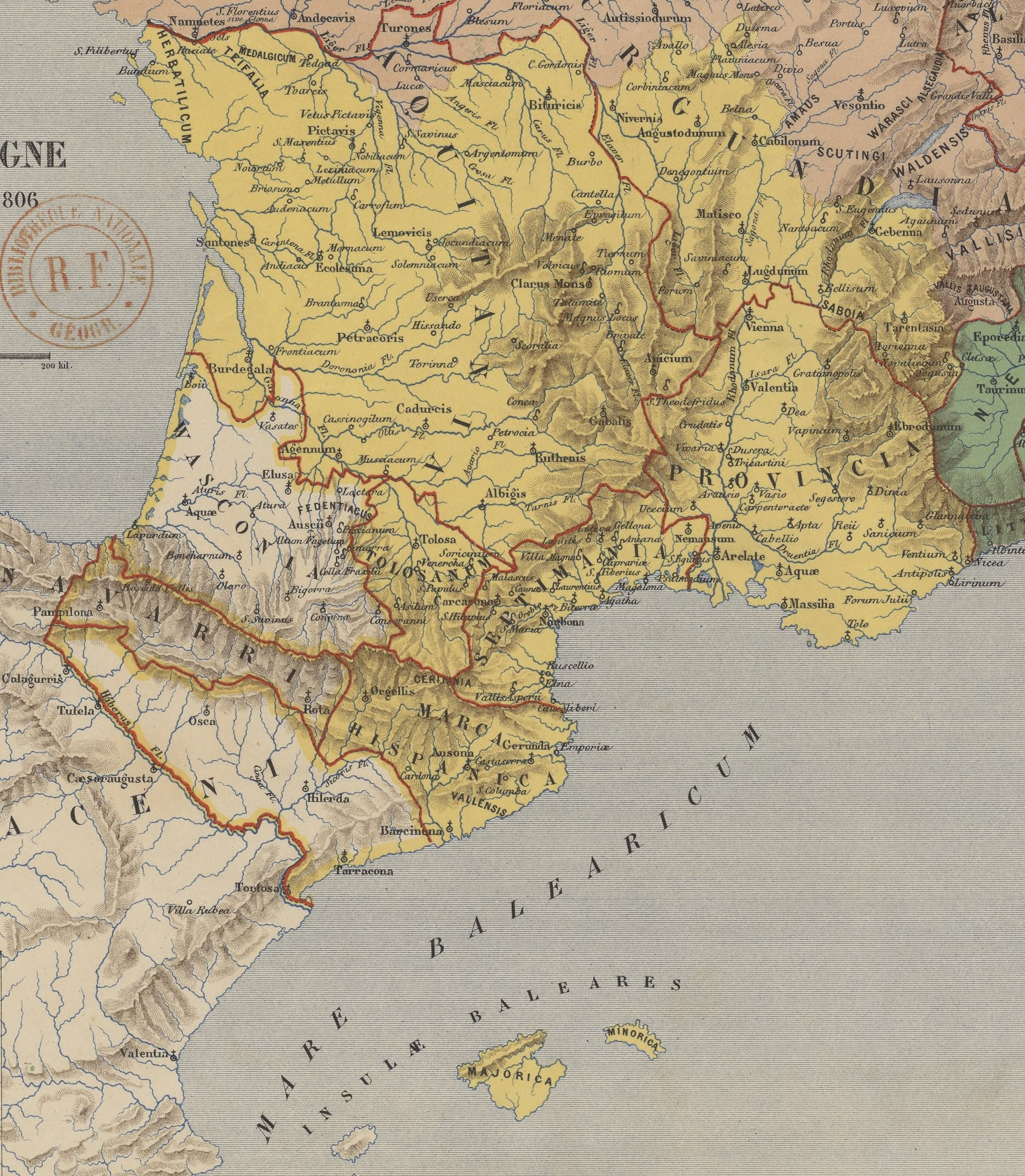
Les pagi d'Herbauges (Herbatilicum), de Tiffauges (Teifalia), et des Mauges (Medalgicum), situés au Nord-Ouest du royaume d'Aquitaine, se distinguaient du reste du comté du Poitou par leur grande ruralité, due notamment, à leur appartenance au plateau armoricain.

Jusqu'aux IXe et Xe siècles, le Poitou, membre de l'Aquitaine, s'étendait jusqu'à la Loire, et ce, depuis le partage administratif de la Gaule effectué sous l'empereur Auguste. Ainsi, à l'époque, le comté du Poitou incluait encore le pays des Mauges, ainsi que la partie de l'actuelle Loire-Atlantique située au sud de la Loire.
Toutefois, l'ensemble de cette partie occidentale de la Cité des Pictons puis du comté du Poitou a longtemps été plus rurale que le reste du Poitou et du bassin aquitain. Cette caractéristique s'explique notamment par l'appartenance de cette région au plateau armoricain, dont la géologie favorise l'habitat dispersé, l'élevage et le bocage plutôt que la céréaliculture et l'habitat groupé. En Vendée, cette importante ruralité s'observa d'ailleurs jusqu'au milieu du XXe siècle ce qui valut souvent à cette région d'être considérée comme un espace dit de la « France profonde ». La pauvreté rurale valut d'ailleurs aux Vendéens le sobriquet de « ventrachoux » (ou ventre à choux) qui renvoie notamment à l'image du campagnard simple et rustre ; le terme de « plouc » désignant, quant à lui, à l’origine, le paysan breton.
Au cours de l'Antiquité après le rattachement du territoire des Ambilatres à celui des Pictons, le Bas-Poitou est resté marqué par le sous-développement alors que le Haut-Poitou connaissait la prospérité et que Limonum (Poitiers) régnait sur l'ensemble de la province d'Aquitaine dont elle constituait la capitale.
Dans, ce contexte, les Pays d’Herbauges, de Tiffauges et des Mauges ont connu au fil des siècles, un processus d'autonomisation vis-à-vis-à-vis du reste du Poitou qui se manifesta notamment au haut Moyen Âge. En effet à cette époque, les Vikings (ou Normands dans la bibliographie ancienne) menés par leur chef Hasting attaquent, puis occupent à la fin du VIIIe siècle les îles du Bas-Poitou. Ils s'en servent ensuite de bases arrière pour leurs actions, et remontent les fleuves de l'Ouest de la France, détruisant les monastères de Luçon et de Saint-Michel-en-l'Herm, jusqu'à piller Melle et Poitiers de 852 à 865.
Le Bas-Poitou, et notamment ses abbayes, éloigné des grands centres de commandements aquitains, était très vulnérable à ces raids. C'est dans ce contexte que fut créé le comté d'Herbauges.

#### Le comté d'Herbauges (IXesiècle)
A la fin du VIIIe siècle, l'Empire carolingien se réforma et fit évoluer ce qui était encore la Civitas Pictavensis (cité des Pictons) en comté du Poitou, qu'il confia à Abbon. Toutefois, afin de lutter plus efficacement contre les raids Normands et l'avancée des Bretons en Armorique, les pagi d'Herbauges, des Mauges et de Tiffauges furent séparés du comté du Poitou et formèrent le comté d'Herbauges. Ce comté fut confié à un autre chevalier, nommé Renaud, d'origine Aquitaine, mentionné par la Chronique de Nantes.
Les frontières de ce comté, comprenaient un territoire allant de l’océan Atlantique, à la Loire, à la baie de l'Aiguillon et au Layon.

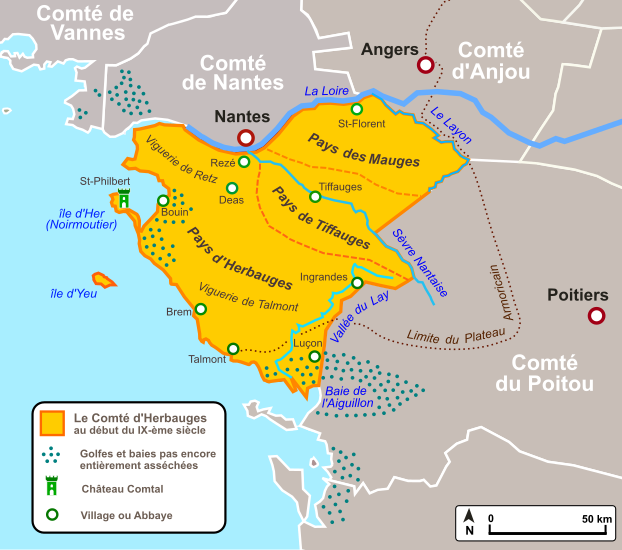
La situation du comté d'Herbauges le plaçait aux confins du royaume d'Aquitaine, du royaume de Bretagne et du royaume franc.

Du fait de sa grande ruralité et de la distance importante qui le séparait de Poitiers, ce territoire était soumis à l’attraction de la ville de Nantes. Renaud d'Herbauges, bien qu'originaire du royaume d'Aquitaine se mit au service des Francs et reçu ainsi de leur part le titre de duc de Nantes.
Toutefois, après la victoire bretonne de Jengland, en 851, le Pays de Retz, qui constituait la partie nord de l'Herbauges ainsi que le Comté de Nantes, (possession du comte Renaud d'Herbauges) furent conquis par le royaume de Bretagne. Le comté d'Herbauges, dirigé par les descendants de Renaud, mais affaiblit, parvint à se maintenir encore quelques décennies avant de disparaître au début du Xe siècle sous la pression des vikings et des territoires voisins.
Après que le comté d'Herbauges ait disparu, les comtés et vicomtés voisins ont tenté d'étendre leur influence sur le territoire de cet ancien comté. Le territoire bas-poitevin est ainsi devenu une région de contact entre la Bretagne, l'Anjou et le Poitou. Ainsi l'enclave qu'a constitué le Bas-Poitou entre l’axe ligérien au nord, l’axe aquitain au sud, avec le seuil du Poitou et la porte Rochelaise, a longtemps été l’enjeu des ambitions territoriales opposées des duchés d’Aquitaine, de Bretagne et du royaume de France.

#### Rattachement des pays d'Herbauges de Tiffauges et des Mauges au duché de Bretagne (Xe–XIesiècles)
Les Pays d'Herbauges, de Tiffauges et des Mauges furent libérés du joug des Normands par le duc de Bretagne Alain Barbetorte début du Xe siècle, qui intégra ainsi ces territoires à son duché, au sein du comté de Nantes,. Cette intégration fut officialisée en 942 par la signature d'un traité entre Alain Barbetorte, duc de Bretagne, et Guillaume Tête d'Etoupe, duc d'Aquitaine, puis renouvelé 41 ans plus tard par un nouveau contrat signé en 983.
Toutefois au siècle suivant, après le décès du comte de Nantes Gérech de Bretagne, en 988, les frontières furent à nouveau modifiées puisque le Poitou, annexa la majeure partie des Pays d'Herbauges et de Tiffauges (actuelle Vendée), la Bretagne ne conservant que la partie Nord de ces deux Pagi (Pays de Retz et du Vignoble nantais). Le Pays des Mauges fut, quant à lui, intégré à l'Anjou par Foulques Nerra.

#### Région de marches et exemptions fiscales

La lente et difficile stabilisation de la nouvelle frontière entre la Bretagne, l'Anjou et l'Aquitaine conduit à la création de marches largement indépendantes du pouvoir des ducs.

Pendant plusieurs siècles, les frontières de ces comtés et duchés voisins en Bas-Poitou ont été relativement mouvantes. Elles se sont stabilisées lors de la création des marches Bretagne-Poitou et Bretagne-Anjou.
Ces marches qui s'étendaient sur le nord des pagi d'Herbauges et de Tiffauges, ne tenant pas compte des frontières de ces anciennes circonscriptions, ne délimitaient pas des espaces homogènes mais les avancées des armées à la conquête du territoire Bas-Poitevin.

Contrairement au Haut-Poitou, mais comme la Bretagne et les îles Aunisiennes, le Bas-Poitou était exempté de gabelle.

La concurrence entre les différents comtés pour le contrôle de ce territoire frontalier qu'était le Bas-Poitou a permis à ses habitants, de part et d'autre des frontières, de bénéficier d'un ensemble de privilèges et a certainement donné aux communautés rurales la possibilité de profiter de davantage de libertés que dans d'autres régions.
Ainsi, à partir de l'intégration du Poitou au Domaine royal français, à la fin du Moyen Âge, la région du bocage vendéen s'est souvent soulevée contre les autorités afin de ne pas avoir à payer la gabelle, impôt sur le sel dont le régime était différent selon les provinces. Aussi, sous l'Ancien Régime, comme la Bretagne mais contrairement au reste du Poitou, le Bas-Poitou était exempté de gabelle (pays de franc-salé),. Le sel n'étant pas taxé, il fut abondamment utilisé dans la conservation des aliments et notamment dans celle du beurre, si bien que le beurre salé (et demi-sel) est aussi traditionnellement utilisé dans la cuisine locale.

### Conquête par l’Aquitaine et intégration au Poitou (XIe–XIIIesiècles)
Reconquis par le duché d'Aquitaine vers l’an Mil, et réintégrés au comté du Poitou, l’essentiel des pays d’Herbauges et de Tiffauges, y formeront progressivement le Bas-Poitou (avec le Bressuirais). La fin des raids vikings ouvre une période de paix et de prospérité pour le Poitou dont les comtes connaissent une montée en puissance. En effet, partir du règne de Ramnulf II, les rois, puis ducs d’Aquitaine sont pour la plupart des comtes de Poitiers, ce qui permet au Poitou de bénéficier d’un regain d’intérêt de la part des élites Aquitaines en comparaison avec les autres comtés composant le duché.

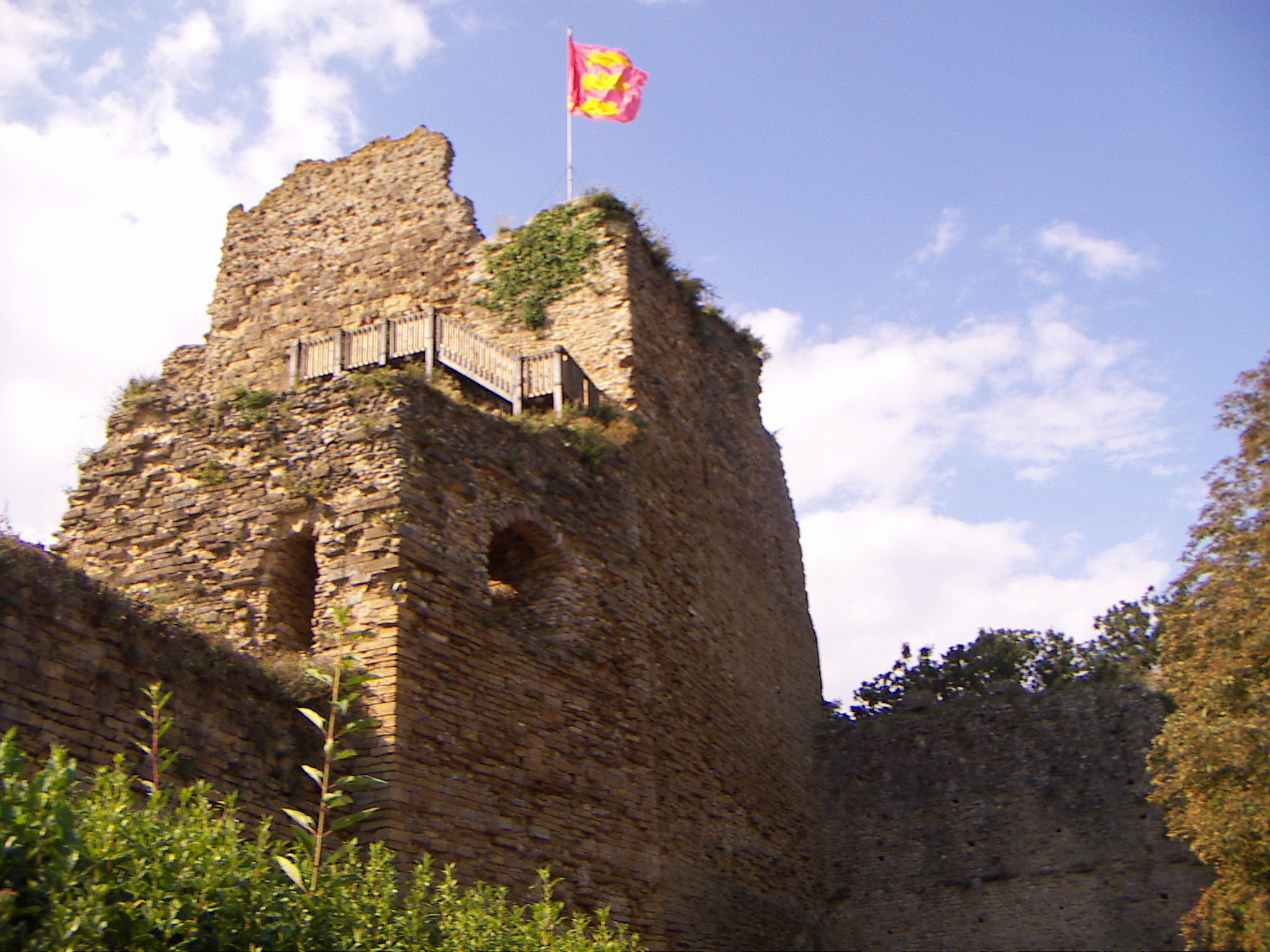
Après avoir reconquis ce territoire, au XIe siècle, les comtes de Poitiers-ducs d'Aquitaine firent du château fort de Talmont leur lieu de séjour privilégié en Bas-Poitou.

Les comtes du Poitou et ducs d’Aquitaine, soucieux d’intégrer la partie occidentale du Poitou au reste du comté et à l’Aquitaine mènent ainsi une importante politique d’aménagement du territoire sur ce qui devient progressivement le Bas-Poitou.
Tout d'abord, sur le plan militaire, afin de sécuriser l’exploitation de ce territoire nouvellement conquis et de le séparer définitivement de la Bretagne, les Comtes de Poitiers Duc d’Aquitaine ainsi que leur fidèles vassaux les vicomtes de Thouars construisent des forteresses, à la fois au nord du Bas-Poitou (Tiffauges, Montaigu...) et sur son littoral (Talmont).

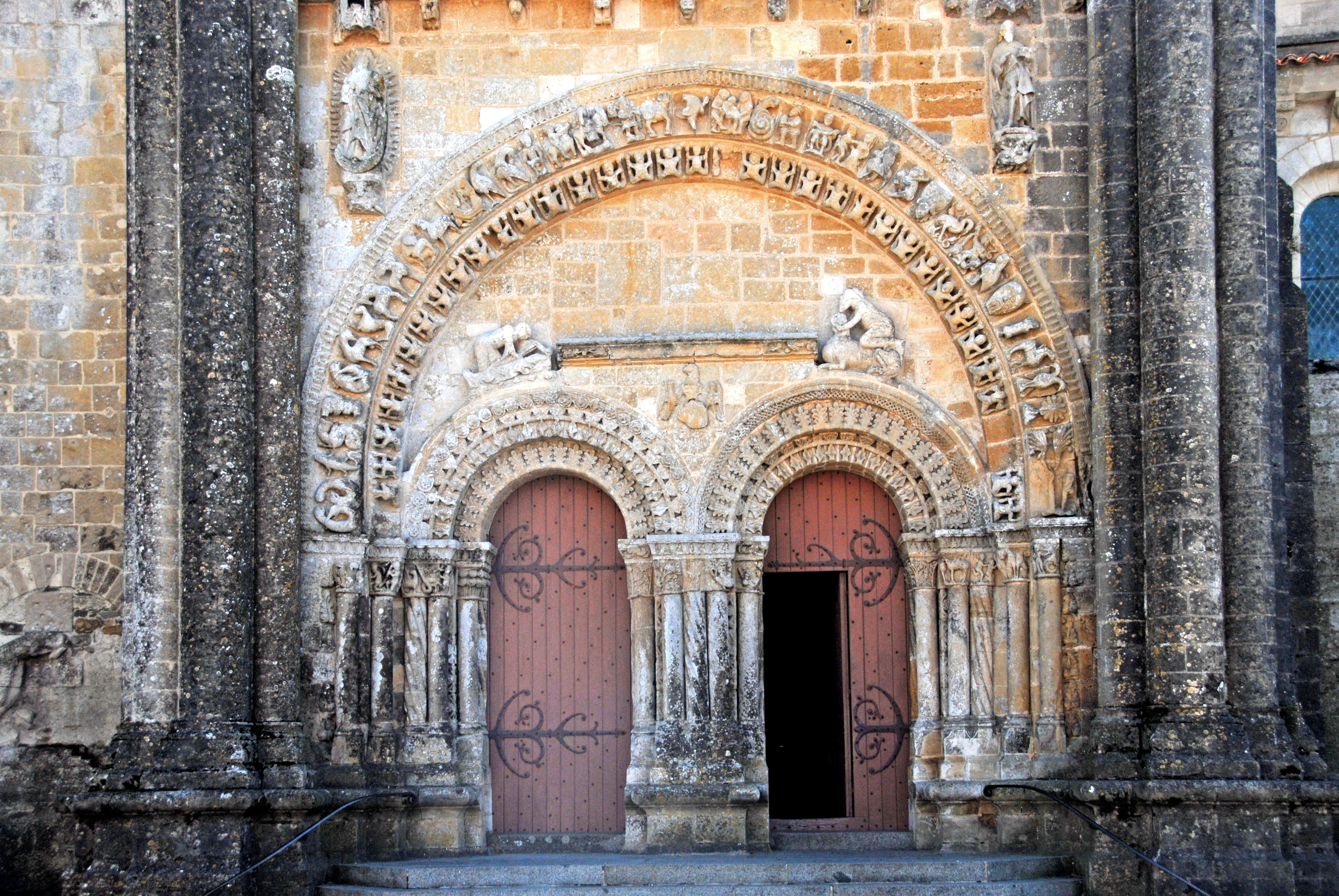
La construction de l'église de Vouvant de style roman poitevin, sous l'impulsion de Guillaume le Grand, témoigne de l'influence grandissante des comtes de Poitiers-ducs d'Aquitaine sur la région, à partir du XI.

Sur le plan économique et culturel, les ducs Guillaumes, puis Aliénor et son fils Richard Cœur de Lion, y créer les abbayes de Maillezais, de Nieul-sur-l’Autise, ainsi que des églises de style roman poitevin (Foussais-Payré, Vouvant…) architecture traditionnelle du Duché. Ces actions se concentrent essentiellement dans le sud-est vendéen, partie du territoire la plus facilement accessible depuis l’Aquitaine. Les moines des nouvelles abbayes assèchent le golfe des Pictons qui devient le marais poitevin, permettant de créer de nouvelles terres agricoles.
Enfin, sur le plan politique et religieux, cette politique d’intégration se traduit aussi par un remplacement des élites spirituelles et intellectuelles locales. En effet, depuis le VIIe siècle, comme l’essentiel de l’Armorique, le territoire vendéen, avait, jusqu’alors, connu un christianisme de type celtique, mené par des moines fortement influencés par le monachisme celtique d’Irlande, suivant la règle de Saint Colomban. Les comtes et ducs Guillaumes remplacent ce monachisme celtique par un système clunisien (bénédictin). Ainsi, alors que l’abbaye de Noirmoutier avait, jusqu’alors, constitué un haut lieu spirituel de l’Herbauges, c’est désormais l’abbaye de Maillezais, d’obédience clunisienne, et plus proche de Poitiers, qui fut choisie pour devenir le nouveau phare religieux et culturel du Bas-Poitou.   

### Fin du Moyen Âge et recul de l'influence aquitaine au profit de l'influence française

#### Intégration du comté du Poitou et du duché d'Aquitaine au domaine royal français (XIIIesiècle)

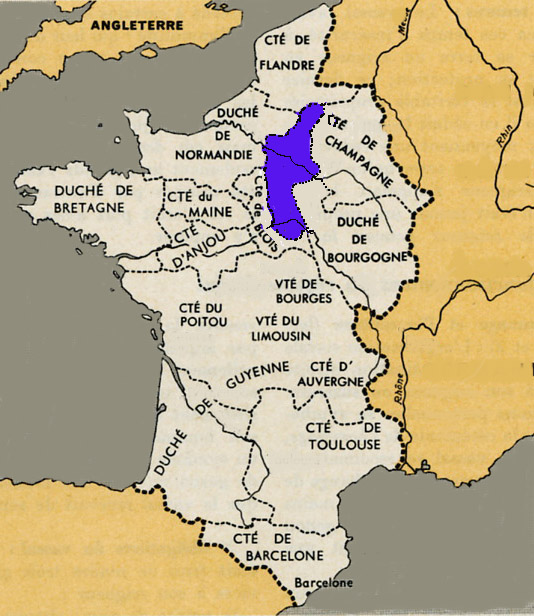
Au début du règne des Capétiens le Domaine royal français (en bleu) était encore très limité. Il s'étendit progressivement à partir du XIIIe siècle.

Au milieu du Moyen Âge le duc d’Aquitaine était vassal du roi de France, toutefois, son duché, ancien royaume progressivement vassalisé, ne faisaient pas encore partie du domaine royal français, c’est-à-dire des possessions sous le contrôle direct du roi de France. Le domaine royal français était encore très restreint et restait concentré dans le centre du bassin parisien. Ainsi le duché d’Aquitaine, dont faisait partie le Poitou conservait de très larges libertés. Le pouvoir grandissant des rois de France Capétiens inquiéta les Duchés du royaume de France.  Dans ce contexte, en 1152 Aliénor d’Aquitaine, alors duchesse d’Aquitaine quitta le roi de France, qu’elle avait épousé 15 ans plus tôt, pour se marier avec Henri II de Plantagenêt, comte d’Anjou mais également roi d’Angleterre qui tentait de contrecarrer l’influence des rois de France en créant un vaste empire comprenant une grande partie de l’Arc atlantique européen. Les rois de France entrèrent alors dans un cycle de guerre contre les Plantagenets, dont le Bas-Poitou souffrit beaucoup. La victoire progressive des rois de France entraîna l’extension du domaine royal auquel le duché d'Aquitaine fut progressivement intégré, comté après comté. Le comté du Poitou, qui jusqu’alors faisaient partie intégrante de l’Aquitaine fut intégré au domaine royal français, en même temps que la Saintonge, au XIIIe siècle. Cette intégration lui fit perdre une grande partie de son pouvoir et il y devint une simple « Province » : la province du Poitou.
Ce n'est toutefois qu'après la guerre de Cent Ans, que la totalité du duché d'Aquitaine fut intégrée au Domaine royal français.

#### Recul de la langue d'oc au profit de la langue d'oïl

1. Limites actuelles de la langue occitane. 2. Anciennes limites de la langue occitane. 5. Limites méridionales des langues d’oïl au VIII^{e} s. (ligne Von Wartburg). 6. Limites méridionales des langues d’oïl au XIII^{e} s. 7. Limites de la langue bretonne depuis le XIX^{e} s. 8. Recul de la langue bretonne face aux langues d’oïl depuis le IX^{e} s.

Au Moyen Âge, la langue d'oc (ancien occitan) était probablement parlée dans l'essentiel du royaume puis du duché d’Aquitaine. Au moment de l'intégration progressive de la région au domaine royal français avec la guerre de Cent Ans, cette langue recula progressivement jusqu'à hauteur de la Garonne et des contreforts du massif central.

Carte des langues en Bretagne et dans les régions voisines, selon Marie-Rose Simoni-Aurembou.

Elle fut remplacée dans la région par des dialectes français de langue d'oïl. Toutefois, la Vendée et le Bressuirais, ainsi que les Mauges et le Pays de Retz (anciens territoires Aquitains) conservent des traces de cette culture méridionale, telles que les toits en tuile canal ainsi que la présence du poitevin-saintongeais, dialecte de langue d'oïl qui comporte de nombreux mots issus de l'occitan.

#### Action du nouveau pouvoir en faveur du développement de la région
À la fin de la période de la domination Aquitaine sur la région, le Bas-Poitou, en marge du Poitou, ne possédait aucune structure administrative propre et était toujours entièrement administré depuis Poitiers. Par ailleurs sur le plan économique, bien que la noblesse aquitano-poitevine ait réalisé des aménagements afin d'exploiter économiquement le Bas-Poitou, ces derniers s’étaient concentrés sur le développement de la plaine vendéenne où la réalisation d'infrastructures avait permis de connecter la ville de Poitiers au littoral et à ses ressources (notamment aux marais salants d’Olonne) via Niort. Toutefois, l’essentiel du territoire et en particulier la région du bocage avait été laissé à l’abandon et restait un espace rural relativement cloisonné.

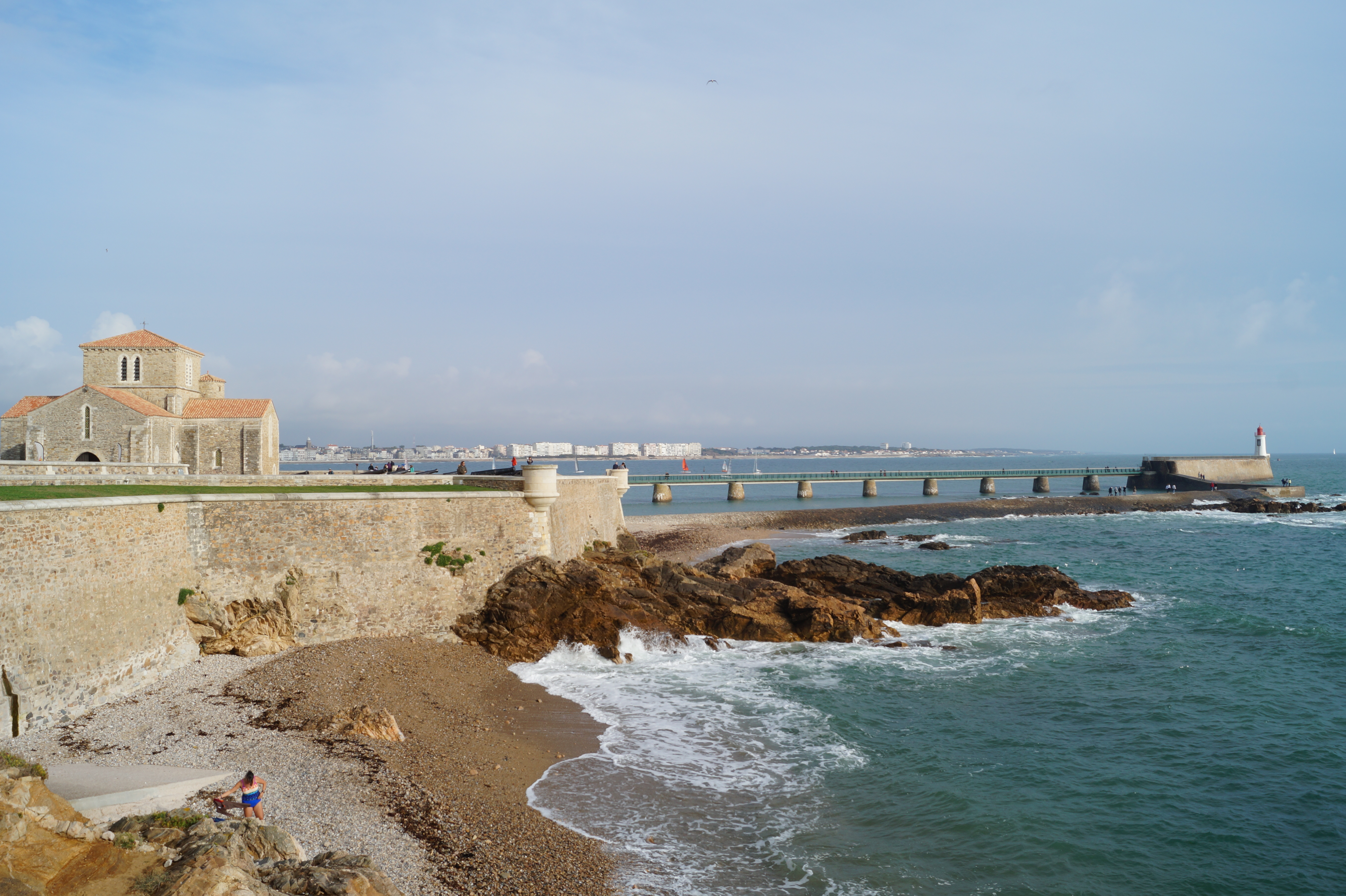
Les Sables-d’Olonne, l'un des principaux ports du Bas-Poitou puis de la Vendée.

À partir du XIIIe siècle, les rois de France, nouveaux maîtres du territoire, qui avaient chassé du pouvoir les anciens comtes de Poitiers-duc d’Aquitaine, donnèrent une plus grande autonomie au Bas-Poitou vis-à-vis du reste du Poitou. En, 1242, le frère du roi Saint-Louis, Alphonse, qui prit alors le nom d'Alphonse de Poitiers, reçu la tâche d’administrer la province du Poitou et développa notamment Fontenay-le-Comte. Les foires s'y développèrent tout comme à Luçon. Sur le plan économique, la création du port des Sables-d’Olonne en 1218 permis aux locaux de bénéficier de nouvelles ressources maritimes et commerciales. Enfin sur le plan religieux, les diocèses de Luçon et de Maillezais furent créés en 1317, permettant ainsi au Bas-Poitou d’échapper à la tutelle de l’archidiocèse de Poitiers.

#### La guerre de Cent Ans (1337 à 1453)

En rouge : les territoires contrôlés par Édouard III. En rose : territoires cédés par la France à l'Angleterre par le traité de Brétigny en 1360. En blanc : Duché de Bretagne, allié aux Anglais.

Au XIVe siècle, les Plantagenêts avaient perdu au siècle précédent l’essentiel de l’Aquitaine mais possédaient encore sa frange littorale : la Guyenne, située de part et d’autre de l’estuaire de la Gironde. Lors de la guerre de Cent Ans, les Plantagenêts tentent, depuis la Guyenne de reconquérir leurs anciens fiefs Aquitains et notamment le Poitou qui tombe en leur possession après le traité de Brétigny. Ainsi le Poitou et notamment sa partie littorale, devient un vaste champs de bataille où s’affrontent le royaume de France et les Plantagenêts (royaume d'Angleterre). Les Abbayes du littoral vendéen, à l’instar de celle d’Orbestier sont pillées, les ports sont incendiés. Le territoire est toutefois repris quelques décennies plus tard par le camp français.
Comme bien souvent dans leur histoire les Bas-Poitevins, aux confins de trois grandes puissances régionales, la France, l’Aquitaine et la Bretagne, sont divisés face à l’attitude à adopter lors de cette guerre. S'ils soutiennent globalement la cause française, à l’instar de Gilles de Rais, Seigneur de Tiffauges qui devint compagnon d’armes de Jeanne d’Arc, d’autres, tels l’évêque de Maillezais, proche de l'Aquitaine soutiennent les Plantagenêts. Jeanne de Belleville (originaire de Belleville-sur-Vie), se bat quant à elle contre le camp français, aux côtés des Bretons et des Plantagenêts dans le contexte de la guerre de Succession de Bretagne ce qui lui vaut le surnom de « Tigresse bretonne ».

### La Renaissance, la Réforme et les guerres de religion (XVIe–XVIIesiècle)

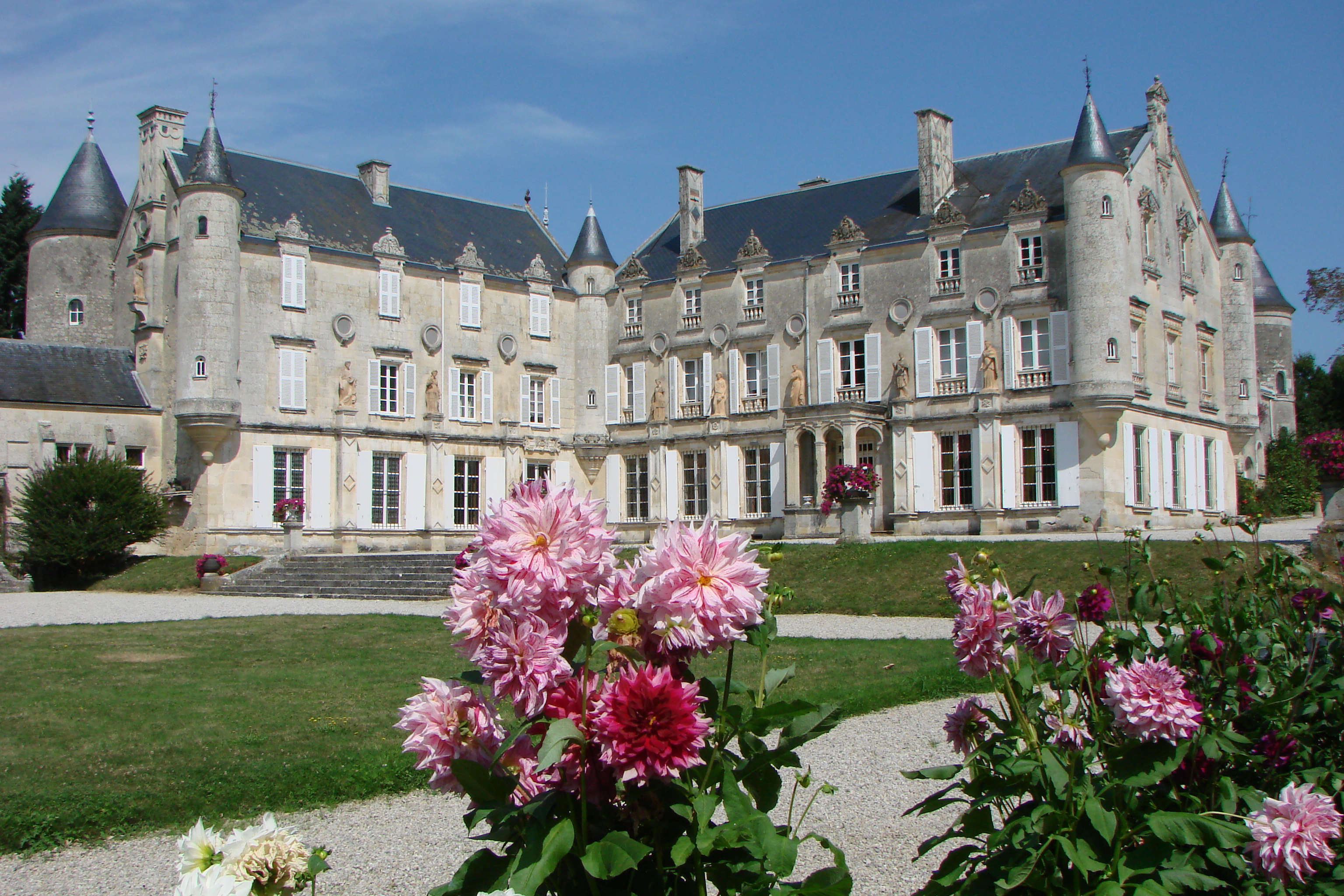
Le château Renaissance de Terre-Neuve à Fontenay-le-Comte.

Exempté de gabelle, le Bas-Poitou connu une certaine prospérité économique grâce au commerce du sel, à la fin du Moyen Âge, ce qui y favorisa la diffusion du mouvement culturel de la Renaissance.
François Rabelais rejoint l'ordre franciscain au couvent du Puy Saint-Martin à Fontenay-le-Comte en 1520, où il étudia le grec et le latin, ainsi que les sciences, la philologie et le droit. Il y poursuit ses études et fréquente les beaux esprits de la cité dans les salons du célèbre légiste André Tiraqueau. Il y rencontre l’évêque de l’abbaye bénédictine de Maillezais, Geoffroy d’Estissac. De franciscain, dont l’autorité de l’ordre ne lui convenait guère, il devient bénédictin, et surtout secrétaire particulier de Geoffroy d’Estissac : c’est un moine en « demi-congé ». Le langage poitevin influence dès lors le style de la verve rabelaisienne.

#### Le protestantisme en Bas-Poitou (débutXVIesiècle)

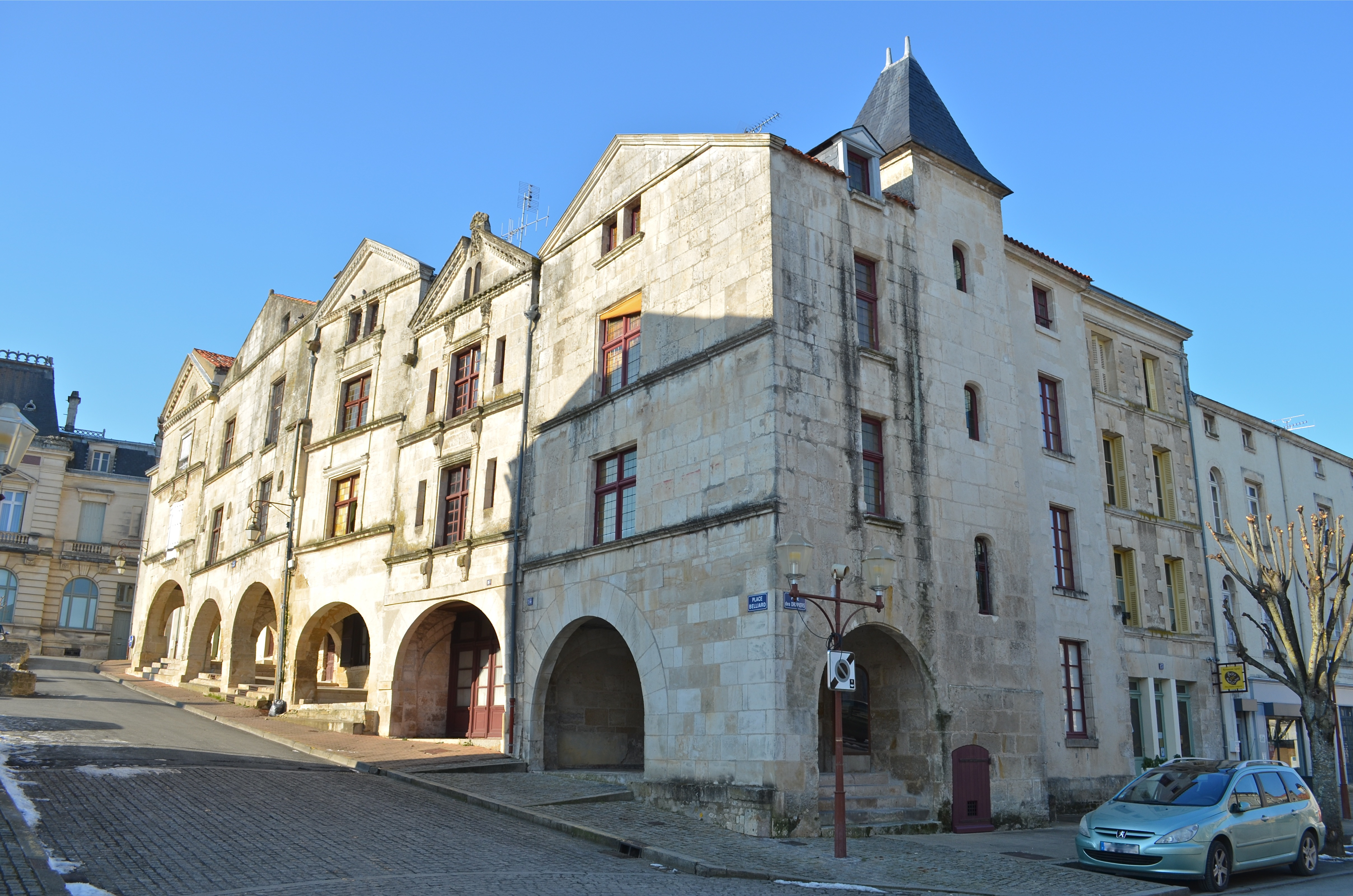
Fontenay-le-Comte, porte commerciale de la Vendée vers les villes du bassin aquitain, fut l'un des principaux centres de diffusion de la Renaissance et de la Réforme en Bas-Poitou.

Du fait de la proximité de l'Atlantique, le Bas-Poitou a été beaucoup plus influencé que le reste de la province poitevine par des apports de marins et commerçants étrangers, dans une moindre mesure toutefois que la ville portuaire de La Rochelle ou les estuaires charentais et girondin, par exemple.
Les puissants liens commerciaux entretenus par La Rochelle avec les espaces calvinistes du Nord de l’Europe (ligue hanséatique) ont entraîné la diffusion de cette nouvelle confession dans cette ville ainsi que dans la plaine vendéenne et les ports du Bas-Poitou sous son influence, comme Talmont et la Chaume. Cette confession s'étend alors progressivement jusque dans bocage.
Dans le Bas-Poitou du XVIe siècle, villes et villages sont, eux-mêmes, divisés sur le plan confessionnel, à l’instar des Sables-d’Olonne, où le quartier de la Chaume, peuplé de marins, se convertit au calvinisme tandis que le quartier du bourg, situé de l’autre côté du chenal, reste essentiellement catholique.

#### Les guerres de religion (finXVIesiècle)

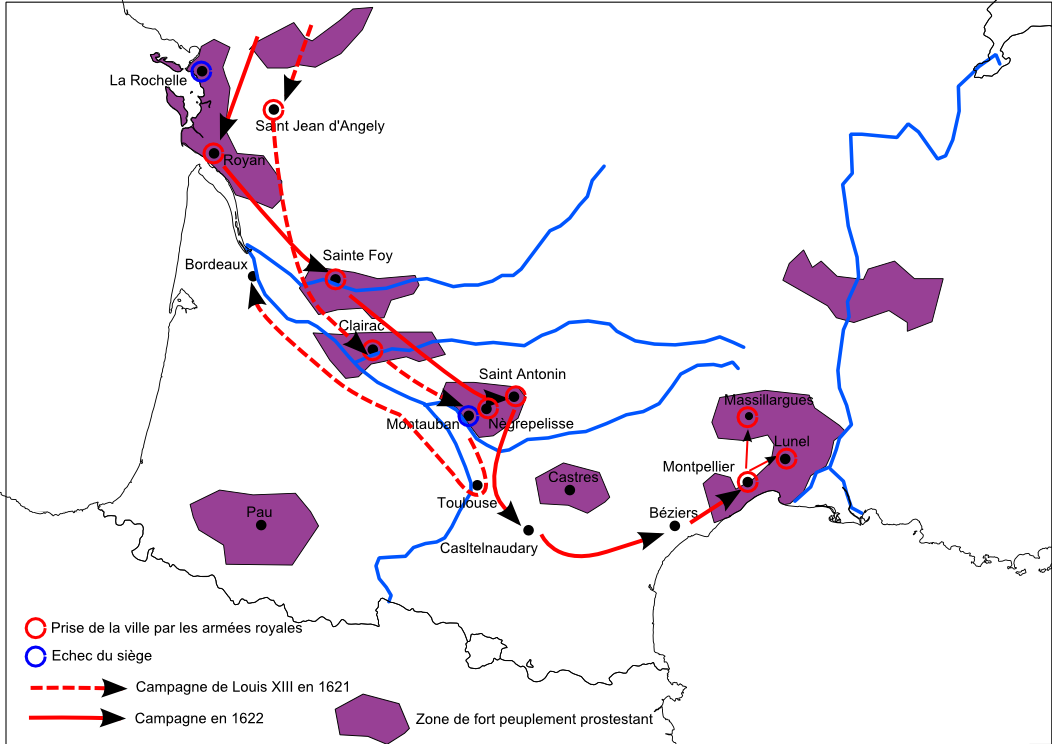
Le Bas-Poitou constituait l'extrémité nord-ouest du croissant huguenot.

Dans la seconde moitié du XVIe siècle, la situation dégénère en guerre civile. Cette région de marche devient alors le champ de bataille d’un conflit à plus large échelle, entre La Rochelle et les Provinces de l'Union, bastions huguenots et la Bretagne du duc de Mercœur, bastion de la Ligue catholique. A la tête de ses troupes, ce gouverneur de Bretagne, mène des offensives vers les villes huguenotes, depuis les châteaux du bocage vendéen (Tiffauges, La Flocellière) qu'il contrôle.
La signature de l'édit de Nantes en 1598, permet la création de 5 places de sûreté protestante en Bas-Poitou : Talmont, Beauvoir, Fontenay-le-Comte, Maillezais, et la Garnache.

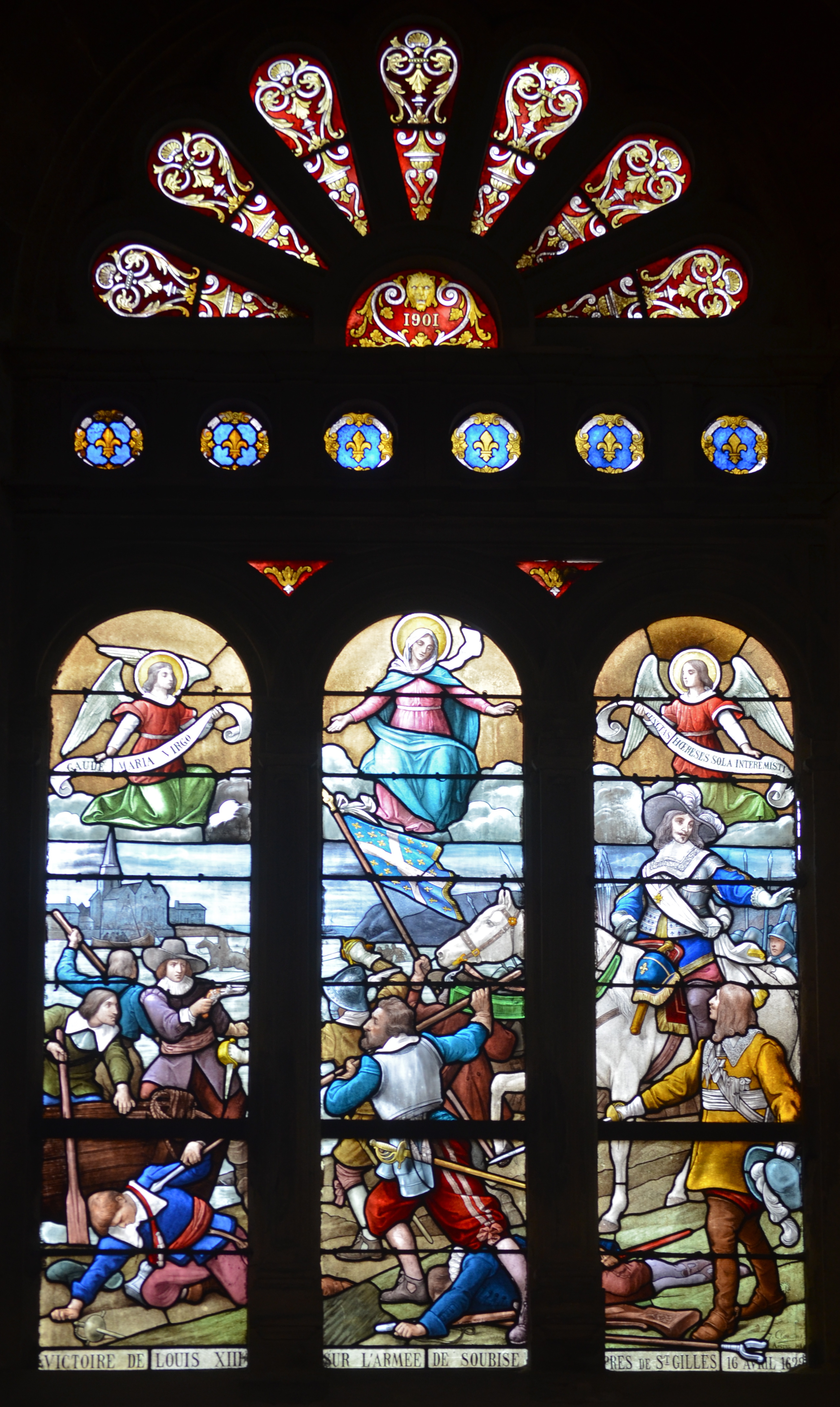
Vitrail de l'église Saint-Gilles représentant le Combat de Riez.

#### Les rébellions huguenotes (1621-1629)
Au début du XVIIe siècle dans le Sud-Ouest de la France, les huguenots se révoltent et tentent d'établir une république protestante. Entre 1621 et 1628, le roi et la Ligue catholique mènent une campagne depuis Nantes et reprennent les territoires protestants du Bas-Poitou et de l’Aunis. Les villes sont reprises les unes après les autres. En 1622, les huguenots du Bas-Poitou et d'Aunis affrontent les troupes de Louis XIII sur l'île de Riez. L'armée protestante est défaite et environ 4 000 protestants sont massacrés, tandis qu'environ 700 d'entre eux sont emprisonnés au Sanitat de Nantes.
Le reste de l'armée huguenote du Bas-Poitou se réfugie à la Rochelle, qui finit elle aussi par tomber, en 1628, après un long siège.

#### L'émigration (XVIIeetXVIIIesiècles)

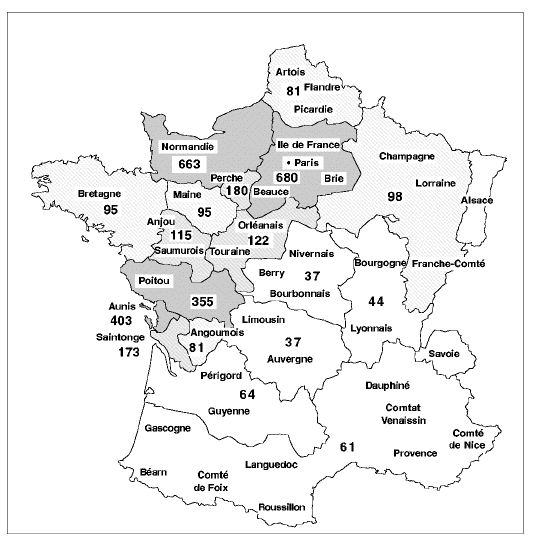
Comme les autres provinces du massif Armoricain (Basse-Normandie, Bas-Maine, Anjou) aux sols peu fertiles et souvent surpeuplés, le Bas-Poitou fut une importante région d'émigration française vers l’Amérique.

Les protestants ayant survécu connaissent des persécutions. Ces dernières prennent la forme de dragonnades et s'accentuent après la révocation de l'édit de Nantes en 1685.
Ces persécutions locales, ainsi que la pauvreté rurale du Bas-Poitou, ont fait de cette région ouverte sur l'océan Atlantique, une importante terre d'émigration en direction du Nouveau monde et notamment de la Nouvelle-France au XVIIe et XVIIIe siècles.
Un nombre important de Bas-Poitevins, souvent au départ des ports des Sables-d'Olonne et de La Rochelle, ont émigré vers les Antilles et La Réunion, le Québec, l'Acadie et la Louisiane, où les Acadiens sont devenus les Cajuns ; des Acadiens réfugiés du « Grand Dérangement » de 1755 s’installent à Belle-Île, contribuant à établir ainsi des liens entre le Bas-Poitou et toutes ces régions.
Conséquence de ces migrations de peuplement, le Poitevin-Saintongeais est avec le Normand l'un des dialectes de langue d'oïl dont l'influence sur le québécois, l’acadien et le cadien a été la plus déterminante. Des expressions comme, « asteur », « barrer la porte », ou « tantôt » sont rentrées dans le vocabulaire québécois.

##### Reconversion au catholicisme (XVIIeetXVIIIesiècles)

La pratique religieuse dans la France rurale en 1947 selon Fernand Boulard. Comme le reste du massif armoricain, la Vendée et le Bressuirais sont restés marqués par le catholicisme plus longtemps que la moyenne nationale.

Après la période des guerres de religion, quelques minorités protestantes se sont maintenues dans le bocage, toutefois, la majorité des Bas-Poitevins se sont reconvertis au catholicisme dans le cadre de la Contre-Réforme.
En effet, contrairement au Bas-Poitou, et plus généralement à l'Aquitaine, marqués par le calvinisme, la Bretagne était restée relativement catholique aux XVIe et XVIIe siècles. Cette caractéristique s'explique par l'histoire spécifique de ce territoire. Dès le Haut Moyen Âge, la Bretagne bénéficiait déjà d'une plus forte densité de prêtres et de moines ainsi que d'une certaine indépendance religieuse. Le catholicisme s’est progressivement lié avec l'identité Bretonne au travers de pratiques à la fois spirituelles et culturelles (les pardons, les taolennou, l'art religieux...).
Après les guerres de Religion des évangélisateurs locaux tels que Julien Maunoir et Michel Le Nobletz contribuèrent au regain du catholicisme en Bretagne.
Au sud de la Loire, ce mouvement de reconversion fut diffusé, en partie, par le père breton Louis-Marie Grignion de Montfort, originaire du pays de Brocéliande, qui réalisa plusieurs missions en Bas-Poitou. Ce prêtre progressiste, itinérant et ouvert au dialogue avec les protestants, fit de nombreux adeptes dans la région. Après avoir vécu les derniers mois de sa vie en ermite dans la forêt de Mervent-Vouvant, Louis-Marie Grignion de Montfort mourut en 1716 et fut enterré à Saint-Laurent-sur-Sèvre au cœur du bocage vendéen. Après sa mort, son mouvement d'évangélisation fut poursuivi par les communautés religieuses qu'il avait fondées dans les espaces ruraux tels que les Montfortains, et les Filles de la Sagesse.
Par la suite, comme la Bretagne, la Vendée et en particulier la région du bocage, connu longtemps des taux de pratique catholique supérieurs à la moyenne nationale.

### La Révolution française

#### La création des départements de la Vendée et des Deux-Sèvres (1790)

La province du Poitou au XVIIIe siècle et les communes actuelles.

Lors de la Révolution française, les provinces d'ancien régime son supprimées. En revanche, l'Assemblée constituante crée le 26 février 1790, un nouvel échelon territorial : le département. Le Poitou est alors divisé en trois départements : la Vienne, les Deux-Sèvres et la Vendée, alors qu'historiquement, il n'existait en Poitou que le Haut-Poitou et le Bas-Poitou. Le concept de « Moyen Poitou » pour désigner les Deux-Sèvres n'est apparu qu'après la création de ce département qui rassemblait des territoires appartenant auparavant au Haut et au Bas-Poitou. Le Bocage bressuirais, partie orientale du territoire Bas-Poitevin, située entre la Sèvre Nantaise et le Thouet, fut ainsi séparée du reste de la Vendée pour former le nord-ouest des Deux-Sèvres.

#### La guerre de Vendée (1793-1796)

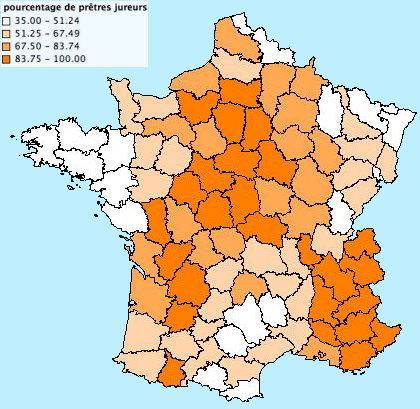
Pourcentage de prêtres ayant prêté serment à la constitution civile du clergé par département.

Comme la Bretagne et les autres provinces du massif armoricain (Anjou, Basse-Normandie, Bas-Maine),, le Bas-Poitou connut d'importants mouvements d'opposition à la révolution française. Les origines de ces soulèvements sont diverses et relèvent à la fois de causes socio-économiques (faible amélioration des conditions de vie des paysans locaux, suppression des privilèges liés à la gabelle) et culturelles (opposition à la constitution civile du clergé, refus de la Levée en masse).

Le Bas-Poitou insurgé en 1793 fut qualifié de Vendée militaire.

La révolte Bas-Poitevine connut toutefois un destin différent des chouanneries bretonne ou bas-normande puisqu'en Bas-Poitou les insurgés parvinrent à se regrouper en une armée organisée, entraînant ainsi le déclenchement d'une véritable guerre : la guerre de Vendée. Cette guerre civile opposa, en Bas-Poitou et dans l'Ouest de la France, les révolutionnaires républicains (bleus) aux vendéens royalistes (blancs) entre l'an I et l'an IV (1793 et 1796). En octobre 1793, après plusieurs défaites, les insurgés, fuyant l'avancée des troupes républicaines, franchirent la Loire et marchèrent jusqu'au port de Granville, dans l'espoir d'un débarquement de renforts britanniques, en vain. Après l'échec de cette campagne, connu sous le nom de Virée de Galerne, une violente répression s'abattit sur la région (Noyades de Nantes, Colonnes infernales...) et marquât durablement la mémoire locale.

##### La Roche-sur-Yon: «la ville de Napoléon»

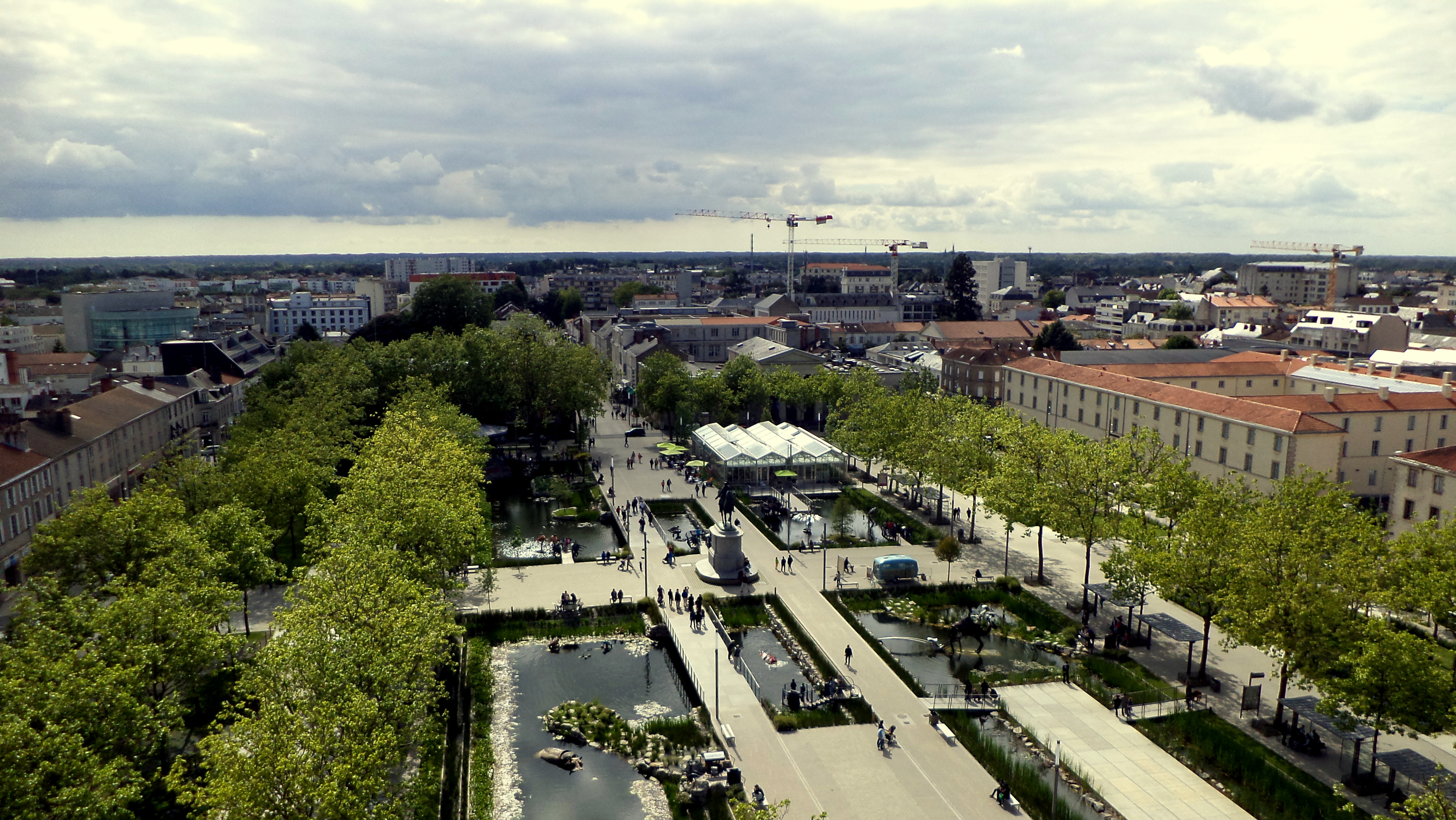
La place Napoléon à La Roche sur Yon.

Le décret impérial du 25 mai 1804 (5 prairial de l'an XII) pris par Napoléon Ier, alors premier consul de France, dispose le transfert de la préfecture de la Vendée de Fontenay-le-Comte à La Roche-sur-Yon. Naît alors une ville moderne dessinée par les ingénieurs Cormier et Valot sous la forme d'un pentagone possédant un plan en damier organisé autour d'une vaste place civique.
Le 8 août 1808, face à la lenteur des travaux de construction de « sa » ville, Napoléon Ier s'y rend et devant les travaux dira : « J'ai répandu l'or à pleines mains pour édifier des palais, vous avez construit une ville de boue » (car Emmanuel Crétet, son ministre de l'Intérieur et directeur des Ponts et Chaussées, avait décidé sans son avis de la faire reconstruire par François Cointeraux premier spécialiste du pisé).
Certains travaux seront finis après la chute du Premier Empire, comme l'église Saint-Louis, commandée en 1804 et terminée en 1829. La Roche-sur-Yon compte aujourd'hui encore plusieurs bâtiments de style néo-classique comme le théâtre municipal, l'église Saint-Louis ou bien l'ancien palais de justice.

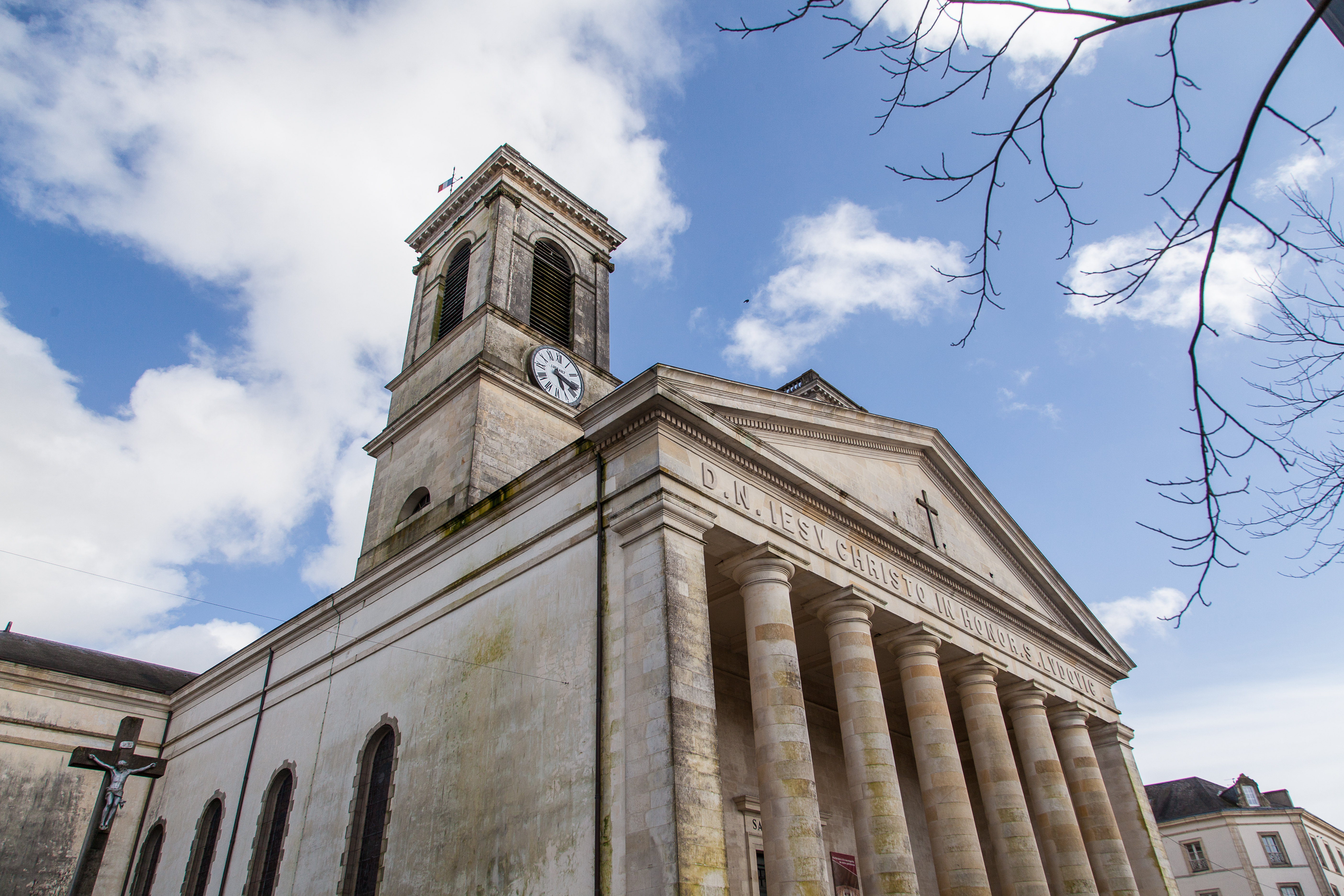
L'église Saint-Louis de La Roche-sur-Yon exemple typique de l'architecture napoléonienne de la ville.

Cas unique en Europe, La Roche-sur-Yon a changé huit fois de nom en moins de 70 ans :
- La Roche-sur-Yon (avant le 28 août) ;
- Napoléon (pendant le Premier Empire) ;
- La Roche-sur-Yon (une quinzaine de jours en 1814) ;
- Bourbon-Vendée (pendant la Restauration d'avril 1814 à avril 1815) ;
- Napoléon (d'avril à juin 1815 pendant les Cent-Jours) ;
- Bourbon-Vendée (de juin 1815 à 1848 sous la Seconde Restauration et la monarchie de Juillet) ;
- Napoléon (de 1848 à 1852 sous la Deuxième République) ;
- Napoléon-Vendée (de 1852 à 1870 sous le Second Empire) ;
- La Roche-sur-Yon (depuis 1870).

Une Fédération des cités napoléoniennes d'Europe a été constituée, parmi lesquelles Ajaccio, Iéna, Pontivy, Pultusk, Waterloo et bien sûr La Roche-sur-Yon.
La Roche-sur-Yon, préfecture de la Vendée est aujourd'hui la ville la plus peuplée de la Vendée et son principal centre urbain.

### Première Guerre mondiale (1914-1918)
La Vendée fut particulièrement marquée par la Première Guerre mondiale. Les paysans étant davantage envoyés sur le front que d'autres groupes sociaux. Cette région, encore très rurale, connut, à l'instar de la Bretagne, des taux de mortalité largement supérieurs à la moyenne nationale.

## Terres gagnées sur l'océan

### Marais breton-vendéen
Situé au nord-ouest, vers Challans, sur le littoral de l'océan Atlantique, le Marais breton-vendéen ou Marô (le marais en patois vendéen) ou « Marais breton », marque la limite entre deux anciennes provinces françaises, la Bretagne et le Poitou.
Il s'étend sur 45 000 hectares, comprenant un réseau de canaux (étiers), des prairies humides et des polders. Il s'étend, du nord au sud, des communes des Moutiers-en-Retz à Saint-Gilles-Croix-de-Vie sur le littoral et de Machecoul-Saint-Même à Challans dans les terres, à l'est.

### Marais poitevin

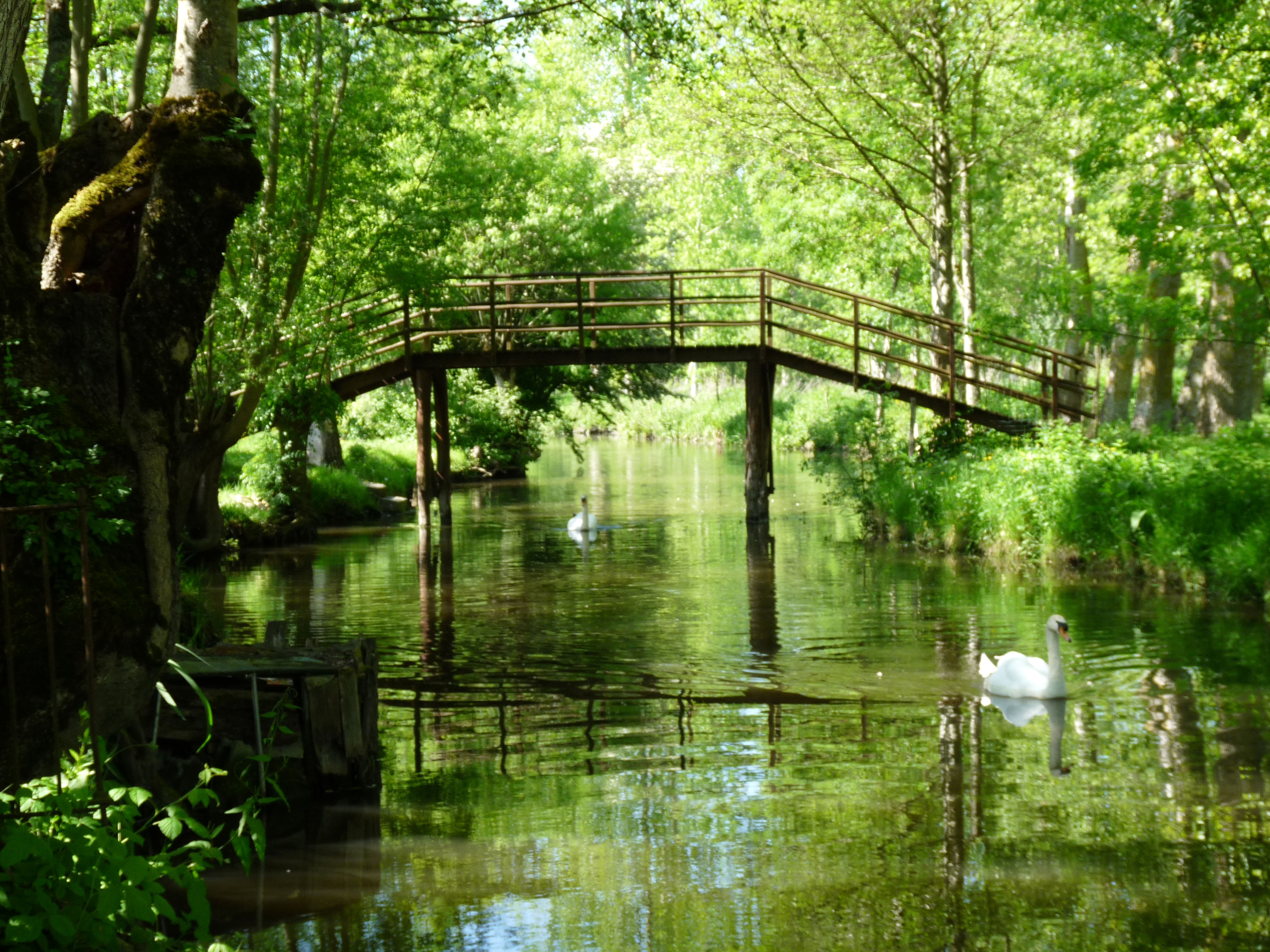
Passerelle au-dessus d'un canal dans la « Venise verte » : le marais poitevin.

Situé au sud, vers Luçon, Fontenay-le-Comte, Niort, le marais poitevin débouche dans la baie de l'Aiguillon, et La Rochelle sur le littoral de l'océan Atlantique.

#### Le golfe des Pictons
Dans l'Antiquité et au début du Moyen Âge, le Marais poitevin n'existait pas encore et un vaste golfe parsemé d'îles et d'îlots s'étendait à l'intérieur des terres, dans le prolongement du Pertuis Breton, jusqu'à hauteur de l'actuelle ville de Niort.

#### L'aménagement du marais
Après dons et concessions faits par de grands seigneurs féodaux aux abbayes alentour, les abbayes de Maillezais, de Nieul-sur-l'Autise, l'Absie, Saint-Maixent, Saint-Michel-en-l'Herm, et Moreilles, ou encore le monastère de Luçon ont aménagé le marais poitevin à partir du VIIe siècle ; aménagé, drainé, asséché, canalisé, fait de prairies humides, de polders et d'un important réseau de canaux (étiers) permettant le transport de marchandises (denrées agricoles et vins) facilitant le commerce avec le port de la Rochelle, notamment.
La « Venise verte » s'étend ainsi sur environ 100 000 hectares.

### Marais d'Olonne
Le marais d'Olonne est un salin qui s'est développé dès le haut Moyen Âge, au nord de la ville des Sables-d'Olonne, en lieu et place d'un ancien golfe maritime séparant l'île Vertime du continent.

## Culture

### Symbole

Le double cœur constitue l'emblème de la Vendée.

Le double cœur est un symbole historiquement présent en Bas-Poitou. Le symbole du cœur transpercé d’une flèche est très ancien dans la région ; peut-être d’origine préchrétienne il remonterait à l'antiquité. Toutefois, il semble véritablement apparaitre au Moyen Âge et être dérivé de la « guimbarde ». Ce bijou, symbole d’amour, fabriqué principalement à Niort et à Nantes était épinglé par les hommes au col de leurs vestons lors des mariages. Ce bijou fut aussi utilisé par les seigneurs protestants Bas-Poitevins lors des guerres de religion. Le symbole fut ensuite récupéré par le père de Monfort et transformé en Sacré-Cœur, symbole religieux de l’amour du Christ, lors des missions paroissiales qu'il mena sur ce territoire au XVIIIe siècle dans le contexte de la Contre-Réforme.
En 1793, le Sacré-Cœur alors très présent dans la région, devint, le symbole des insurgés lors des guerres de Vendée.
Enfin en 1943, le double cœur devint le blason officiel du département de la Vendée.

### Gastronomie

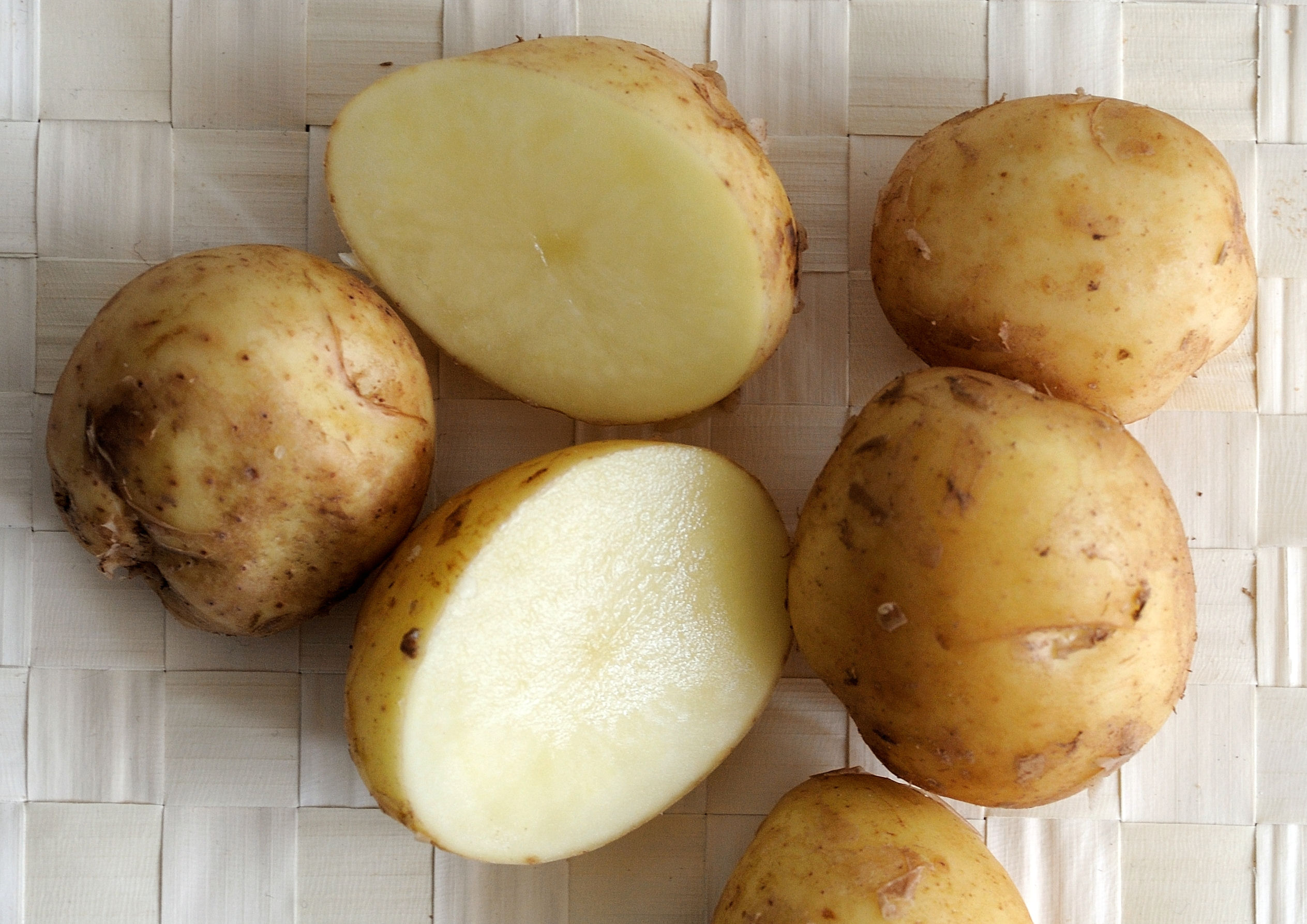
Pomme de terre Bonnotte de Noirmoutier.

Du fait de sa situation spécifique, entre océan, péninsule armoricaine et bassin aquitain, le Bas-Poitou possède une certaine diversité géologique, climatique et paysagère, à l’origine nombreux terroirs. Aussi, la cuisine traditionnelle vendéenne possède des caractéristiques issues à la fois des influences méridionales, telles que la présence des escargots (cagouilles, luma), de la volaille (canard de Challans), du melon, de l’ail (préfou) et des haricots blancs (mogette) ; ainsi que des influences armoricaines, notamment avec l’usage des fruits de mer (mouclade de l'Aiguillon), du chou (chouée vendéenne), du cochon (jambon de Vendée), de la pomme de terre (Bonnotte de Noirmoutier) et l'importance du beurre et de la crème (gâche vendéenne).

#### Produits de la mer

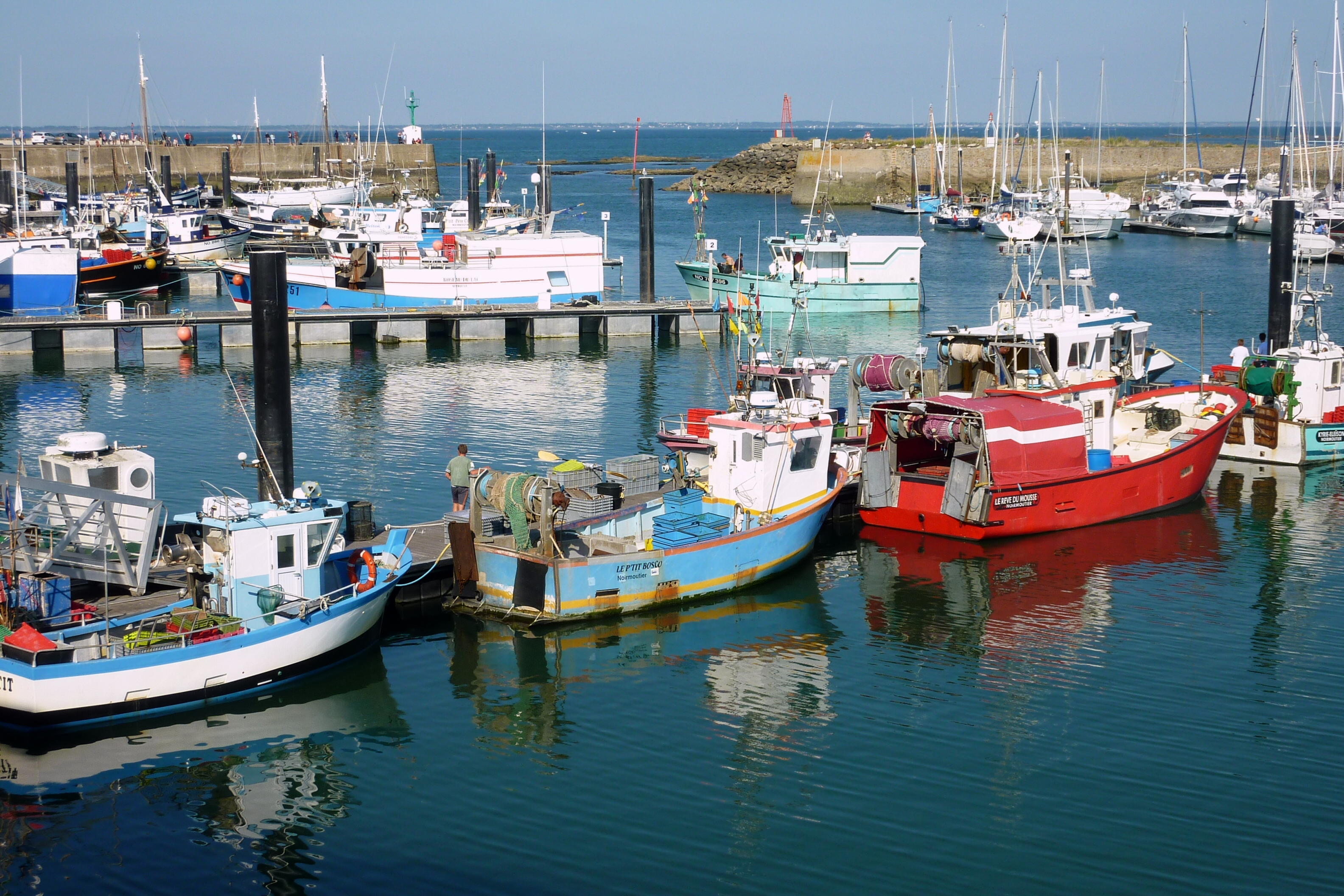
Le port de pêche de l'Herbaudière à Noirmoutier.

Le Bas-Poitou étant un territoire largement ouvert sur l’océan Atlantique, il est propice à la pèche, depuis des siècles. Les sardines de Saint-Gilles-Croix-de-Vie, la sole sablaise, la margate (seiche) et le thon de l'île d'Yeu sont péchés au large. Les anguilles sont quant-à-elles traditionnellement prélevées dans le marais poitevin tout comme les écrevisses.
Les grandes baies marquées par les mouvements de marées permettent la conchyliculture et l'ostréiculture et notamment la récolte les huîtres de la baie de Bourgneuf ainsi que celle des moules de la baie de l'Aiguillon. Enfin, les marais salants permettent la récolte du fameux sel de Noirmoutier, également utilisé dans l'assaisonnement du beurre. On y trouve aussi la salicorne, plante utilisée comme condiment.

#### Produits de l’élevage

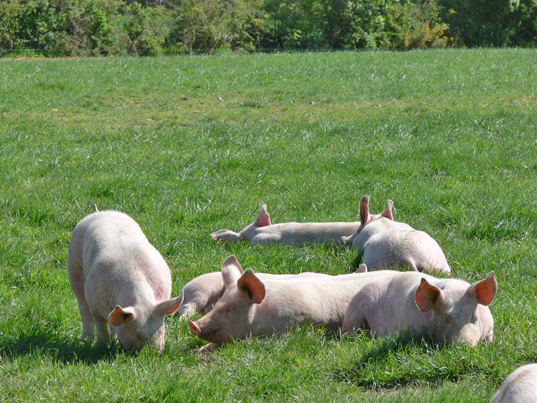
Cochons dans le bocage.

Sur le plan agricole, comme le reste du massif armoricain, le bocage vendéen, s’est spécialisé dans l’élevage, et le territoire Bas-Poitevin est à l'origine de plusieurs races et espèces locales :
- Le porc de Vendée (IGP 1998).
- Le Mouton vendéen.
- Le Blanc de Vendée, une race de lapin albinos.
- Le « Vendéen » est une race de cheval originaire de la région.
- La vache maraîchine est originaire des abords du Marais poitevin.

La charcuterie est aussi présente dans la région. Le jambon de Vendée (IGP 2014) est une spécialité locale, tout comme la fressure (abats de porc), qui constitue un plat typique du Bocage vendéen et des Mauges.

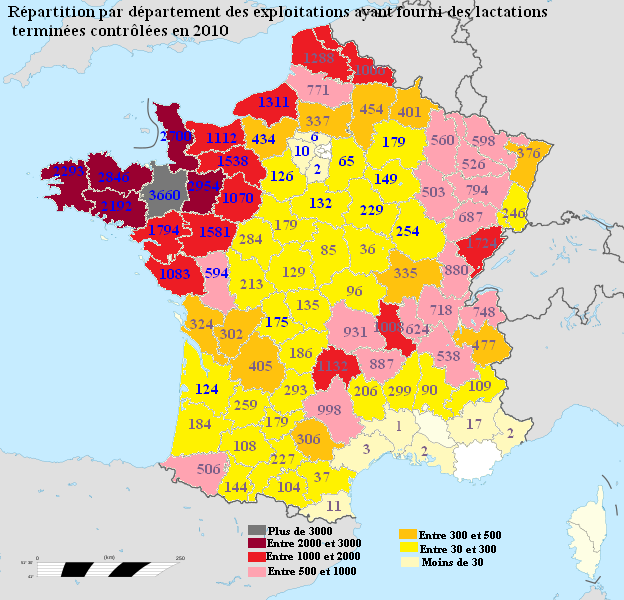
Répartition des exploitations laitières par département : la Vendée est une importante région de production laitière.

La Vendée produit également du beurre demi-sel (de Noirmoutier) et compte aussi plusieurs fromages de vache tels que : 
- la mizotte, fromage de vache élevées sur les prés-salés des marais.
- l’halbran, fromage à la croute cendrée, frotté à la fécule de pomme de terre.
- la tomme de chouans.
- le vacher vendéen.

- le moelleux vendéen.

Plusieurs desserts à base de lait sont aussi originaires de la région :
- La pilaïe, yaourt au millet et au lait.
- La caillebotte, dessert à base de lait caillé.

#### Brioches et gâteaux

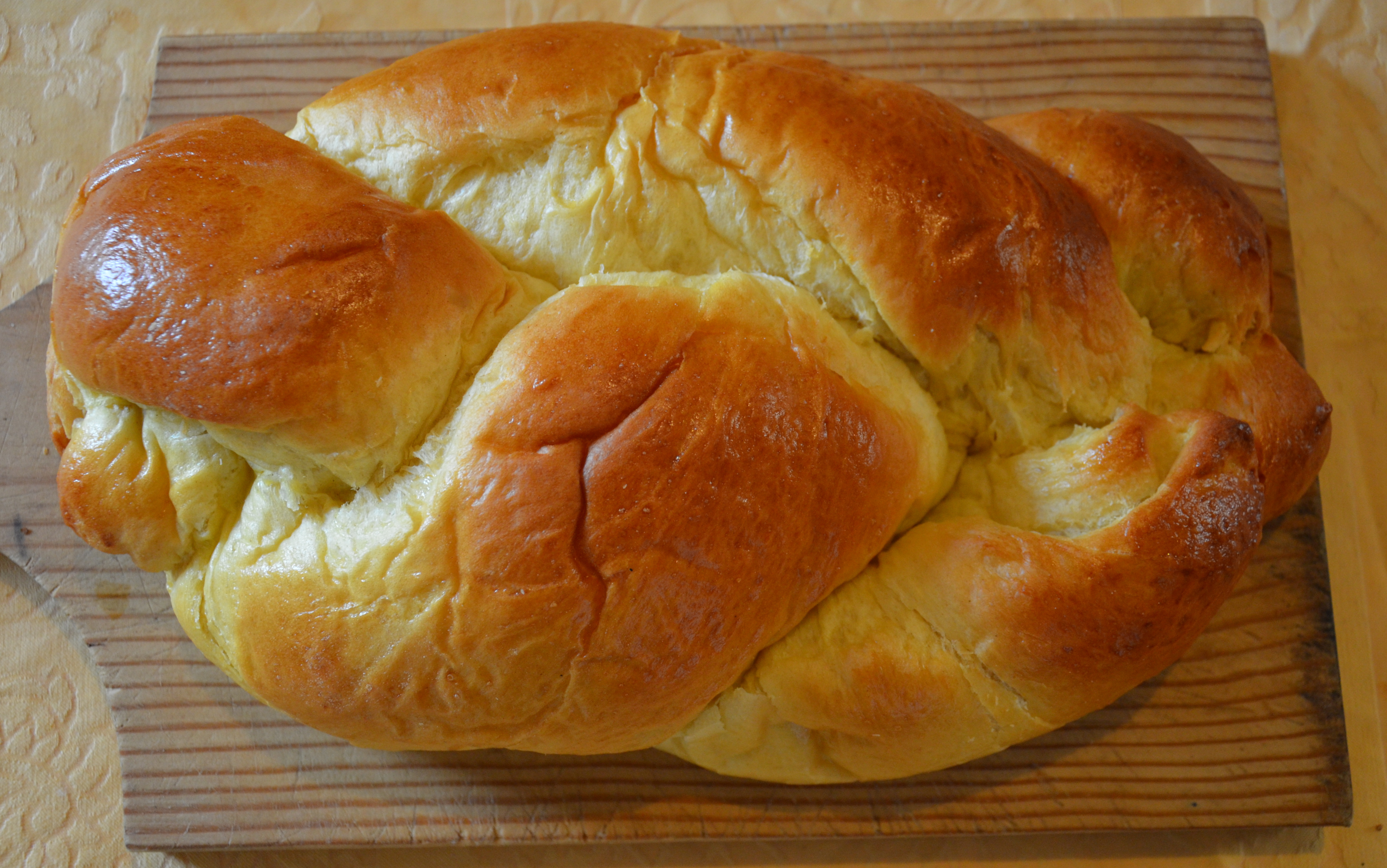
Gâche vendéenne.

Les brioches de Vendée ont acquis une renommée mondiale et constituent l’un des produits les plus représentatif du territoire. On y trouve la gâche vendéenne qui comporte du beurre et de la crème fraîche et dont la recette améliorée au XIXe siècle donne la brioche vendéenne.
D'autres spécialités sucrées sont typiques de la région :
- Le fion vendéen (ou flan maraîchin)
- Gâteau Minute, originaire du sud-Vendée
- Tourtisseaux, aussi qualifiés de bottereaux (dans le bocage), ou de foutimassons (sur le littoral), sont des beignets.
- La tarte des mariés de l'île d'Yeu.
- La fouace (ou fouée vendéenne).

#### Autres spécialités

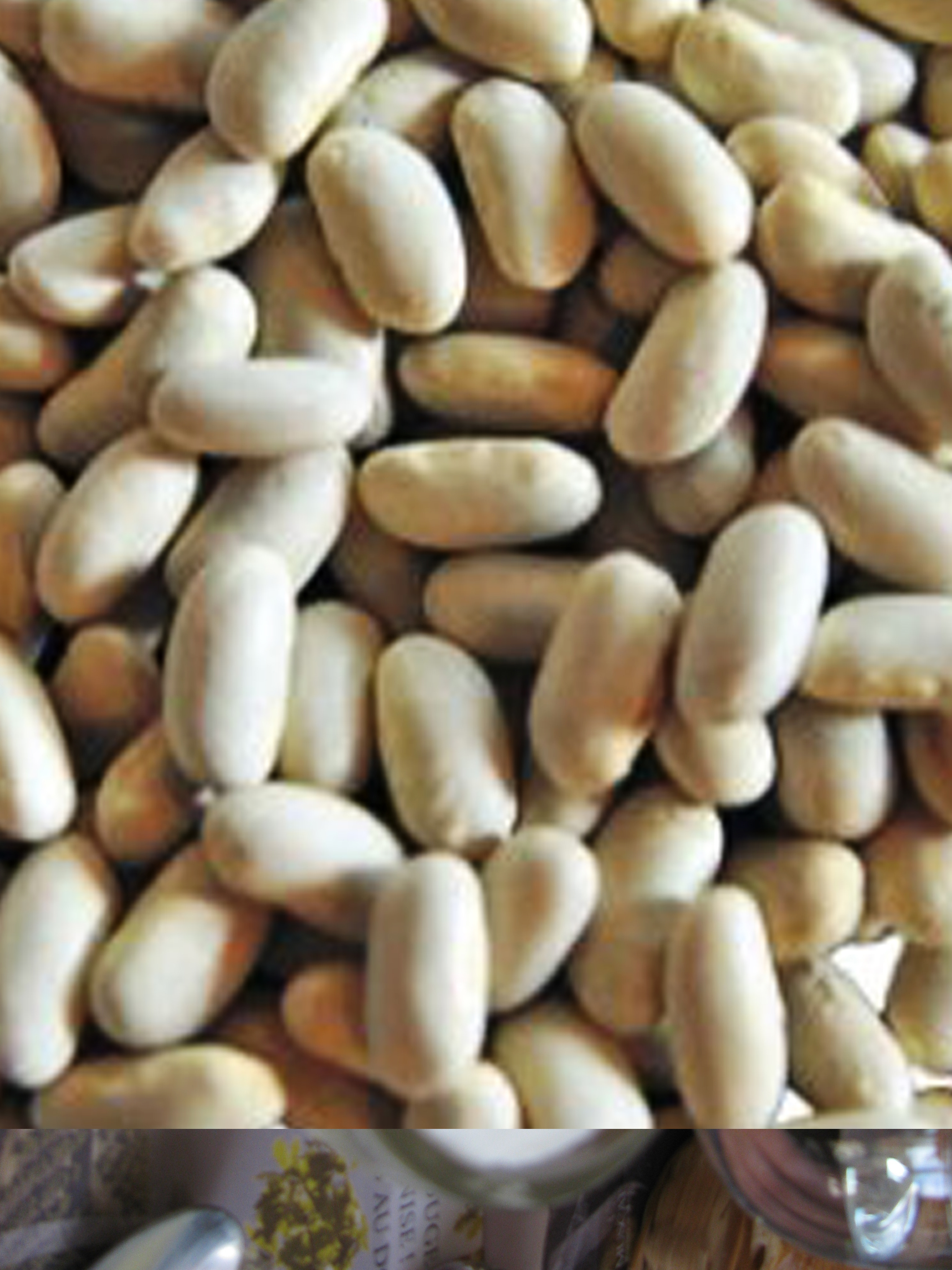
Mogette de Vendée.

- La mogette, rapportée d’Amérique du Sud au XVIe siècle : des moines découvrirent en périphérie du marais poitevin un environnement propice à sa culture. Traditionnellement consommé avec le jambon de Vendée, le jambon-mogette constitue un des plus célèbres plat vendéen.
- La gralaïe est une tartine de mogette sur du pain frotté à l’aïl.
- La bignaïe : crêpe épaisse du marais Breton-Vendéen qui à l’origine était garnie avec du lard.
- Les lumas[77], nom vernaculaires des escargots petit-gris.
- Les nèfles, nommées localement « mêles ».

#### Vins et liqueurs

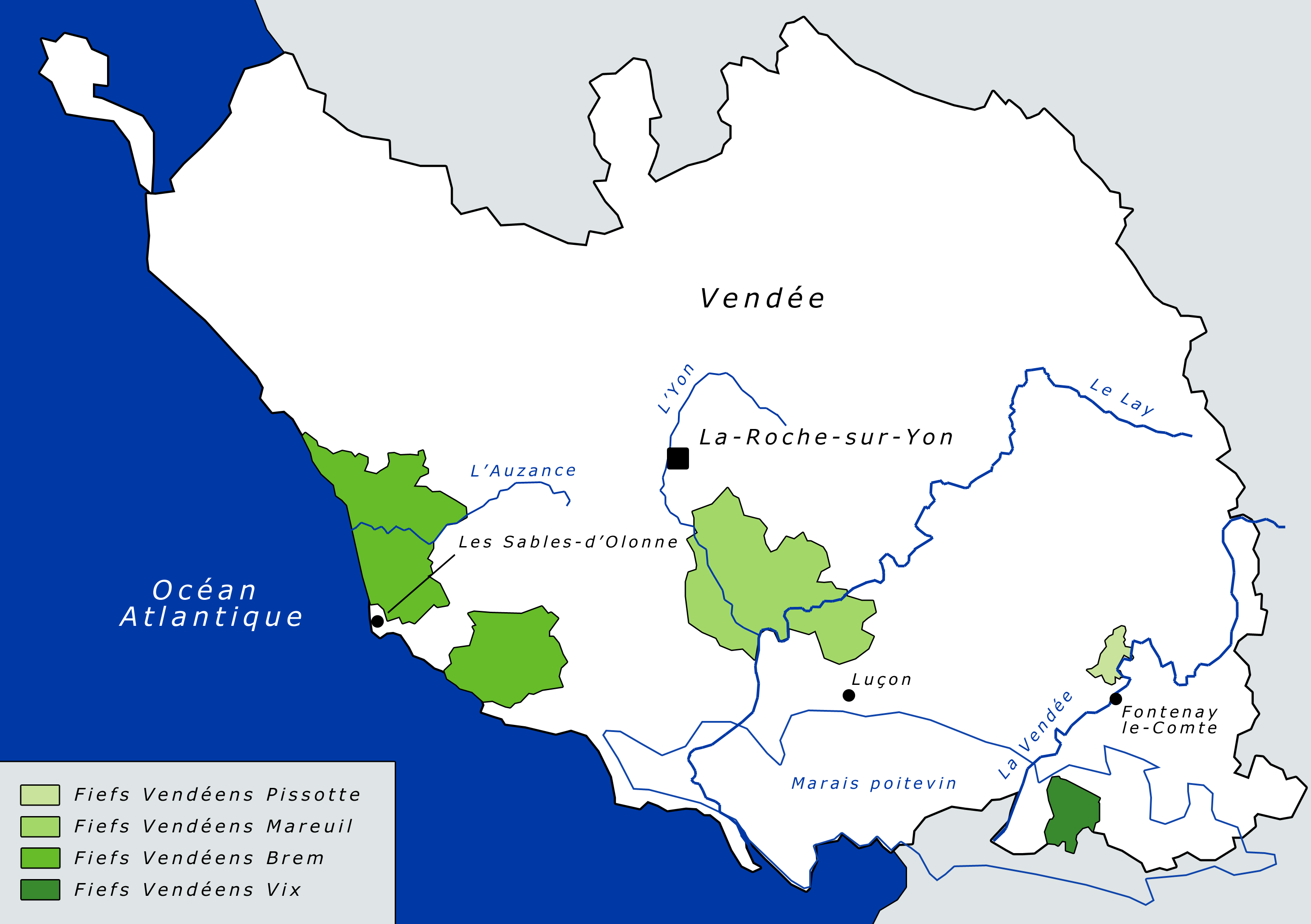
Carte des terroirs viticoles vendéens.

Grâce à la douceur climatique que lui procure sa situation au sud de la Loire, la Vendée est une région de viticulture. On y trouve les Fiefs-vendéens, vins AOC/AOP, qui comprennent des vignobles se déployant sur cinq terroirs : Mareuil, Brem, Vix, Pissotte et Chantonnay. La gastronomie locale comprend aussi plusieurs apéritifs et liqueurs telles que la Trouspinette, la Chouanette et le Kamok. L’apéritif est traditionnellement consommé avec le préfou, pain sans levain enfourné, garni d’ail et tartiné de beurre.
Plus récemment des bières locales ont aussi vu le jour, telle que la « Mélusine », créée dans le village de Chambretaud, et la brasserie « NO » sur l'île de Noirmoutier.

### Contes et légendes
- La légende de la fée Mélusine, est présente dans de nombreuses régions d'Europe. En Bas-Poitou, la légende raconte que cette créature fantastique aurait bâtie de nombreux châteaux dans les collines du bocage et dans la forêt de Mervent-Vouvant. Ce mythe d’origine scythe a probablement été apporté dans le pays de Tiffauges par les Taïfales à la fin de l’Antiquité.Le dolmen des Petits Fradets. sur l'île d'Yeu.

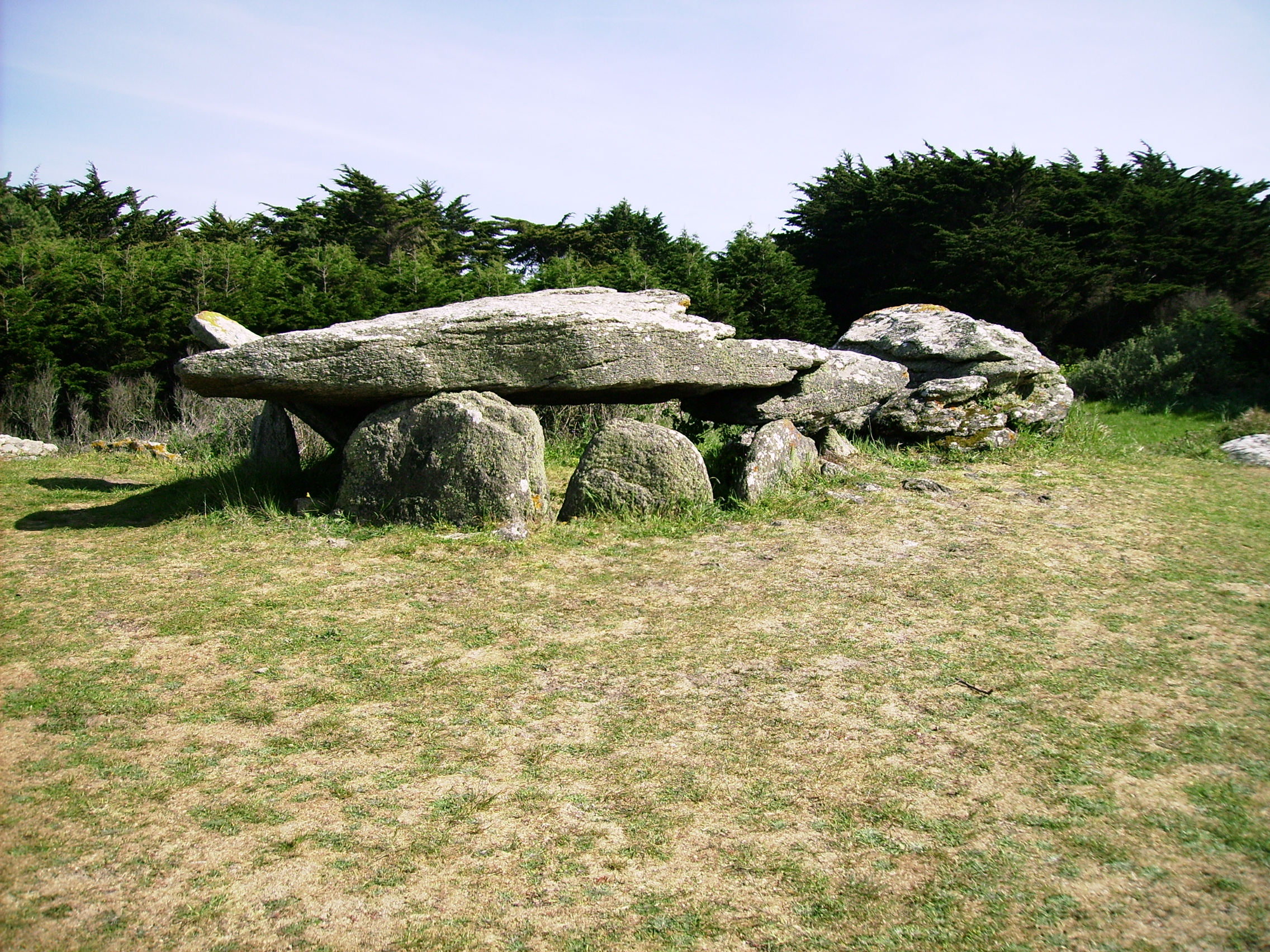
Le dolmen des Petits Fradets. sur l'île d'Yeu.

- La légende des « Fras » de l’île d’Yeu, qui se rapproche du mythe breton des Korrigan, raconte que de petits farfadets (les fras) se réuniraient le soir autour de l’allée couverte des Tabernaudes ou du dolmen des Fradets en dansant et en chantant toute la nuit[79].
- L’herbe d’égaille (herbe qui détourne), est une plante magique qui ferait perdre l’orientation à celui qui aurait l’imprudence de marcher dessus[80].
- Le cheval Mallet est une légende commune à l’ensemble du grand-Ouest français. En Bas-Poitou, elle raconte qu’un cheval blanc fantastique serait apparu notamment à proximité du village de Saint-Benoist-sur-Mer pour tenter les voyageurs nocturnes et amener les imprudents aux royaume des morts.
- La bête d'Angles, ou malbeste. Dévoreuse des jeunes filles du village d'Angles aurait été vaincu par le curé local.
- La bête Faramine, est un monstre qui roderait dans le marais breton-vendéen[81].

### Musiques et danses traditionnelles

#### Instruments de musique

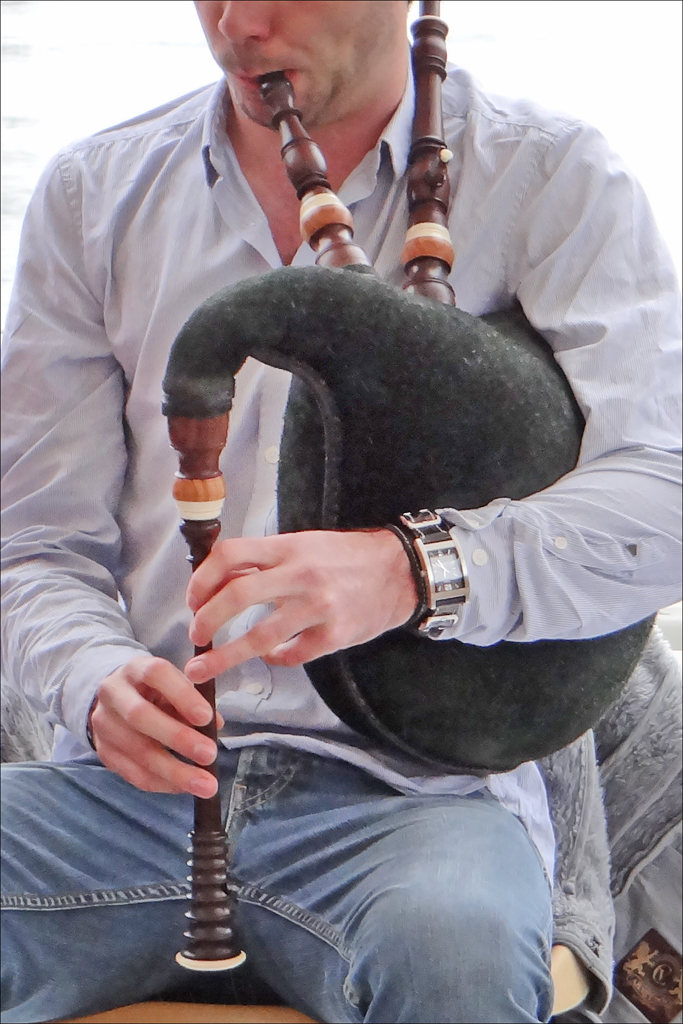
Sonneur de veuze

La musique traditionnelle du Bas-Poitou comprend principalement le violon, historiquement implanté dans le bocage vendéen (que l'on retrouve aussi dans le Pays nantais), la veuze, cornemuse également présente dans le Pays de Retz et la presqu’île guérandaise, ainsi que le hautbois. Le répertoire vendéen comprend aussi l’accordéon diatonique et la vielle à roue.
Plusieurs groupes de musique locaux dont Arbadétorne et les Joyeux Vendéens continuent de faire vivre la musique traditionnelle du Bas-Poitou.

#### Danses traditionnelles
Plusieurs grands types de danses étaient historiquement présentes en Bas-Poitou et se répartissaient en fonctions des régions naturelles
Comme en Haute-Bretagne, les « Avants-Deux » étaient dansées dans le Bocage vendéen, le Bressuirais et les Mauges, tandis que les « maraîchines » étaient pratiquées principalement dans les pays de marais. Les maraîchines se composaient notamment de la grand’danse, du marais breton-vendéen, et de la Poraïe. Enfin, sur les îles, les rondes étaient traditionnellement dansées, telle que le demi-tour de Noirmoutier, le rond de l’Épine, ainsi que les demi rondes et branles des île d’Yeu et de Noirmoutier.
Ces danses différaient largement de celles des plaines du Haut-Poitou où l’on pratiquait les bourrées et marchoises, fortement influencées par les cultures du centre de la France et du Limousin voisin.

### Traditions liées aux mariages

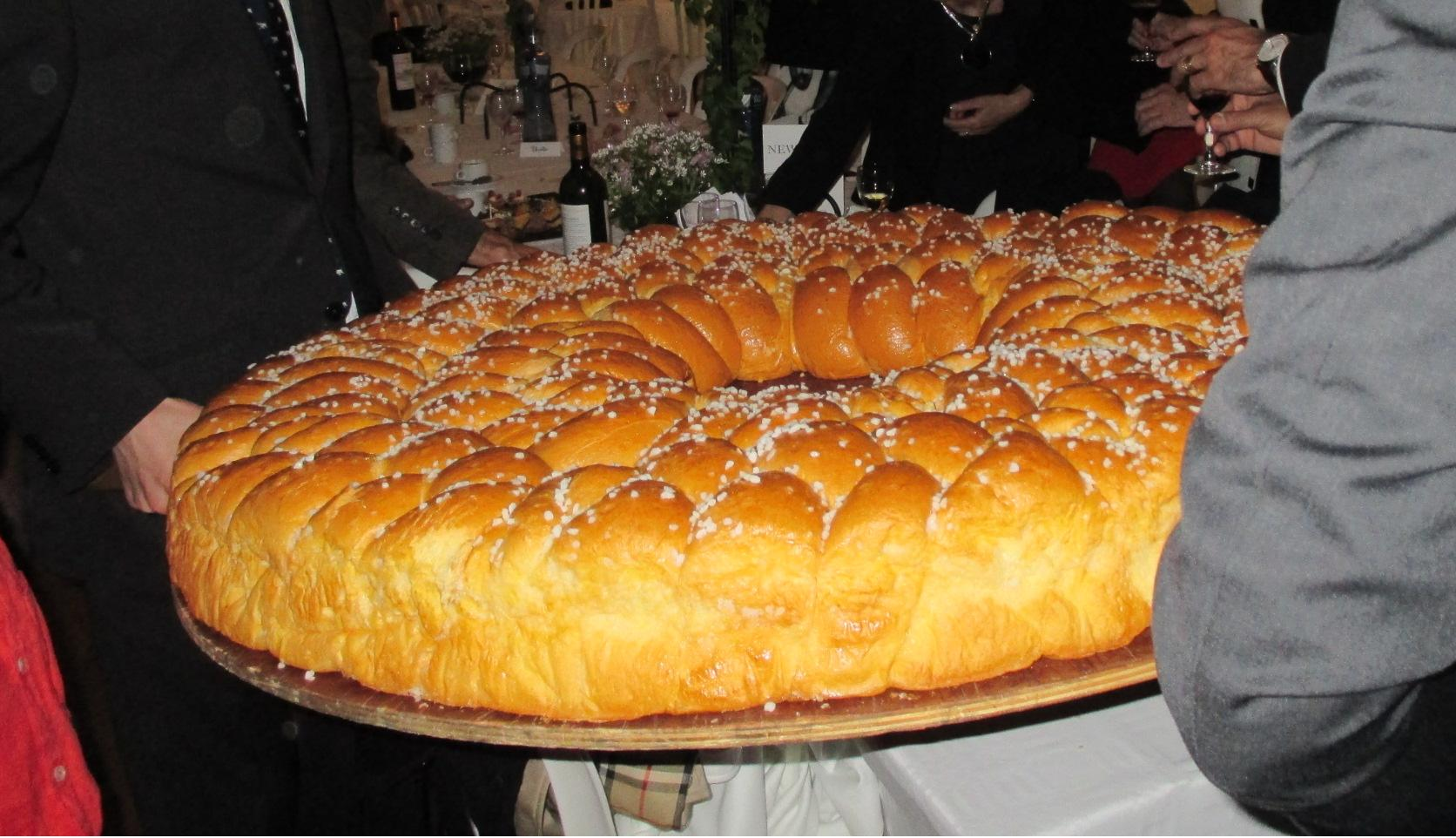
Grande brioche de mariage en Vendée.

#### La danse de la brioche
Plusieurs traditions entouraient les fêtes de mariage en Vendée, dont l'une des plus connues est la « danse de la brioche » réalisée avec la brioche offerte aux mariés par le parrain ou par la marraine. Lors de cette danse, qui se déroulait au cours de la noce, généralement à minuit, les mariés devaient soulever au-dessus de leur tête une énorme brioche sur un plateau en bois tout en effectuant une danse sur un musique traditionnelle. Les convives passaient en dessous du plateau en se tenant la main tout en dansant.

### Dialecte régional

Carte des langues d'oïl. Le dialecte poitevin-saintongeais regroupe une multitude de parlers qui s'étendent de la Loire, au Nord, à l'estuaire de la Gironde, au Sud.

Sous l'Ancien Régime, sur le plan linguistique, la culture y est globalement la même qu'en Haut-Poitou et en Aunis : région de langue d'oïl, le poitevin est le dialecte couramment parlé.

Carte des langues en Bretagne et dans les régions voisines selon Pierre Bonnaud.

### Système familial
A l'ère agraire, le système familial traditionnel du bocage était la famille souche. Cette caractéristique distingue le Bas-Poitou des plaines des Charentes et du Haut-Poitou, dont le système familial traditionnel est la famille nucléaire égalitaire, mais également des régions du nord de la Loire (Haute-Bretagne, Anjou, Maine) au système familial de type famille nucléaire absolue.

### Système productif local
Les caractéristiques géographiques et socioculturelles du bocage vendéen, ont contribué à l'émergence endogène d'un tissu de petites moyennes entreprises. Cet espace forme un système productif local, également qualifié de district industriel.

### Architecture traditionnelle et patrimoine bâti

#### Architecture traditionnelle
Bien que Fontenay-le-Comte, ancienne capitale de la région, et porte commerciale vers le bassin aquitain, possède une certaine richesse architecturale, on peut noter, toutefois, que le Bas-Poitou ne comporte pas un patrimoine bâti aussi conséquent que les régions voisines.

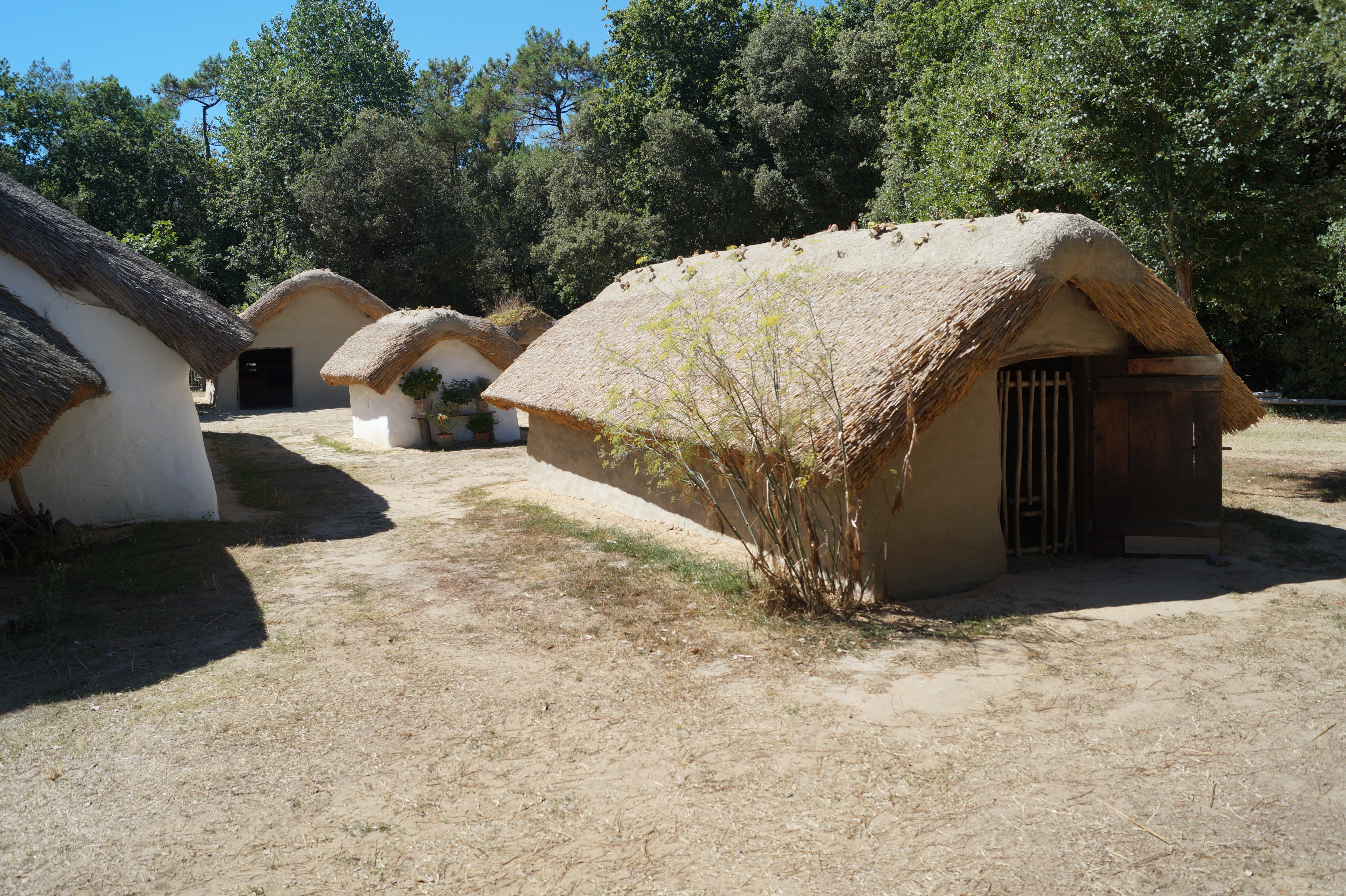
Bourrines traditionnelles à Saint-Hilaire-de-Riez.

En effet contrairement au Haut-Poitou, à l'Aunis, à l'Anjou, et à la Bretagne, la région, à l'écart des grands axes commerciaux, est longtemps restée faiblement urbanisée.  Les paysans locaux ont d'ailleurs parfois utilisé des matériaux naturels peu coûteux, tels que le roseau ou la terre, qui se retrouvent notamment dans la « bourrine », longère traditionnelle du marais Breton-Vendéen.

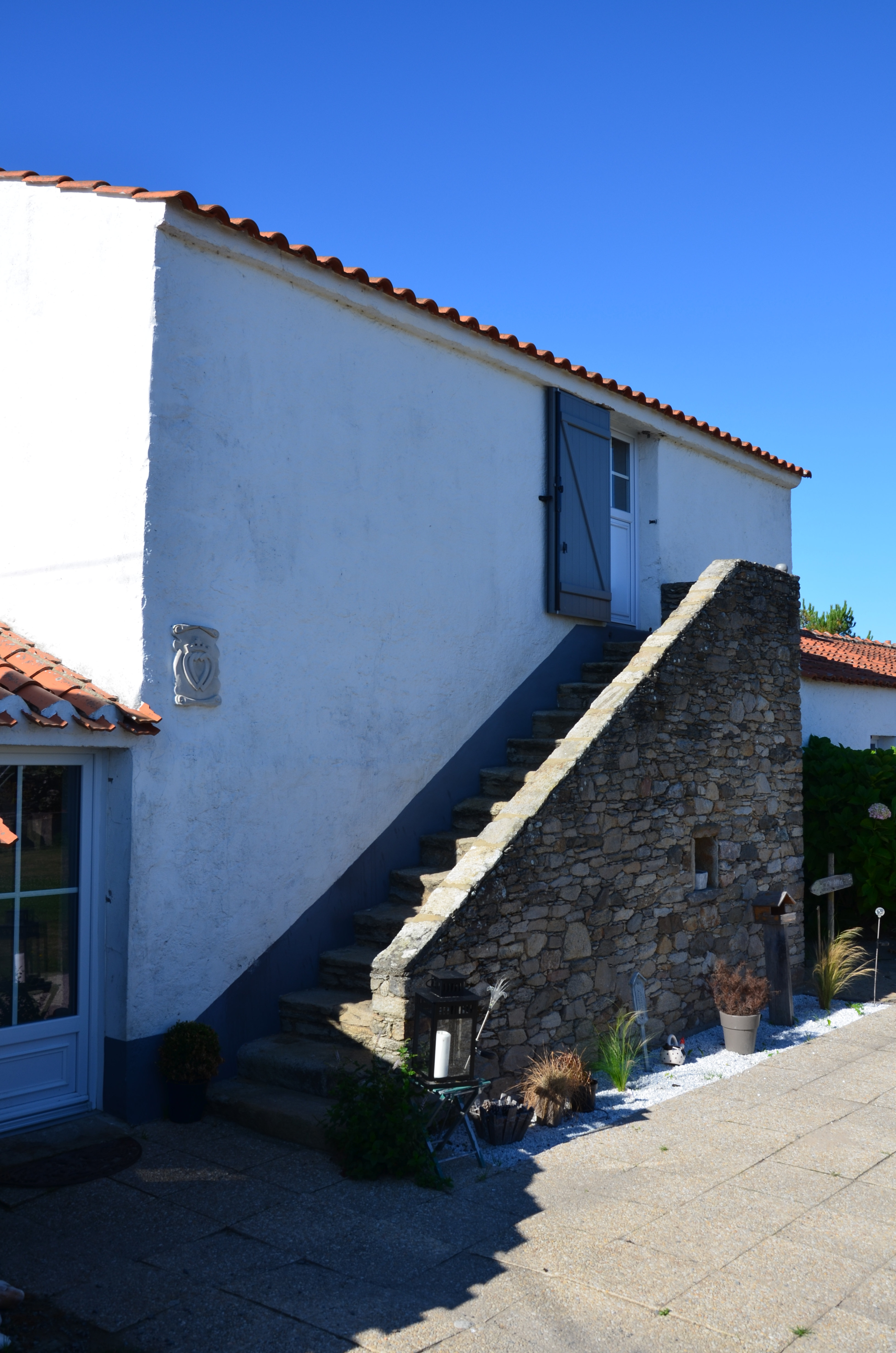
Maison typiquement Bas-Poitevine avec un toit plat en tuile canal, des volets bleus et un escalier en pierre de schiste. Les murs sont recouverts de chaux blanche.

Par ailleurs, le territoire du Bas-Poitou ayant longtemps fait partie du duché d’Aquitaine, l'architecture traditionnelle locale comporte un certain nombre de caractéristiques héritées de cette influence, telles que les toits peu pentus en tuile canal ou la présence d'édifices de style roman concentrés essentiellement dans le Sud-Est vendéen, à l’instar de l’abbaye de Nieul-sur-l’Autize, de l’église Notre-Dame de Vouvant ou du tympan de l’église Saint-Hilaire de Foussais-Payré
Cependant, du fait l'appartenance du Bas-Poitou au massif armoricain, l'architecture locale diffère largement du reste de l'Aquitaine historique et notamment du reste de l'espace Poitevin-Saintongeais. En effet, la présence de la pierre calcaire dans les constructions, ainsi que les édifices de style roman aquitano-poitevin, si caractéristiques du Haut-Poitou et du bassin aquitain, est relativement limitée en Vendée.

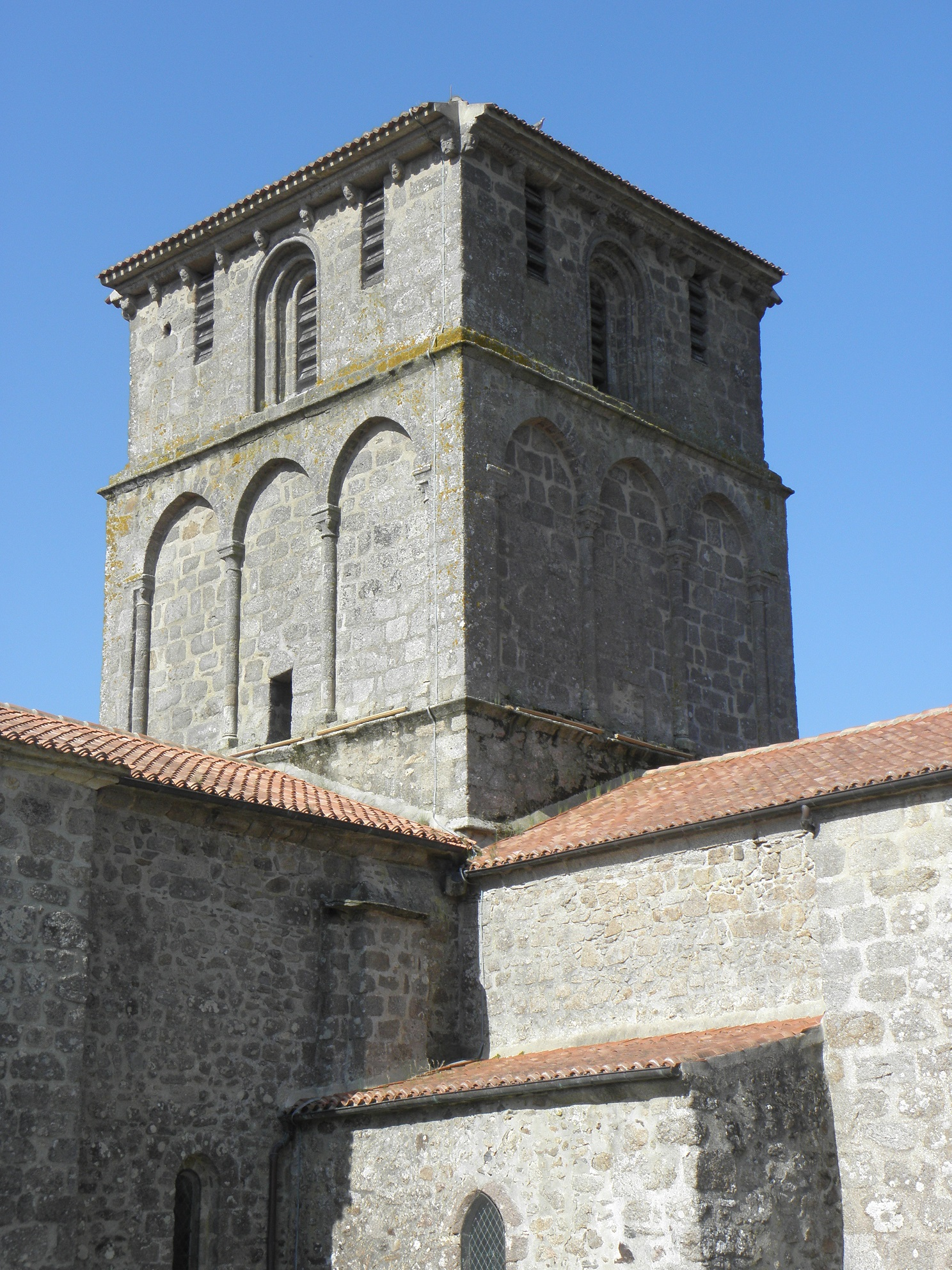
Clocher roman, en granite, de l'église du Vieux Pouzauges (XIIe siècle).

La nature des sols du bocage a fait que la plupart des constructions anciennes présentes en Bas-Poitou ont été construites en schiste et granite, à l’instar des fermes traditionnelles des collines du bocage : les « borderies »,. Ainsi les édifices roman possèdent une silhouette souvent humble et massive (église Notre-Dame du Vieux Pouzauges, prieuré Saint-Nicolas des Sables-d’Olonne), tandis que le style gothique et néogothique, caractéristique du nord de la Loire et de la Bretagne, est très présent dans la région (cathédrale de Luçon, église de Saint-Laurent-sur-Sèvre). En effet, la Vendée ayant longtemps été un lieu d'affrontement entre les Duchés d'Aquitaine, de Bretagne et les rois de France, de nombreuses églises initialement d'architecture romane ont été détruites puis reconstruites partiellement ou totalement en style gothique. Autre conséquence de cette ancienne situation géopolitique de marche, le Bas-Poitou compte de nombreux châteaux forts (La Garnache, Tiffauges, Montaigu, Châteaumur, Bressuire) qui servaient à l’origine à garder les frontières des royaumes et duchés rivaux.
Plus tardivement, aux XVe et XVIe siècles, les seigneurs locaux construisirent de nombreux châteaux Renaissance dans le bocage et autour de Fontenay-le-Comte (Terre-Neuve, Apremont, le Puy du Fou). Enfin, de nombreuses croix en pierre, bâties dans le contexte de la Contre-Réforme ponctuent le paysage du bocage vendéen et témoignent de la ré-évangélisation de la région, après les guerres de Religion à la fin du XVIIe siècle.

#### Monuments remarquables

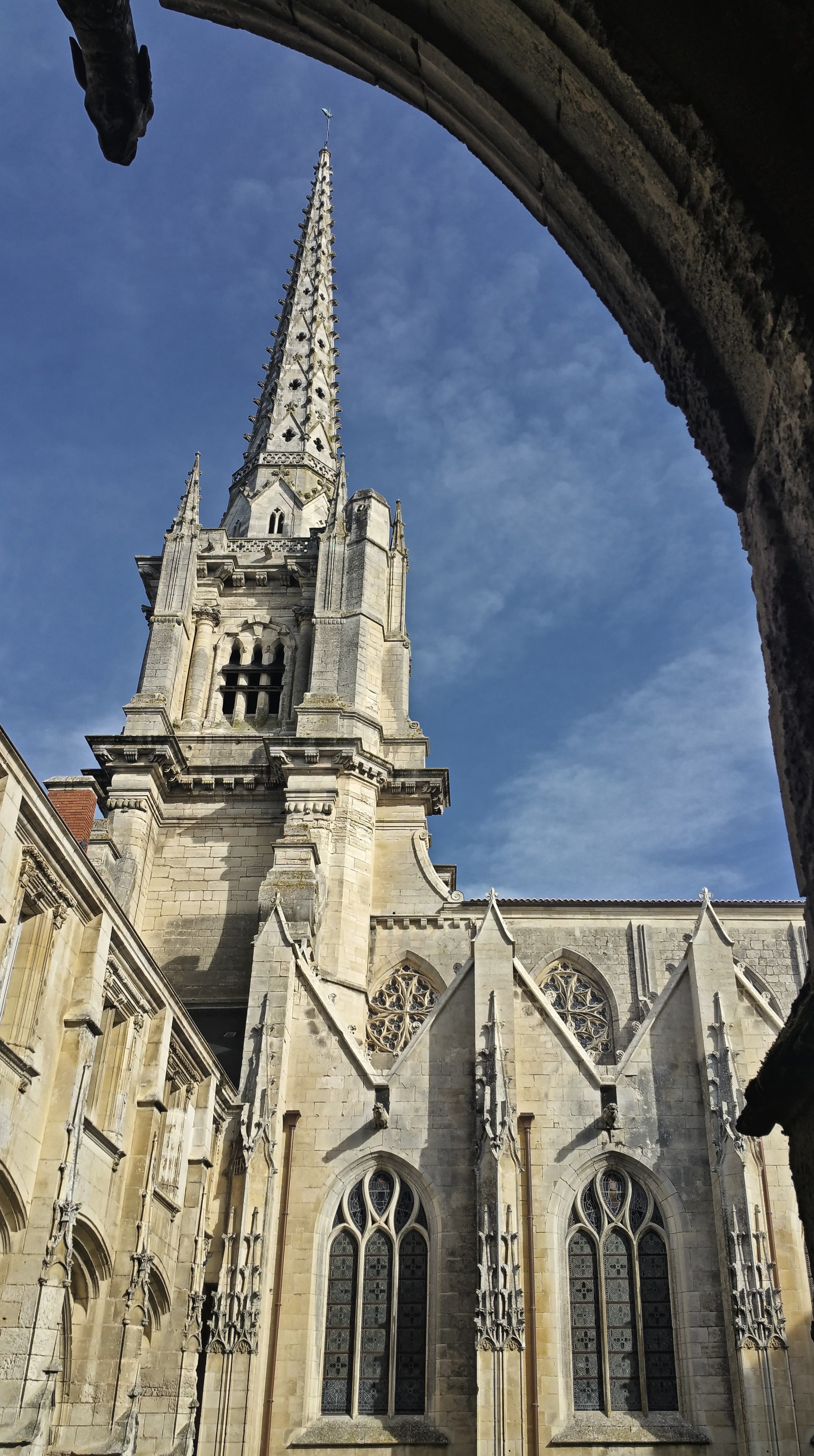
La cathédrale de Luçon.
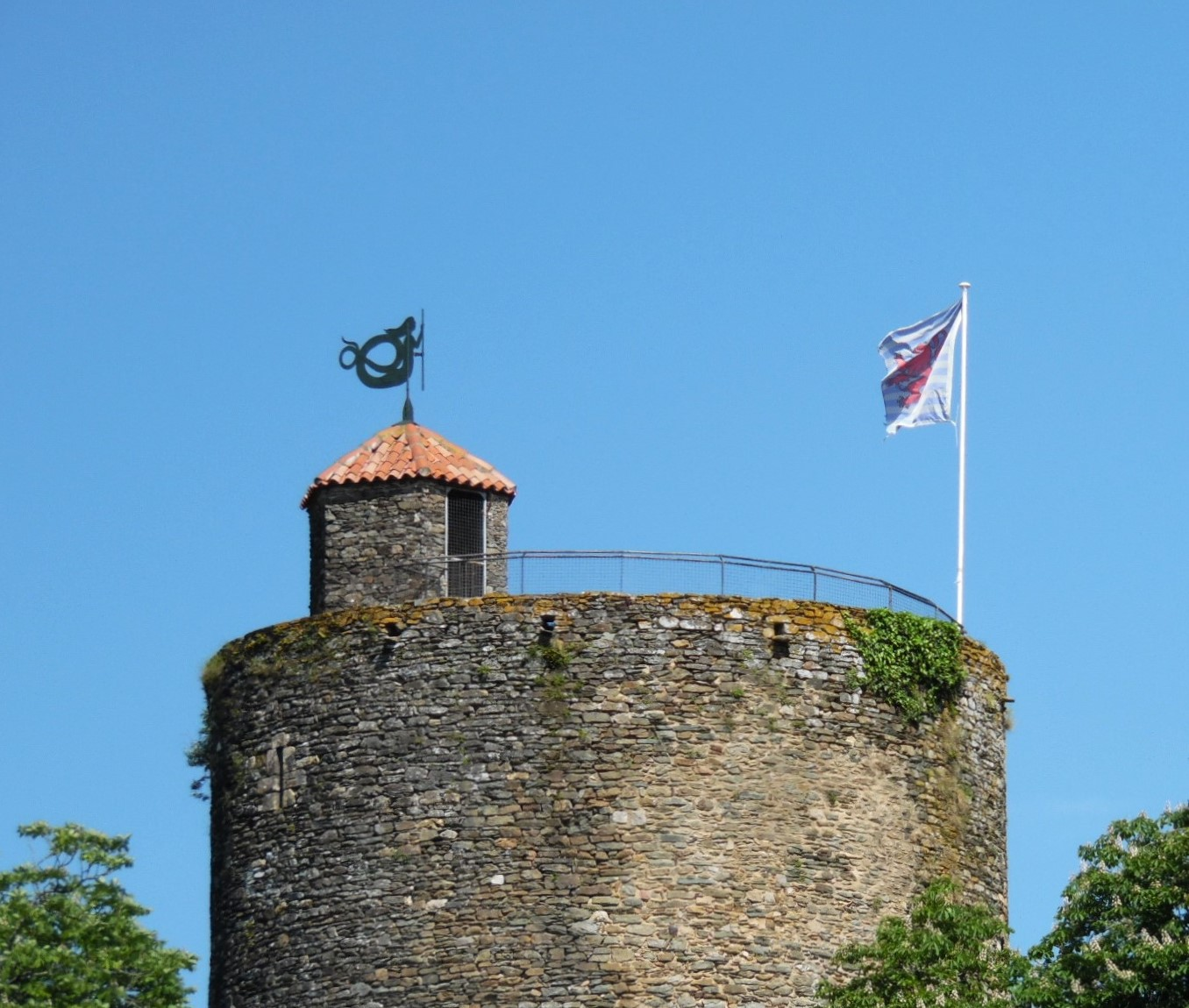
La tour Mélusine à Vouvant.
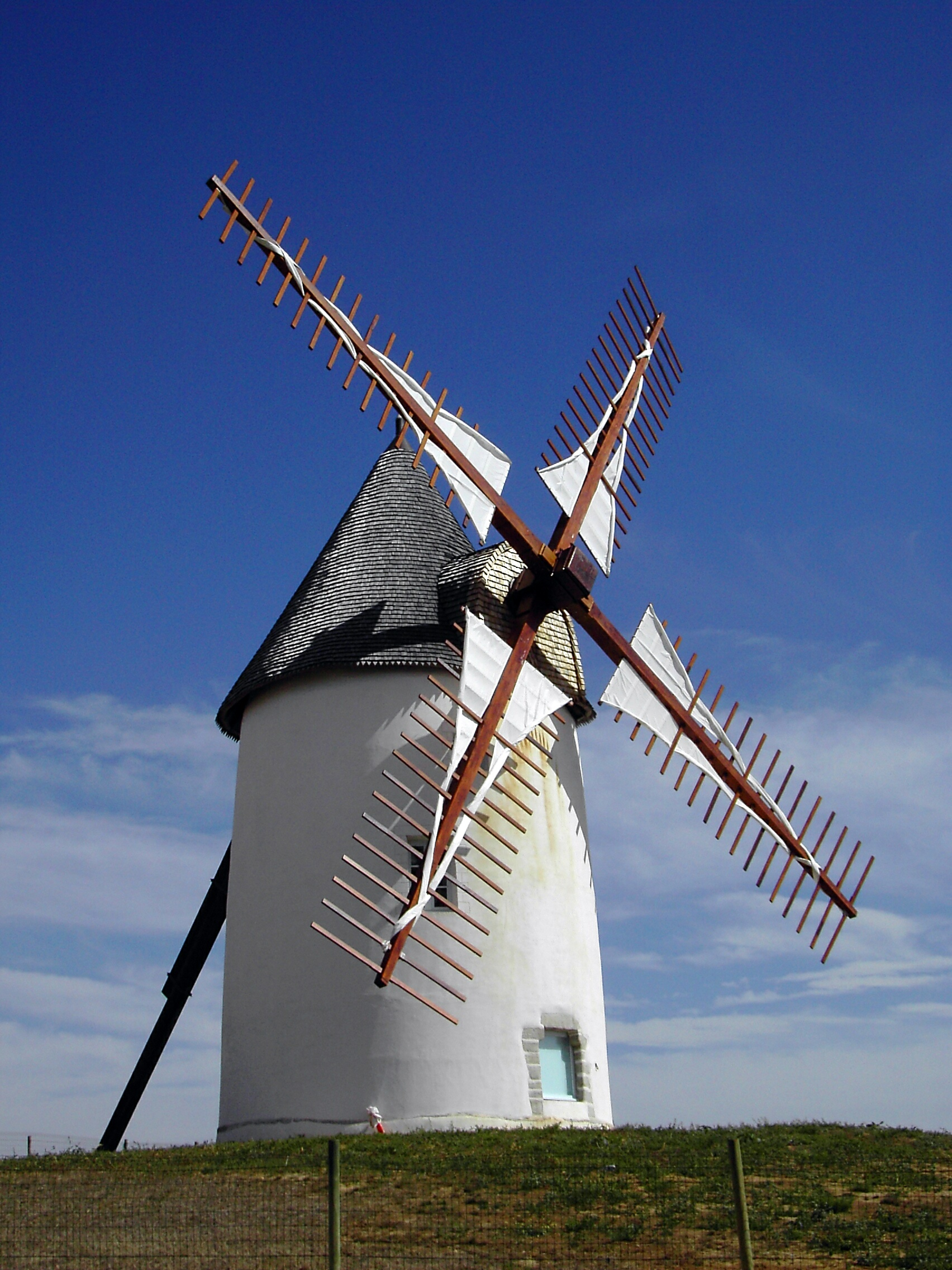
Moulin à vent à Jard-sur-mer
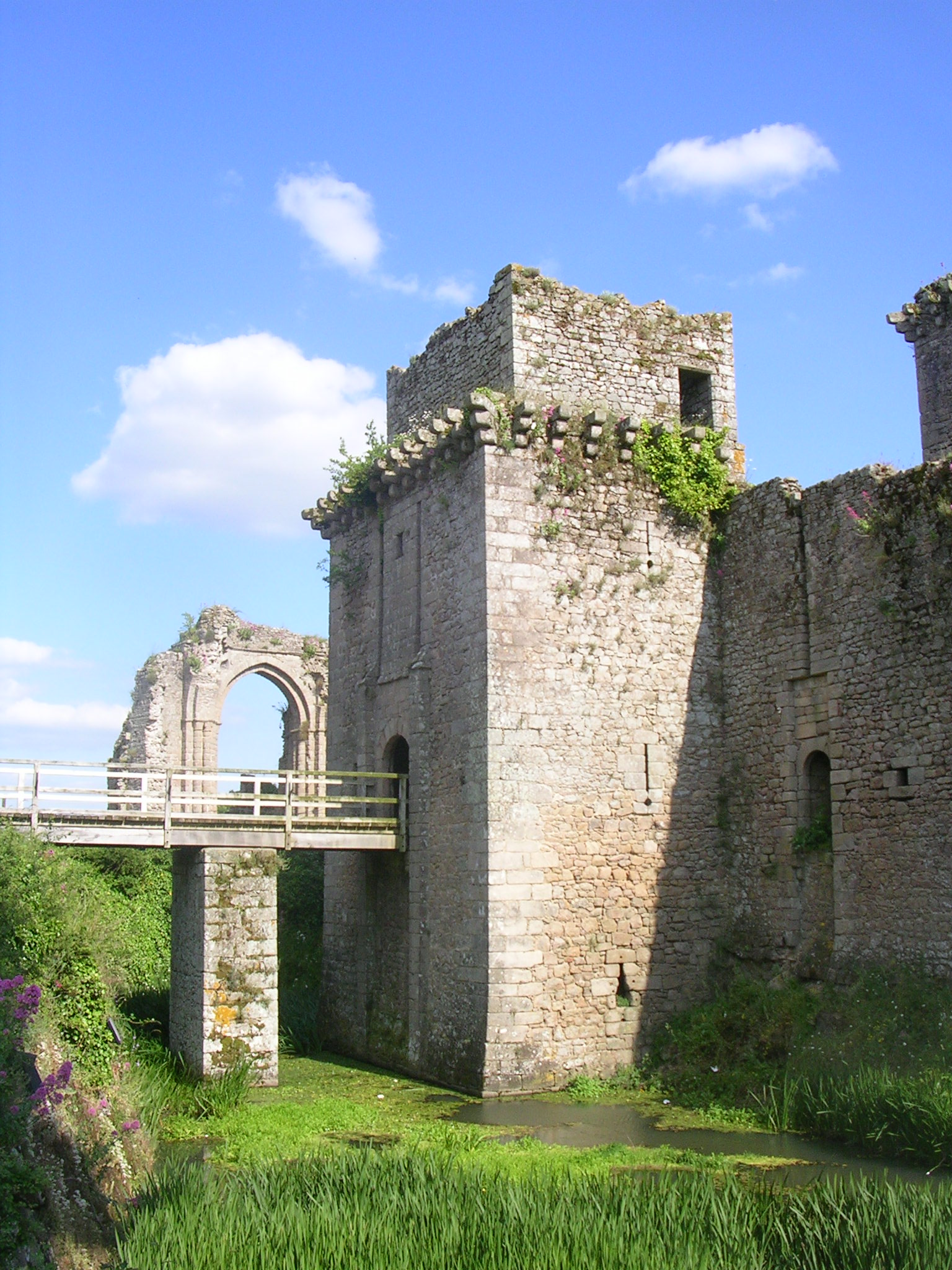
Le château de Gilles de Rais à Tiffauges.
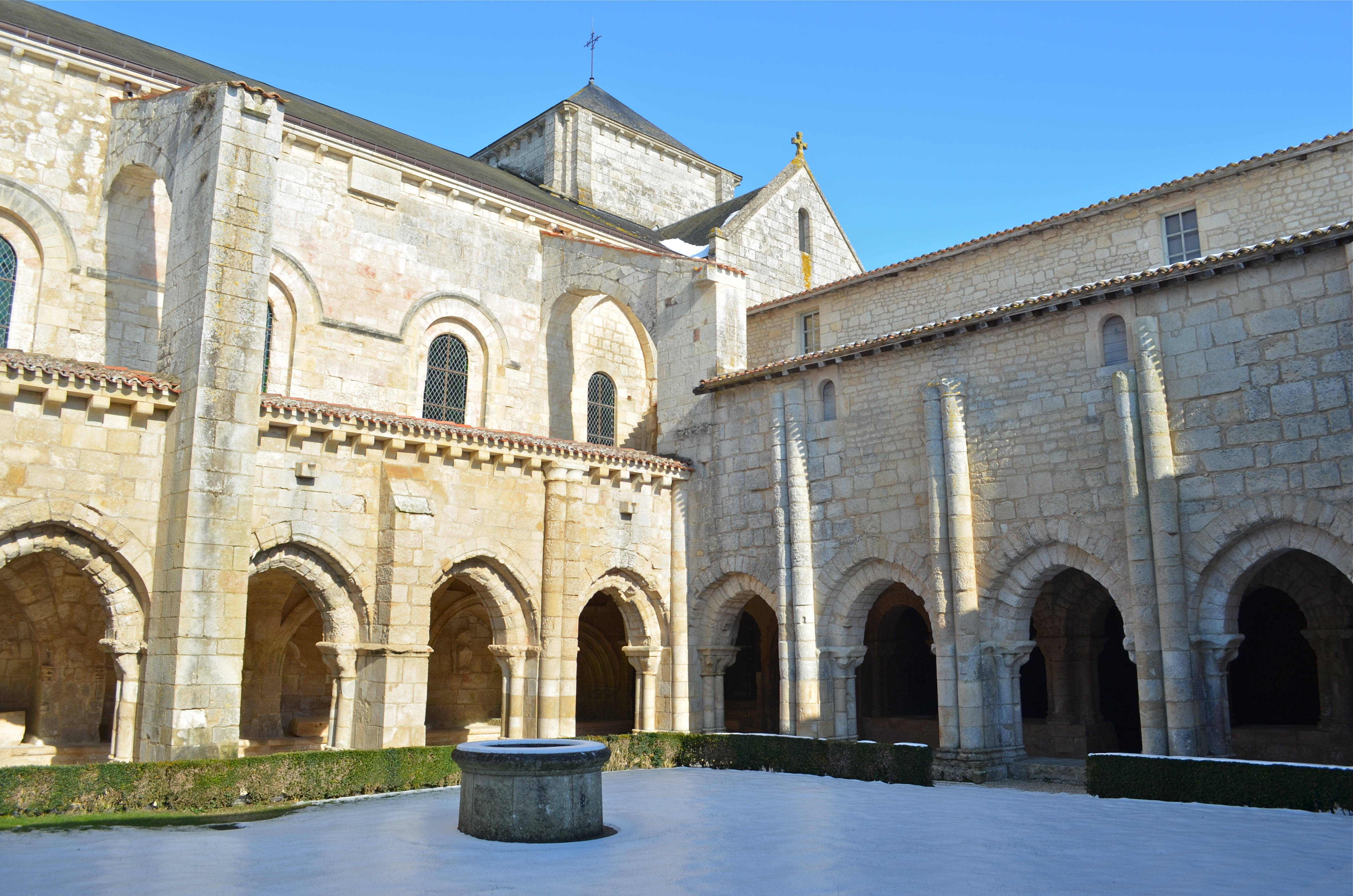
Abbaye romane de Nieul-sur-l'Autise.
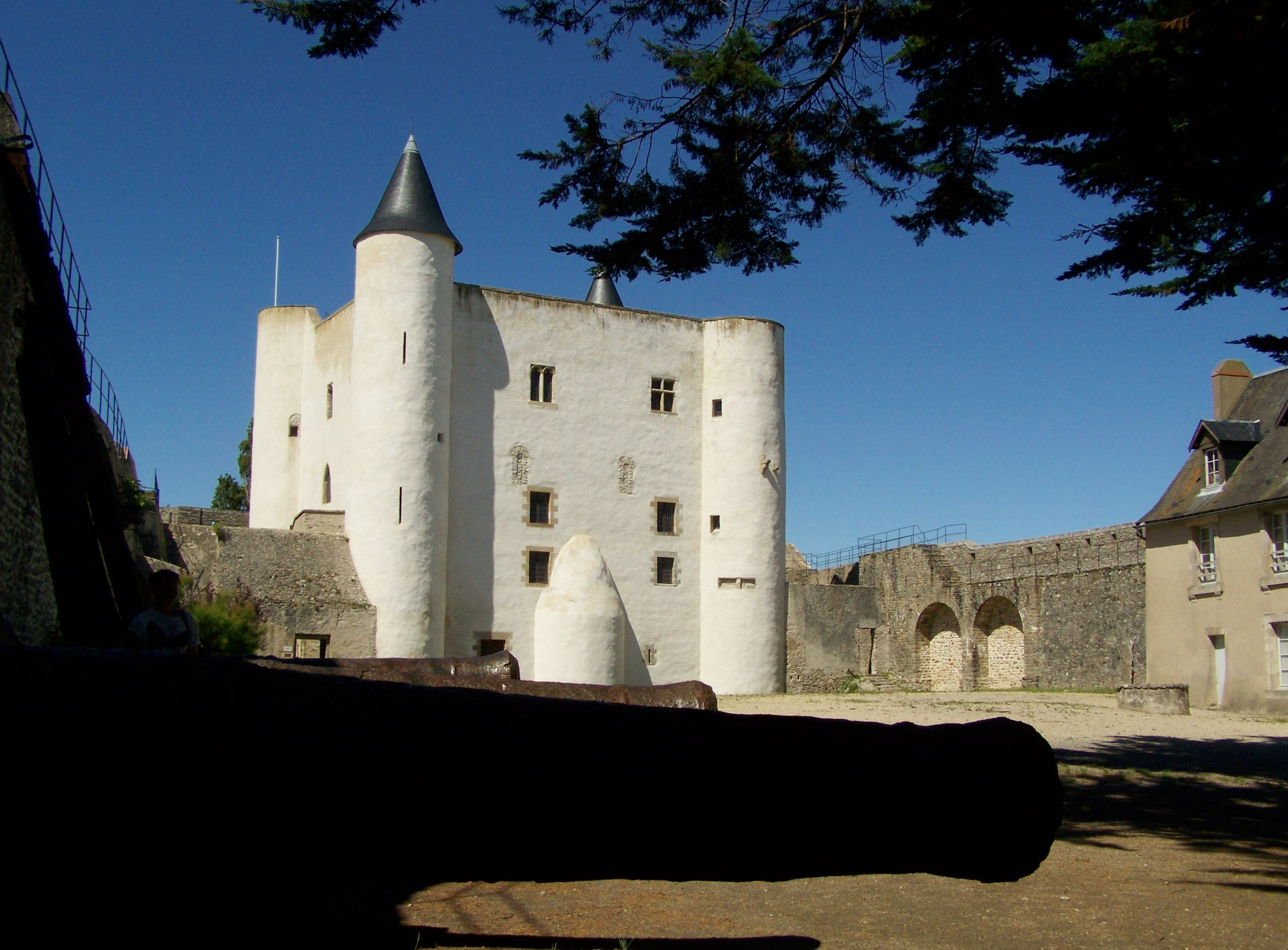
Château médiéval de Noirmoutier.
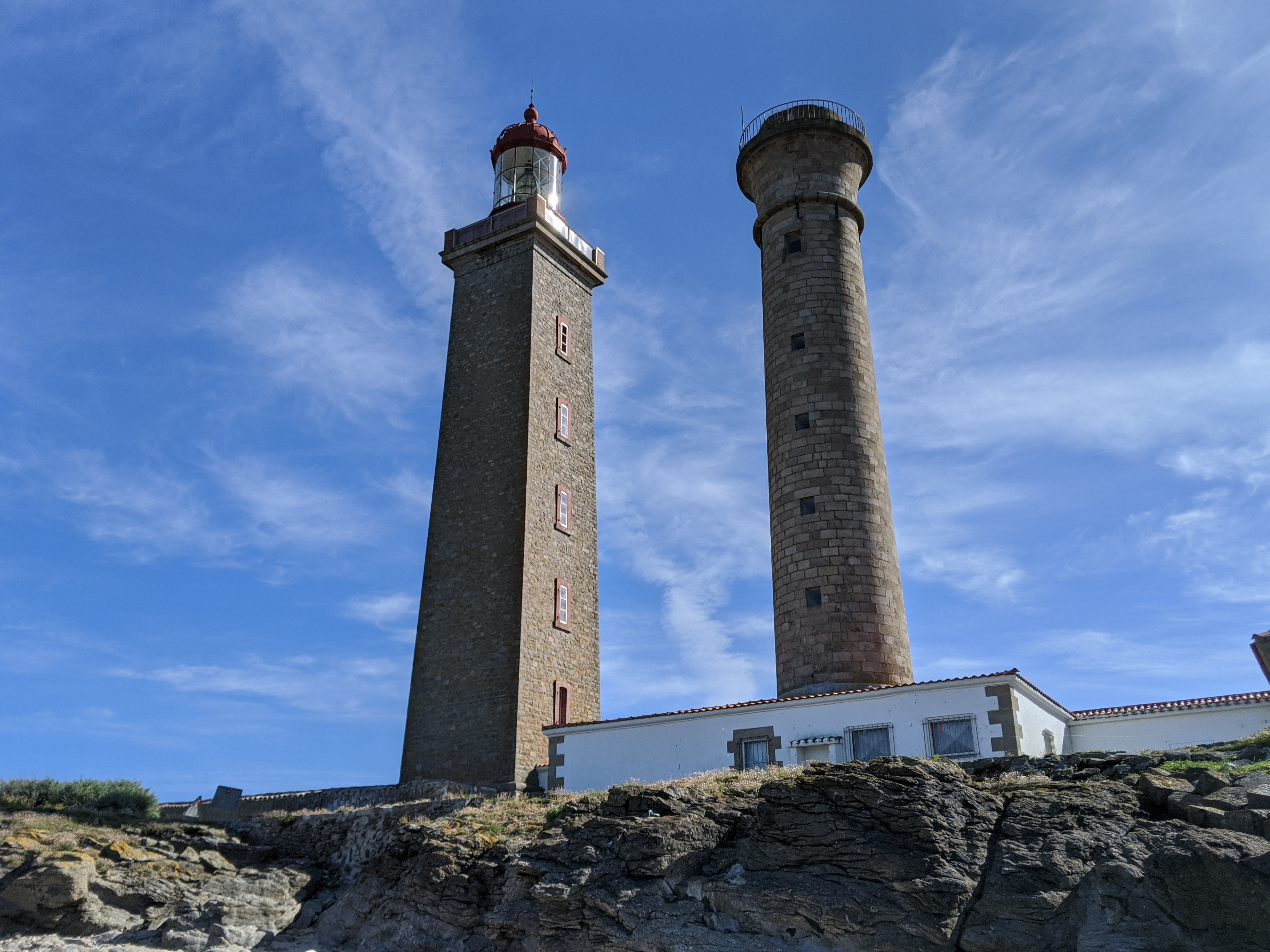
Phares sur l'île du Pilier.
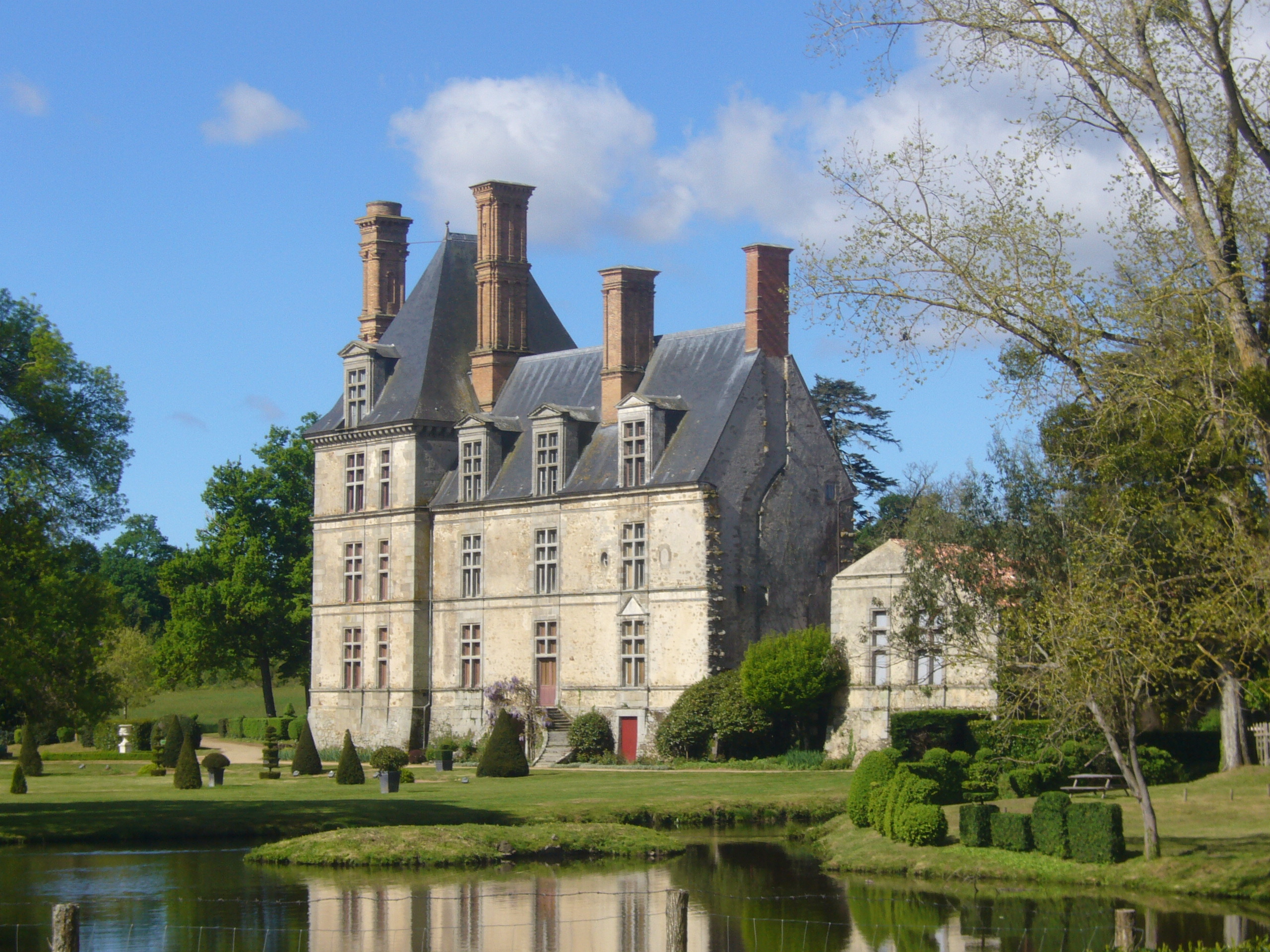
Château de la Guignardière.
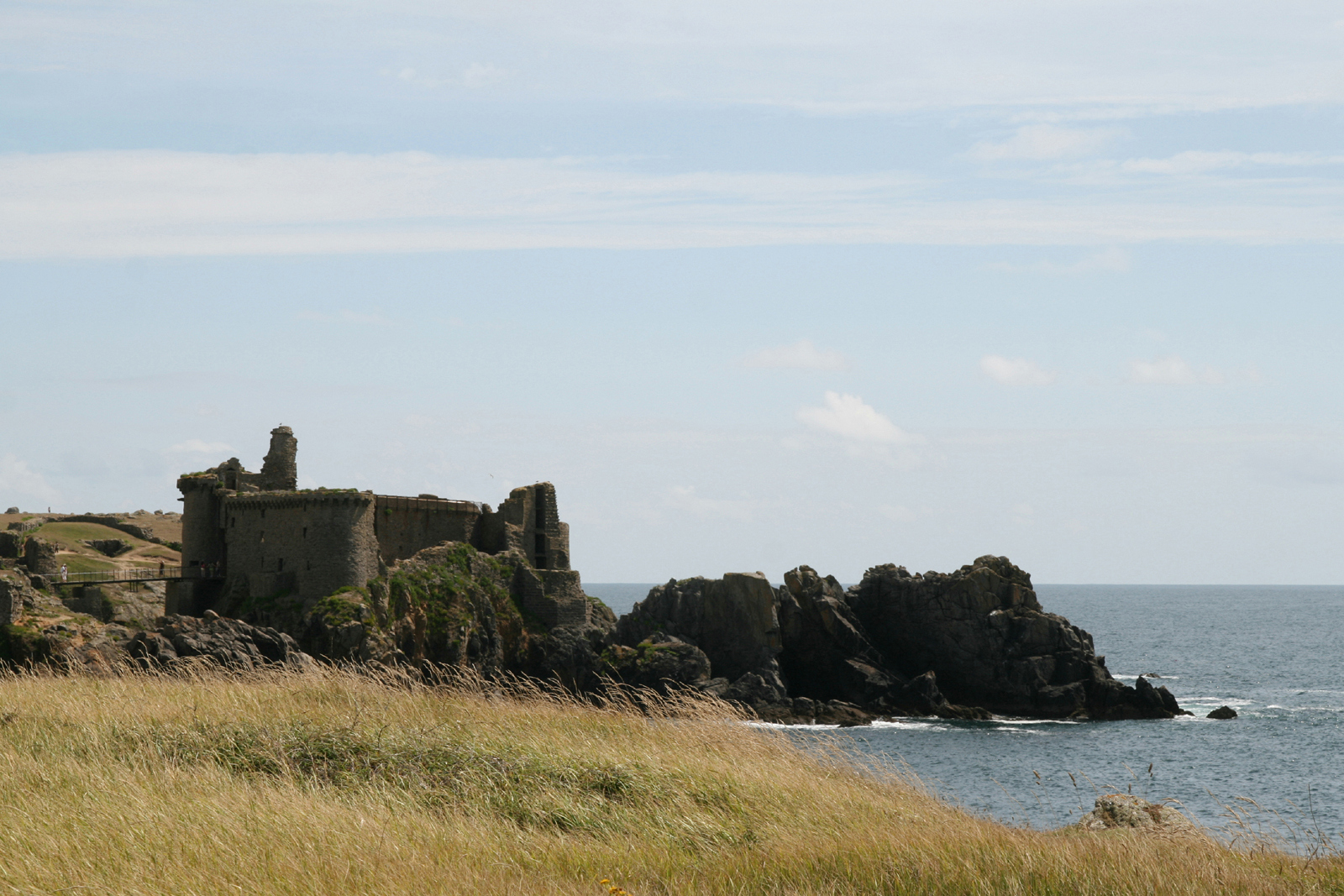
Vieux Château de l'île d'Yeu.

### Coiffes traditionnelles

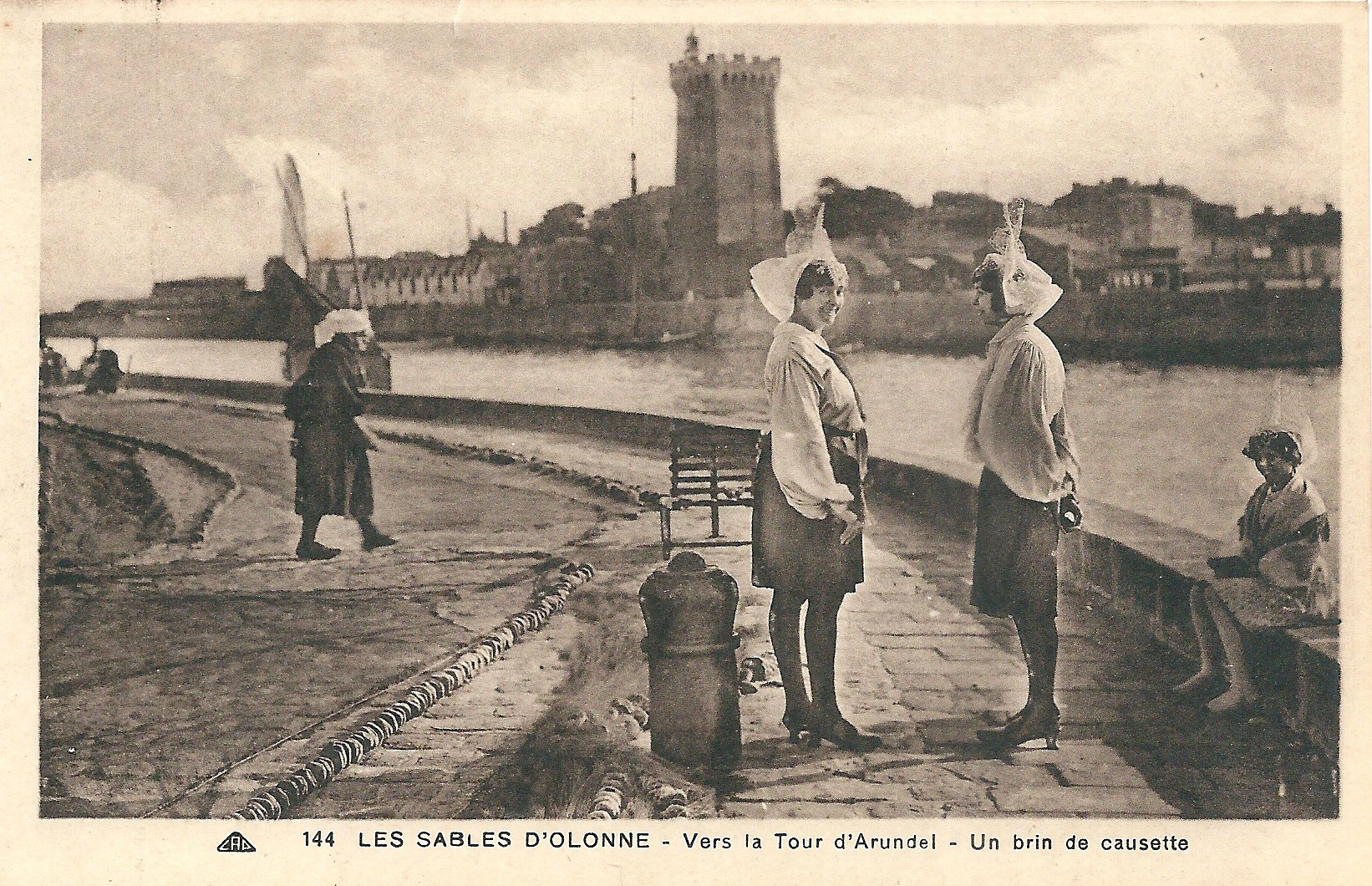
Sablaises portant la coiffe traditionnelle devant le port de la Chaume dans les années 1930.

Les coiffes traduisaient également l'appartenance sociale et se portaient essentiellement les dimanches et les jours de fête. À l’instar des musiques et des danses, les coiffes se répartissaient en fonction des régions naturelles.
Ainsi dans le Sud-Vendée, les femmes portaient généralement la « cabanière », coiffe typique du marais poitevin, également présente dans la plaine vendéenne. Dans le bocage elles portaient la « grisette » tandis que le « bonnet rond de Bressuire » était porté aux alentours de Bressuire.
Les coiffes « maraîchines » portées dans le marais breton-vendéen et le Nord-Ouest du Bas-Poitou étaient de type « dormeuse » comme dans le Sud de la Bretagne.
Enfin, la coiffe sablaise, typique des Sables-d'Olonne et plus spécifiquement du village de pêcheur de la Chaume est probablement la coiffe vendéenne la plus célèbre.
Dans le Haut-Poitou, d'autres types de coiffes étaient portées à l'instar de la coiffe pantine et de la « Malvina » dans la Vienne.

### Sports et jeux

#### Le palet vendéen

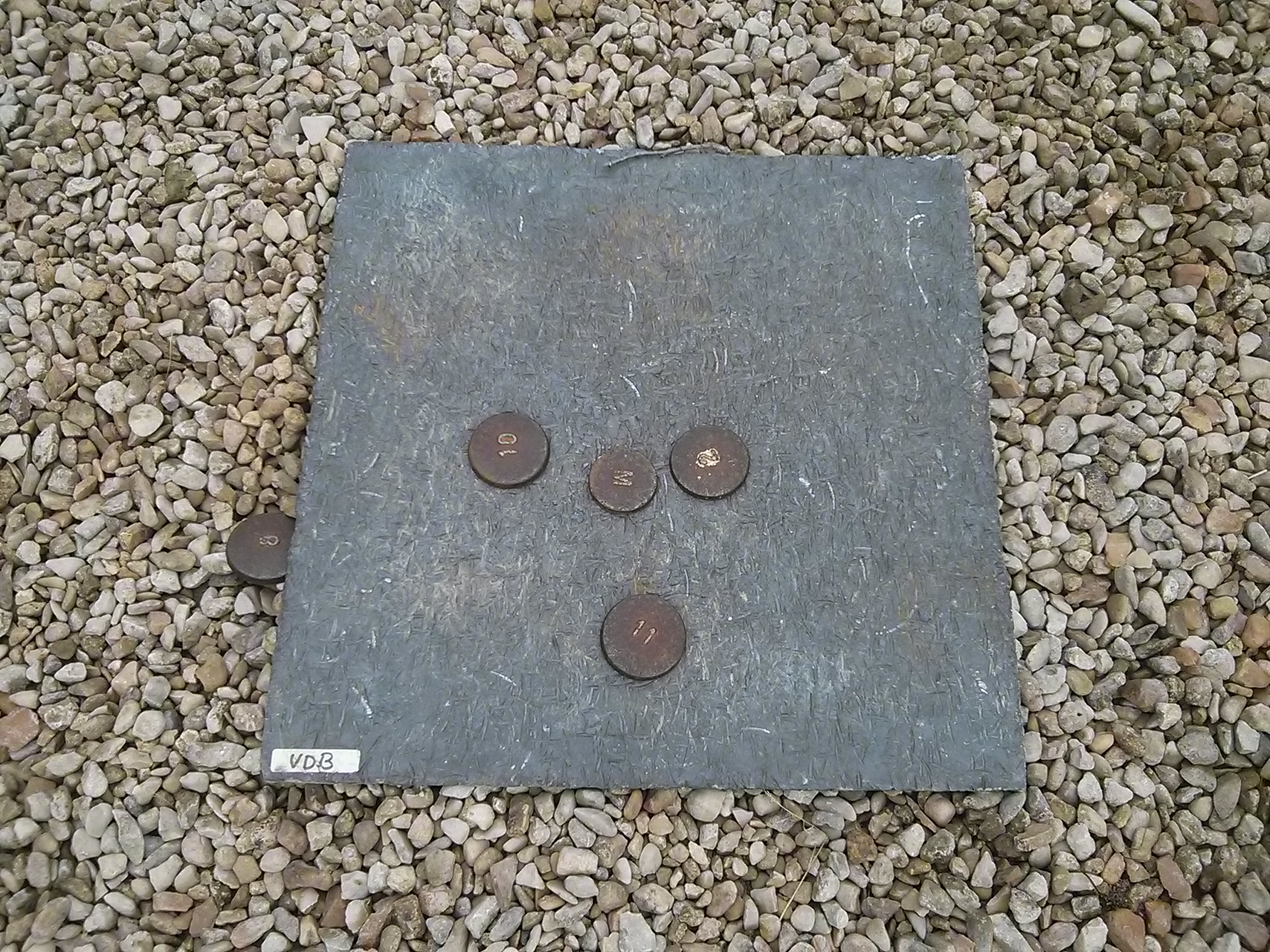
Palets sur une plaque en plomb, tels que pratiqués en Vendée.

Le palet est un jeu apparu au Moyen Âge qui se rapproche de la pétanque et qui à l’origine était présent dans plusieurs provinces françaises, mais qui n’a connu une popularité véritablement importante qu'en Vendée et en Bretagne,.
Ainsi, aujourd'hui, le palet, est un jeu traditionnel (et un sport), à la fois vendéen et breton mais qui ne joue pas de la même manière et avec les mêmes objets dans les deux régions. Le palet vendéen, pratiqué en Vendée ainsi que dans les territoires limitrophes (Deux-Sèvres, Sud du Maine-et-Loire et de la Loire-Atlantique), se joue sur des plaques en plomb avec des palets en fonte ou en laiton tandis qu'en Bretagne, le palet breton se joue à même le sol ou sur une planche en bois. L'objectif du jeu est de lancer ses palets au plus près du palet le plus petit, appelé le « maître. » En 1987 les associations pratiquant le palet vendéen se sont structurées sous l’égide de la Fédération française des jeux de palets (FFJP) qui a ensuite intégré la Fédération nationale du sport en milieu rural (FNSMR).

### Peinture
Aux XIXe et XXe siècles, la région accueillit de nombreux artistes-peintres, dont certains furent largement inspirés par les paysages locaux.
- Gaston Chaissac (1910-1964)
- André-Charles Nauleau (1908-1986)
- Gilbert Pajot
- Paul-Émile Pajot (1873-1929)
- Marcel Marionneau
- Charles Milcendeau (1872-1919)
- Henri Simon (1910-1987)
- André Astoul (1886-1950)
- Maurice Fillonneau (1930-2000)

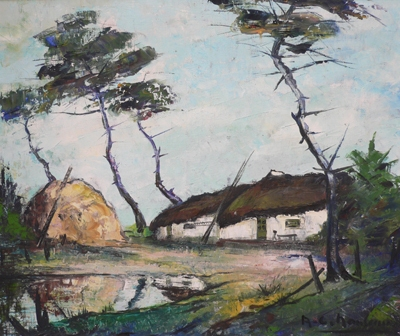
Le marais, vu par André-Charles Nauleau.
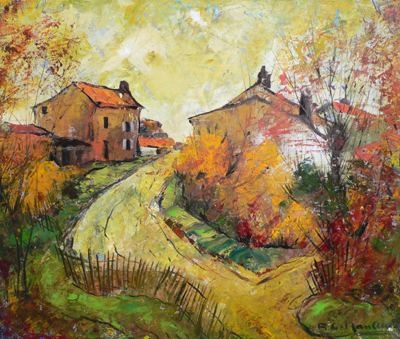
Le bocage vendéen vu par André-Charles Nauleau.
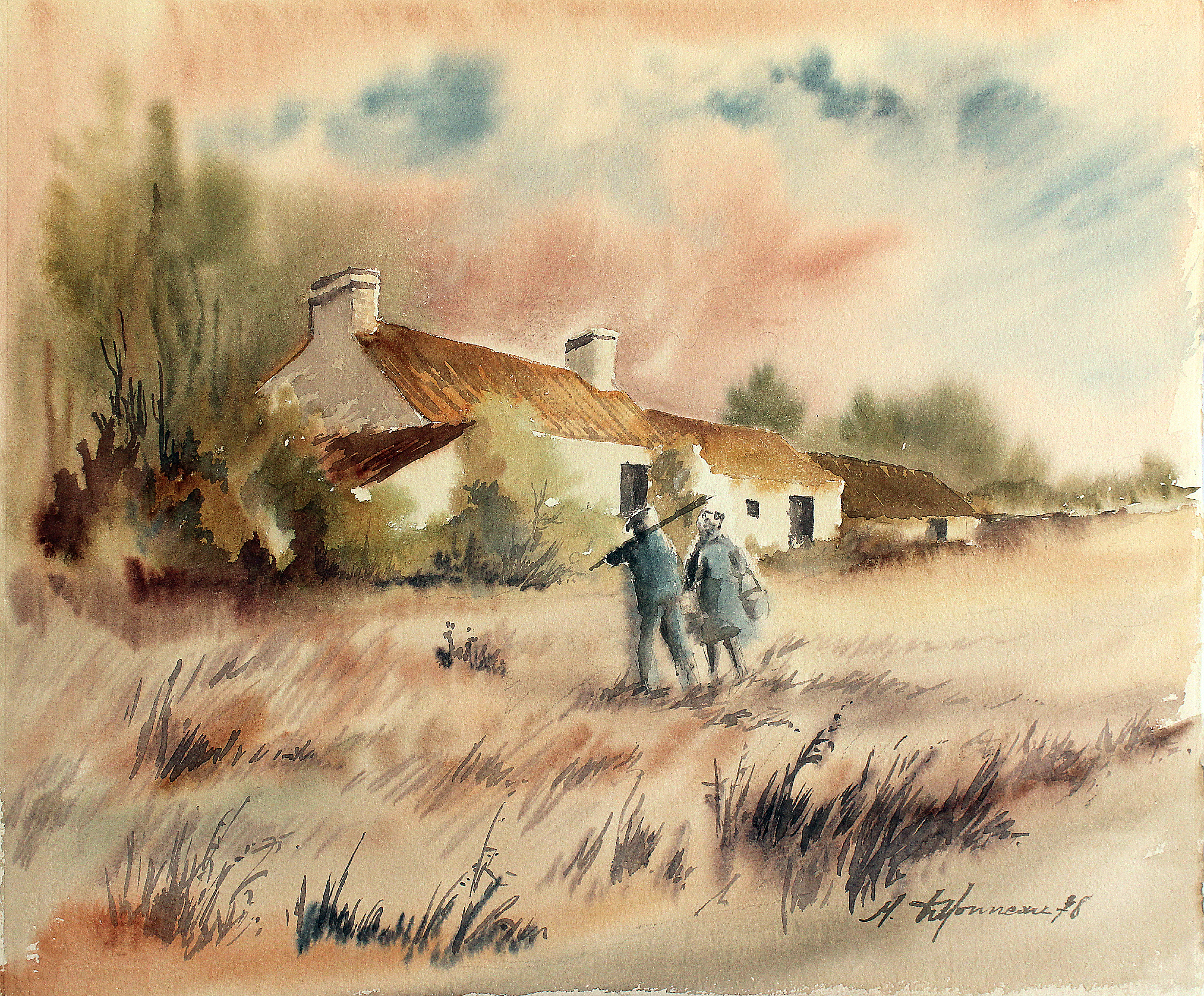
Il faut rentrer de Maurice Fillonneau
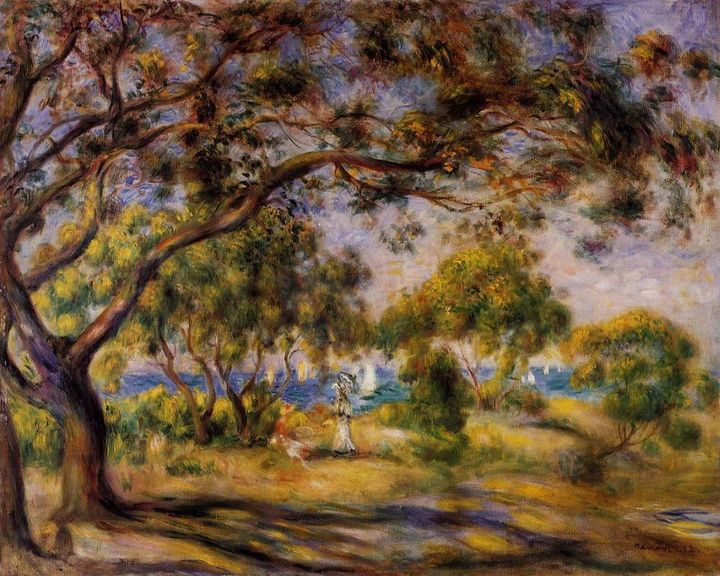
Noirmoutier, vu par Auguste Renoir.
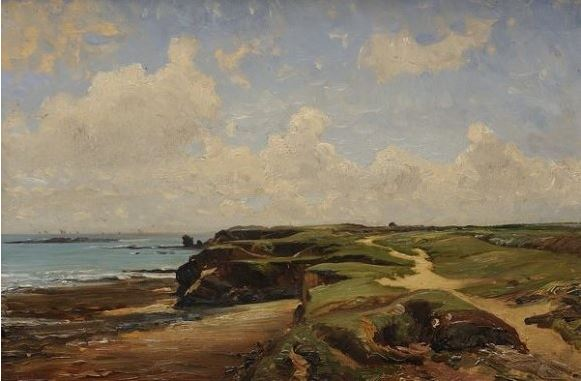
La côte rocheuse de Bretignolles-sur-Mer vue par Édouard-Auguste Imer.

## Personnalités liées
- Anne-Louis-Henri de La Fare
- François l'Olonnais
- Amand de Maastricht
- Charles René Girard de Villars
- Régnault Girard
- Jean V de Parthenay
- François Rabelais, étudie à Fontenay-le-Comte en 1520.
- Nicolas Rapin
- Françoise de Rohan
- André Tiraqueau
- Yvon Vasselot, chevalier à Rennes avant 1340, auquel la rue Vasselot à Rennes doit son nom.
- François Viète